# Королевские военно-воздушные силы Австралии
Королевские военно-воздушные силы Австралии (англ. Royal Australian Air Force; RAAF) — один из видов Сил обороны Австралии, наряду с ВМФ и Армией Австралии.

## История
В сентябре 1912 года был создан Армейский авиационный корпус (Army Aviation Corps), который впоследствии сменил несколько названий. Военно-воздушные силы Австралии как отдельный вид вооружённых сил страны были сформированы 31 марта 1921 года, а 31 августа того же года получили современное название.
Австралийские ВВС принимали активное участие в Первой и Второй мировых войнах, а также в военных конфликтах в Корее и во Вьетнаме. Последним на сегодняшний день случаем участия Королевских ВВС в боевых действиях является вторжение коалиционных сил в Ирак в марте—апреле 2003 года, когда была задействована эскадрилья № 75, вооружённая истребителями-бомбардировщиками F/A-18 Hornet.

## Структура
Звание Маршал королевских австралийских ВВС () является почётным титулом для членов королевской семьи Австралии. Звание Главный маршал воздуха () присуждается только когда офицер ВВС занимает должности Командующего вооружённых сил Австралии (Chief of the Australian Defence Force).
Командующий ВВС Австралии (Chief of Air Force) (Маршал воздуха )

### Главный штаб ВВС
Главный штаб ВВС (Air Force Headquarters) (Комплекс Расселл, Канберра)
- Заместитель командующего КАВВС, Начальник-штаба ВВС (Deputy Chief of Air Force) (Вице-маршал воздуха )
- Кабинет Командующего КАВВС (Office of the Chief of Air Force)
- 28-я Эскадрилья (''No. 28 Squadron'') (Военно-морская станция Харман, Канберра) (Почётная гвардия КАВВС)

#### Воздушное командование
Воздушное командование (Air Command) (База КАВВС Гленбрук)
Начальник Воздушного командования (Air Commander Australia) (Вице-маршал воздуха )

##### Воздушная боевая группа
Воздушная боевая группа (Air Combat Group)
- Штаб группы (Коммодор воздуха ) (База КАВВС Уильямтаун, НЮУ)
- 81-е Крыло (No. 81 Wing) (База КАВВС Уильямтаун, НЮУ, ПВО и истребитель-бомбардировочное крыло)
  - База КАВВС Уильямтаун, НЮУ
    - 3-я Эскадрилья (No. 3 Squadron) — F-35A Lightning
    - 77-я Эскадрилья (No. 77 Squadron) — F/A-18 A/B Hornet
    - 2-я Часть оперативного переучивания (No. 2 OCU) — F/A-18 A/B Hornet
    - Объединенная мастерская 81-го крыла (81 Wing Combined Works)

  - База КАВВС Тиндал, СТ
    - 75-я Эскадрилья (No. 75 Squadron) — F/A-18 A/B Hornet
- 82-е Крыло (No. 82 Wing) (База КАВВС Амбэрли, Кв., истребитель-бомбардировочное и РЭБ крыло)
  - База КАВВС Амбэрли, Кв.
    - 1-я Эскадрилья (No. 1 Squadron) — F/A-18F Super Hornet
    - 6-я Эскадрилья (No. 6 Squadron) — EA-18G Growler

  - База КАВВС Уильямтаун, НЮУ
    - 4-я Эскадрилья (No. 4 Squadron) — PC-9/A
- 78-е Крыло (No. 78 Wing) (База КАВВС Уильямтаун, НЮУ, учебно-боевое крыло)
  - База КАВВС Уильямтаун, НЮУ
    - 76-я Эскадрилья (No. 76 Squadron) — BAE Hawk Mk. 127
    - 278-я Эскадрилья (No. 278 Squadron)

  - База КАВВС Пиэрс, ЗА
    - 79-я Эскадрилья (No. 79 Squadron) — BAE Hawk Mk. 127
    - Деташемент Пиерс (Detachment Pearce)

  - База КАВВС Тиндал, СТ
    - Деташемент Тиндал (Detachment Tindal)

  - База КАВВС Амбэрли, Кв.
    - Деташемент Амбэрли (Detachment Amberley)

##### Группа наблюдении и реакции
Группа наблюдении и реакции (Surveillance and Response Group)
- Штаб группы (Коммодор воздуха ) (База КАВВС Уильямтаун, НЮУ)
- 42-е Крыло (No. 42 Wing) (Крыло ДРЛОиУ) (База КАВВС Уильямтаун, НЮУ)
  - База КАВВС Уильямтаун, НЮУ
    - 2-я Эскадрилья (''No. 2 Squadron RAAF'') — E-7A Wedgetail
- 92-е Крыло (No. 92 Wing) (Крыло морского патрулирования) (База КАВВС Эдинбург, ЮА)
  - База КАВВС Эдинбург, ЮА
    - 10-я Эскадрилья (No. 10 Squadron) — AP-3C Orion
    - 11-я Эскадрилья (No. 11 Squadron) — P-8A Poseidon
    - 292-я Эскадрилья (No. 292 Squadron) (учебно-боевая) — AP-3C Orion

  - База КМВВС Баттеруорт, Малайзия
    - Деташемент А (No. 92 Wing Detachment A) — AP-3C Orion

  - База КАВВС Дарвин, СТ
    - Деташемент Б (No. 92 Wing Detachment B) — AP-3C Orion
- 41-е Крыло (No. 41 Wing) (Крыло управления ПВО) (База КАВВС Уильямтаун, НЮУ)
  - База КАВВС Эдинбург, ЮА
    - 1-я Радиолокационная част дальнего действия (No. 1 Remote Sensor Unit)

  - База КАВВС Уильямтаун, НЮУ
    - 3-я Част контроля и оповещения (No. 3 Control and Reporting Unit) / Оперативный центр восточного региона (Eastern Region Operations Centre (EROC))
      - Деташемент Тиндал (3CRU Detachment Tindal) / Оперативный центр северного региона (Northern Region Operations Centre (NROC) находится в Базе КАВВС Тиндал, СТ

    - Учебная част наблюдения и контроля (Surveillance and Control Training Unit)

  - База КАВВС Дарвин, СТ
    - 114-я Мобильная част контроля и оповещения (No. 114 Mobile Control and Reporting Unit)
- 44-е Крыло (No. 44 Wing) (Крыло контроля воздушного движения) (База КАВВС Уильямтаун, НЮУ)
  - База КАВВС Дарвин, СТ
    - 452-я Эскадрилья (No. 452 Squadron)
      - Деташемент Дарвин (No. 452 Squadron Detachment Darwin), База КАВВС Дарвин, СТ
      - Деташемент Тиндал (No. 452 Squadron Detachment Tindal), База КАВВС Тиндал, СТ
      - Деташемент Амбэрли (No. 452 Squadron Detachment Amberley), База КАВВС Амбэрли, Кв.
      - Деташемент Таунсвилл (No. 452 Squadron Detachment Townsville), База КАВВС Таунсвилл, Кв.
      - Деташемент Оуки (No. 452 Squadron Detachment Oakey), Центр армейской авиации Оуки, Кв.

  - База КАВВС Уильямтаун, НЮУ
    - 453-я Эскадрилья (No. 453 Squadron)
      - Деташемент Уильямтаун (No. 453 Squadron Detachment Williamtown), База КАВВС Уильямтаун, НЮУ
      - Деташемент Ричмонд (No. 453 Squadron Detachment Richmond), База КАВВС Ричмонд, НЮУ
      - Деташемент Ист Сейл (No. 453 Squadron Detachment East Sale), База КАВВС Ист Сейл, Вик.
      - Деташемент Эдинбург (No. 453 Squadron Detachment Edinburgh), База КАВВС Эдинбург, ЮА
      - Деташемент Пиэрс (No. 453 Squadron Detachment Pearce), База КАВВС Пиэрс, ЗА
      - Деташемент Ноура (No. 453 Squadron Detachment Nowra), HMAS Albatross

##### Группа воздушной мобильности
Группа воздушной мобильности (Air Mobility Group)
- Штаб группы (Коммодор воздуха ) (База КАВВС Ричмонд, НЮУ)
- 84-е Крыло (No. 84 Wing) (База КАВВС Ричмонд, НЮУ)
  - База КАВВС Ричмонд, НЮУ
    - 37-я Эскадрилья (No. 37 Squadron) — C-130J Hercules
    - 35-я Эскадрилья (No. 35 Squadron) — C-27A Spartan
    - 285-я Эскадрилья (No. 285 Squadron) (учебно-боевая)

  - Объект сил обороны Фэрбэрн, Канберра
    - 34-я Эскадрилья (No. 34 Squadron) — Boeing 737 BBJ / Challenger 604
- 86-е Крыло (No. 86 Wing) (База КАВВС Ричмонд, НЮУ)
  - База КАВВС Амбэрли, Кв.
    - 33-я Эскадрилья (No. 33 Squadron) — KC-30A
    - 36-я Эскадрилья (No. 36 Squadron) — C-17A Globemaster III
- Учебная и часть по развитию воздушной транспортировки (Air Movements Training & Development Unit (AMTDU)) (База КАВВС Ричмонд, НЮУ)

##### Группа боевой поддержки
Группа боевой поддержки (Combat Support Group)
- Штаб группы (Коммодор воздуха ) (База КАВВС Амбэрли, Кв.)
- 95-е Крыло (Экспедиционная боевая поддержка) (No. 95 Wing (Expeditionary Combat Support)) (База КАВВС Амбэрли, Кв.)
  - База КАВВС Амбэрли, Кв.
    - 1-я Эскадрилья аэродромной обороны (No. 1 Airfield Defence Squadron)
    - 2-я Эскадрилья аэродромной обороны (No. 2 Airfield Defence Squadron)
    - 1-я Эскадрилья поддержки аэродромных операциях (No. 1 Airfield Operations Support Squadron)
    - 382-я Экспедиционная эскадрилья боевой поддержки (No. 382 Expeditionary Combat Support Squadron)

  - База КАВВС Уильямтаун, НЮУ
    - 381-я Экспедиционная эскадрилья боевой поддержки (No. 381 Expeditionary Combat Support Squadron)

  - База КАВВС Дарвин, СТ
    - 321-я Экспедиционная эскадрилья боевой поддержки (No. 321 Expeditionary Combat Support Squadron)

  - База КАВВС Тиндал, СТ
    - 322-я Экспедиционная эскадрилья боевой поддержки (No. 322 Expeditionary Combat Support Squadron) (поддерживает военно-временных аэродромов на севере страны)
      - Звено аэродромного обслуживания Базы КАВВС Кэртин (Bare Base Management Flight RAAF Curtin)
      - Звено аэродромного обслуживания Базы КАВВС Лирмонт (Bare Base Management Flight RAAF Learmonth)
      - Звено аэродромного обслуживания Базы КАВВС Шерджер (Bare Base Management Flight RAAF Scherger)

  - База КАВВС Таунсвилл, Кв.
    - 323-я Экспедиционная эскадрилья боевой поддержки (No. 323 Expeditionary Combat Support Squadron)

  - База КМВВС Баттеруорт, Малайзия
    - 324-я Экспедиционная эскадрилья боевой поддержки (No. 324 Combat Support Squadron)

  - База КАВВС Ричмонд, НЮУ
    - 325-я Экспедиционная эскадрилья боевой поддержки (No. 325 Expeditionary Combat Support Squadron)
    - 1-я Эскадрилья боевой связи (No. 1 Combat Communications Squadron)
- 96-е Крыло (Экспедиционная боевая поддержка) (No. 96 Wing (Expeditionary Combat Support)) (База КАВВС Дарвин, СТ) (нынешнее Крыло резерва, включает резервного персонала)
  - 13-я Эскадрилья (No. 13 Squadron) (База КАВВС Дарвин, СТ)
  - 20-я Эскадрилья (No. 20 Squadron) (База КАВВС Уумера, ЮА)
  - 21-я Эскадрилья (No. 21 Squadron) (База КАВВС Уильямс, Вик.)
  - 22-я Эскадрилья (No. 22 Squadron) (База КАВВС Ричмонд, НЮУ)
  - 23-я Эскадрилья (No. 23 Squadron) (База КАВВС Амбэрли, Кв.)
  - 24-я Эскадрилья (No. 24 Squadron) (База КАВВС, Эдинбург, ЮА)
  - 25-я Эскадрилья (No. 25 Squadron) (База КАВВС Пиэрс, ЗА)
  - 26-я Эскадрилья (No. 26 Squadron) (База КАВВС Уильямтаун, НЮУ)
  - 27-я Эскадрилья (No. 27 Squadron) (База КАВВС Таунсвилл, Кв.)
  - 29-я Эскадрилья (No. 29 Squadron) (Казарма Англси, Хобарт, Тас.)
  - 30-я Эскадрилья (No. 30 Squadron) (База КАВВС Ист Сейл, Вик.)
  - 31-я Эскадрилья (No. 31 Squadron) (База КАВВС Уагга, НЮУ)
- Крыло служб здоровья (''Health Services Wing'') (База КАВВС Амбэрли, Кв.)
  - 1-я Воздушно-переносная эскадрилья здоровья (No. 1 Air Transportable Health Squadron) (База КАВВС Амбэрли, Кв.)
  - 2-я Воздушно-переносная эскадрилья здоровья (No. 2 Air Transportable Health Squadron) (База КАВВС Уильямтаун, НЮУ)
  - 3-я Военная больница боевой поддержки (No. 3 Combat Support Hospital) (База КАВВС Ричмонд, НЮУ)

##### Учебная группа ВВС
Учебная группа ВВС (Air Force Training Group)
- Штаб группы (Коммодор воздуха ) (База КАВВС Уильямс)
- Крыло лётной подготовки (''Air Training Wing (RAAF Base East Sale)
  - База КАВВС Пиэрс, ЗА
    - 2-я Лётная школа (No. 2 Flying Training School) — PC-21, PC-9/А

  - База КАВВС Ист Сейл, Вик.
    - Центральная лётная школа (Central Flying School) — PC-9/А (нын. 1-я Лётная школа)
      - Группа высшего пилотажа "The Roulettes" — Pilatus PC-9/A

    - 32-я Эскадрилья (No. 32 Squadron) — King Air 350
    - Школа управления воздушным движением (School of Air Traffic Control)

  - Тамуорт, НЮУ
    - Школа начальной лётной подготовки ВС Австралии (ADF Basic Flying Training School) — CT/4 Airtrainer

  - База КАВВС Таунсвилл, Кв.
    - Школа боевой подготовки выживания (Combat Survival Training School)

  - База КАВВС Уильямс, Вик.
    - Музей КАВВС (RAAF Museum)
- Крыло наземной подготовки (Ground Training Wing) (База КАВВС Уагга, НЮУ)
  - Объект обороны Орчард Хилс, НЮУ
    - Сапёрная школа ВС Австралии (Defence Explosive Ordnance Training School)

  - База КАВВС Амбэрли, Кв.
    - Школа охраны и огнетушения КАВВС (RAAF Security and Fire School)

  - База КАВВС Уильямс, Вик.
    - Международный центр подготовки ВС Австралии (Defence International Training Centre)
    - Языковая школа ВС Австралии (ADF School of Languages)

  - База КАВВС Уагга, НЮУ
    - Школа технической подготовки КАВВС (RAAF School of Technical Training)
    - Школа административных дел и тыла КАВВС (RAAF School of Administration and Logistics Training)
- Колледж КАВВС (RAAF College) (База КАВВС Уагга, НЮУ)
  - База КАВВС Ист Сейл, Вик.
    - Офицерская школа (Officer Training School)

  - База КАВВС Уагга, НЮУ
    - Школа переподготовки офицеров (School of Postgraduate Studies)
    - 1-я Учебная част подготовки рекрутов (No. 1 Recruit Training Unit)

  - База КАВВС Уильямс, Вик.
    - Оркестр КАВВС (Royal Australian Air Force Band)

##### Центр воздушной войны
Центр воздушной войны (Air Warfare Centre)
- Штаб центра (Коммодор воздуха ) (База КАВВС Эдинбург)

Авиапарк полностью состоит из самолётов. Компания CHC Helicopters исполняет работы по поиску и спасению в поддержке КАВВС. Флот включает 6 вертолётов AgustaWestland AW139.

## Пункты базирования
| Название базы | Местонахождение                                                                | Эскадрилья           | Состав                                             | Примечание |
| ------------- | ------------------------------------------------------------------------------ | -------------------- | -------------------------------------------------- | ---------- |
| Amberley      | На 8 километров юго-западнее Ипсуича и на 50 километров юго-западнее Брисбена. | № 1, № 6, № 33, № 36 | F/A-18F Super Hornet, KC-30, C-17A Globemaster III |            |
| Williamtown   | На 14 километров севернее города Ньюкасл.                                      | № 2, № 3, № 76, № 77 | Boeing 737 AEW&C, F/A-18 Hornet, BAE Hawk 127      |            |
| Edinburgh     | На 25 километров севернее от центра города Аделаида.                           | № 10, № 11, № 292    | P-3C Orion                                         |            |
| Tindal        | Находится рядом с городом Катерин в Северной территории.                       | № 75                 | F/A-18 Hornet                                      |            |
| Townsville    | Таунсвилл, Квинсленд                                                           | № 38                 | Beechcraft King Air 350.                           |            |
| Pearce        | Находится в городе Буллсбрук, к северу от Перта.                               | № 79                 | BAE Hawk 127                                       |            |

## Боевой состав
| Обозначение формирования или части | Вооружение и оснащение                                | Место расположения                                                                                     |
| ---------------------------------- | ----------------------------------------------------- | --- |
| Эскадрилья № 1                     | F/A-18F Super Hornet                                  | RAAF Base Amberley, в 8 километрах к юго-западу от Ипсуича и в 50 километрах к юго-западу от Брисбена. |
| Эскадрилья № 2                     | Boeing 737 AEW&C (ДРЛО)                               | RAAF Base Williamtown, в 14 километрах к северу от Ньюкасла.                                           |
| Эскадрилья № 3                     | F/A-18 Hornet (ПВО)                                   | RAAF Base Williamtown, в 14 километров к северу от Ньюкасла.                                           |
| Эскадрилья № 4                     | Pilatus PC-9 (учебная)                                | RAAF Base Williamtown, в 14 километрах к северу от Ньюкасла.                                           |
| Авиазвено № 5                      | IAI Heron (БПЛА)                                      | RAAF Base Amberley, в 8 километрах к юго-западу от Ипсуича и в 50 километрах к юго-западу от Брисбена. |
| Эскадрилья № 6                     | F/A-18F Super Hornet                                  | RAAF Base Amberley, в 8 километрах к юго-западу от Ипсуича и в 50 километрах к юго-западу от Брисбена. |
| Эскадрилья № 10                    | AP-3C Orion (морское патрулирование)                  | RAAF Base Edinburgh, в 25 километрах к северу от Аделаиды.                                             |
| Эскадрилья № 11                    | AP-3C Orion (морское патрулирование)                  | RAAF Base Edinburgh, в 25 километрах к северу от Аделаиды.                                             |
| Эскадрилья № 32                    | Beechcraft Super King Air 350 (учебная/авиаподдержка) | RAAF Base East Sale в Виктории.                                                                        |
| Эскадрилья № 33                    | A330 MRTT (дозаправка в воздухе)                      | RAAF Base Amberley, в 8 километрах к юго-западу от Ипсуича и в 50 километрах к юго-западу от Брисбена. |
| Эскадрилья № 34                    | Boeing 737, Bombardier Challenger 600 (транспорт)     | Международный Аэропорт города Канберра.                                                                |
| Эскадрилья № 35                    | Alenia C-27J Spartan (транспортная) — с 2015          | RAAF Base Pearce, в городе Буллсбрук, севернее города Перт.                                            |
| Эскадрилья № 36                    | C-17 Globemaster III (транспортная)                   | RAAF Base Amberley, в 8 километрах к юго-западу от Ипсуича и в 50 километрах к юго-западу от Брисбена. |
| Эскадрилья № 37                    | Lockheed C-130J-30 Super Hercules (транспортная)      | RAAF Base Richmond, в пределах района Хоксбери в северо-западной окраине Сиднея.                       |
| Эскадрилья № 38                    | Beechcraft Super King Air 350 (транспортная)          | RAAF Base Townsville.                                                                                  |
| Эскадрилья № 75                    | F/A-18 Hornet (ПВО)                                   | RAAF Base Tindal, рядом с городом Катерин в Северной территории.                                       |
| Эскадрилья № 76                    | BAE Hawk 127 (учебная/штурмовая)                      | RAAF Base Williamtown, в 14 километрах к северу от Ньюкасла.                                           |
| Эскадрилья № 77                    | F/A-18 Hornet (ПВО)                                   | RAAF Base Williamtown, в 14 километрах к северу от Ньюкасла.                                           |
| Эскадрилья № 79                    | BAE Hawk 127 (учебная/штурмовая)                      | RAAF Base Pearce, в городе Буллсбрук, севернее города Перт.                                            |
| Эскадрилья № 285                   | Lockheed C-130J-30 Super Hercules (транспортная)      | RAAF Base Richmond, в пределах района Хоксбери в северо-западной окраине Сиднея.                       |
| Эскадрилья № 292                   | AP-3C Orion (учебная/морское патрулирование)          | RAAF Base Edinburgh, в 25 километрах к северу от Аделаиды.                                             |

## Техника и вооружение[1]
| Тип                                       | Производство   | Назначение                                 | Изображение | Количество  | Примечания |
| Истребители                               | Истребители    | Истребители                                | Истребители | Истребители | Истребители |
| ----------------------------------------- | -------------- | ------------------------------------------ | ----------- | ----------- | --- |
| Boeing F/A-18F+ Super Hornet              | США            | Истребитель-бомбардировщик                 |             | 24          | В связи с задержкой поставок F-35A Lightning II, Австралия дополнительно закупила для ВВС 12 F/A-18F Super Hornet. |
| Lockheed Martin F-35A Lightning II (CTOL) | США            | Малозаметный истребитель-бомбардировщик    |             | 72          | Самолётами F-35A планируется заменить все F/A-18F Super Hornet. |
| Учебные самолёты                          |                |                                            |             |             | |
| BAE Systems Hawk 127                      | Великобритания | Учебно-боевой самолёт/лёгкий штурмовик     |             | 33          | В июне 1997 года Австралия заказала 33 самолёта, 12 из которых были построены в Великобритании, и 21 — в Австралии. Входят в 76 и 79 эскадрилью на базах Williamtown и Pearce соответственно. В июле 2013 Министерство обороны Австралии заключило с британской компанией BAE Systems контракт на техническое обслуживание и модернизацию учебно-боевых самолетов Hawk Mk.127. Сумма сделки составила 90 миллионов фунтов стерлингов (133,7 миллиона долларов). Все машины должны быть модернизированы до последней версии, поступающей на вооружение ВВС Великобритании, ─ Mk.128 (T.1 и T.2 в составе британских военно-воздушных сил).. |
| De Havilland Australia PC-9               | Австралия      | Учебно-тренировочный самолёт               |             | 65          | |
| Самолёты ДРЛО                             |                |                                            |             |             | |
| E-7A Wedgetail (Boeing 737 AEW&C)         | США            | Самолёт ДРЛОиУ                             |             | 6           | Первые два самолёта были получены в 2009 году, последний был получен в июне 2012 года. Принятие на вооружение всех самолётов состоялось в конце 2012 года. |
| Самолёты РЭБ                              |                |                                            |             |             | |
| Boeing EA-18G Growler                     | США            | Самолёт РЭБ                                |             | 12          | Первоначальная боевая готовность была достигнута в апреле 2019 года. |
| Транспортные самолёты                     |                |                                            |             |             | |
| Boeing C-17A Globemaster III              | США            | Военно-транспортный самолёт                |             | 8           | Австралия купила четыре транспортника C-17 в 2006 году; последний из этих самолетов военные получили в 2008 году. Позже австралийское военное ведомство решило купить еще один такой транспортник. Контракт на поставку дополнительного C-17 был подписан в апреле 2011 года, а поставка самолета состоялась уже в сентябре того же года. По оценке министерства обороны Австралии, в ближайшее время одновременная доступность C-17 составит четыре единицы. В марте 2012 года был заказан шестой C-17, который был поставлен в ноябре того же года.                                                                                      |
| Lockheed C-130J Super Hercules            | США            | Военно-транспортный самолёт                |             | 12          | |
| Alenia C-27J Spartan                      | Европа · США   | Военно-транспортный самолёт                |             | 10          | В мае 2012 года был подписан контракт на поставку 10 C-27J Spartan на общую сумму $1,41 млрд. В стоимость сделки включены дополнительные двигатели, системы обеспечения безопасности и связи. В парке транспортной авиации они заменили списанные в 2009 году транспортники De Havilland Canada DHC-4 Caribou. |
| Bombardier Challenger CL604               | Канада         | административный самолёт                   |             | 4           | |
| Boeing Business Jet                       | США            | административный самолёт                   |             | 2           | |
| Beechcraft Super King Air 350             | США            | Транспортный самолёт                       |             | 7           | |
| Противолодочные самолёты                  |                |                                            |             |             | |
| P-8A Poseidon                             | США            | Противолодочный самолёт/патрульный самолёт |             | 12          | В июле 2007 года правительство Австралии приняло предварительное решение участвовать в производстве самолетов P-8A. |
| Танкеры                                   |                |                                            |             |             | |
| KC-30A (Airbus A330 MRTT)                 | Европа         | Самолёт-заправщик                          |             | 7           | |
| БПЛА                                      |                |                                            |             |             | |
| MQ-4C Triton                              | США            | Стратегический БПЛА                        |             | 0           | Планируется использовать для патрулирования территориальных вод и перехвата судов с беженцами. |
| IAI Heron                                 | Израиль        | Разведывательный БПЛА                      |             | 3           | |
| Aerosonde                                 | США            | БПЛА                                       |             |             | |
| Skylark                                   | Израиль        | Разведывательный БПЛА                      |             | 6           | В ноябре 2005 года 6 штук были заказаны для контингента в Ираке, в 2008 году был заключён контракт на поставку дополнительных аппаратов. |
| Boeing Scan Eagle                         | США            | Разведывательный БПЛА                      |             |             | |

## Опознавательные знаки
Опознавательный знак военно-воздушных сил Австралии основан на знаке ВВС Великобритании: центральный кружок заменен на изображение кенгуру. В последнее время[когда?] используется менее демаскирующий вариант знака с низким контрастом.

### Эволюция опознавательных знаков
| Опознавательный знак | Знак на фюзеляж | Знак на киль | Когда использовался | Порядок нанесения |
| -------------------- | --------------- | ------------ | --- | --- |
|                      |                 |              | Использовался ВВС Австралии с момента основания в 1921 году до середины 1942 года. Вновь применялся с момента окончания Второй мировой войны до ввода национального опознавательного знака                                                     | |
|                      |                 |              | Официально введен с 31 июля 1942 года, после инцидента, произошедшего 26 июня между самолетом «Каталина» 11 эскадрильи RAAF и истребителем F4F ВМС США, пилот которого принял красный круг внутри опознавательного знака за эмблему ВВС Японии | |
|                      |                 |              | | |
|                      |                 |              | Официально принят с 2 июля 1956 года - по настоящее время | При нанесении на неподвижном объекте - кенгуру изображается головой влево. При нанесении на фюзеляж или крыло самолета, борт вертолета или наземного транспорта - кенгуру изображается головой в направлении движения "вперед" |

## Воинские звания и знаки различия

Нарукавный знак различия курсанта

### Генералы и офицеры
| Категории                 | Генералы            | Генералы          | Генералы          | Генералы         | Старшие офицеры | Старшие офицеры | Старшие офицеры | Старшие офицеры | Младшие офицеры   | Младшие офицеры | Младшие офицеры   |  |
| ------------------------- | ------------------- | ----------------- | ----------------- | ---------------- | --------------- | --------------- | --------------- | --------------- | ----------------- | --------------- | ----------------- |  |
| Нарукавный/наплечный знак |                     |                   |                   |                  |                 |                 |                 |                 |                   |                 |                   |  |
| Австралийское звание      | Marshal of the RAAF | Air Chief Marshal | Air Marshal       | Air Vice-Marshal | Air Commodore   | Group Captain   | Wing Commander  | Squadron Leader | Flight Lieutenant | Flying Officer  | Pilot Officer     |  |
| Российское соответствие   | Генерал армии       | Генерал-полковник | Генерал-лейтенант | Генерал-майор    | —               | Полковник       | Подполковник    | Майор           | Капитан           | Лейтенант       | Младший лейтенант |  |

### Подофицеры и солдаты
| Категории               | Уорент-офицеры                   | Уорент-офицеры  | Сержанты        | Сержанты | Солдаты         | Солдаты             | Солдаты     | Солдаты |
| ----------------------- | -------------------------------- | --------------- | --------------- | -------- | --------------- | ------------------- | ----------- | ------- |
| Нарукавный знак         |                                  |                 |                 |          |                 |                     |             |         |
| Австралийское звание    | Warrant Officer of the Air Force | Warrant Officer | Flight sergeant | Sergeant | Corporal        | Leading aircraftman | Aircraftman |         |
| Российское соответствие | —                                | Прапорщик       | Старший сержант | Сержант  | Младший сержант | Ефрейтор            | Рядовой     |         |

## Галерея

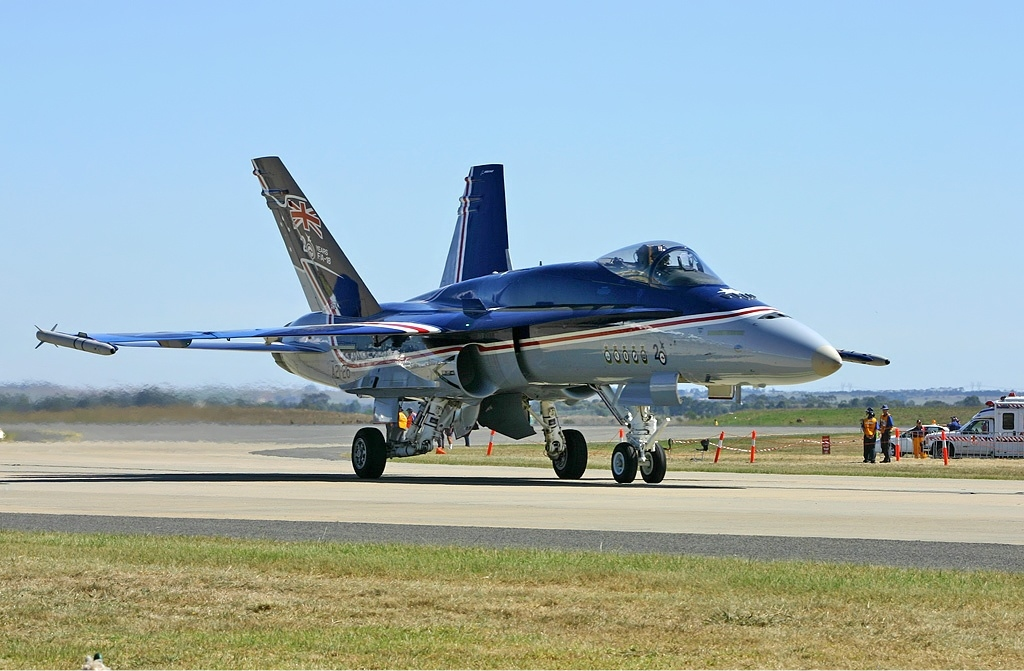
McDonnell Douglas F/A-18A Hornet
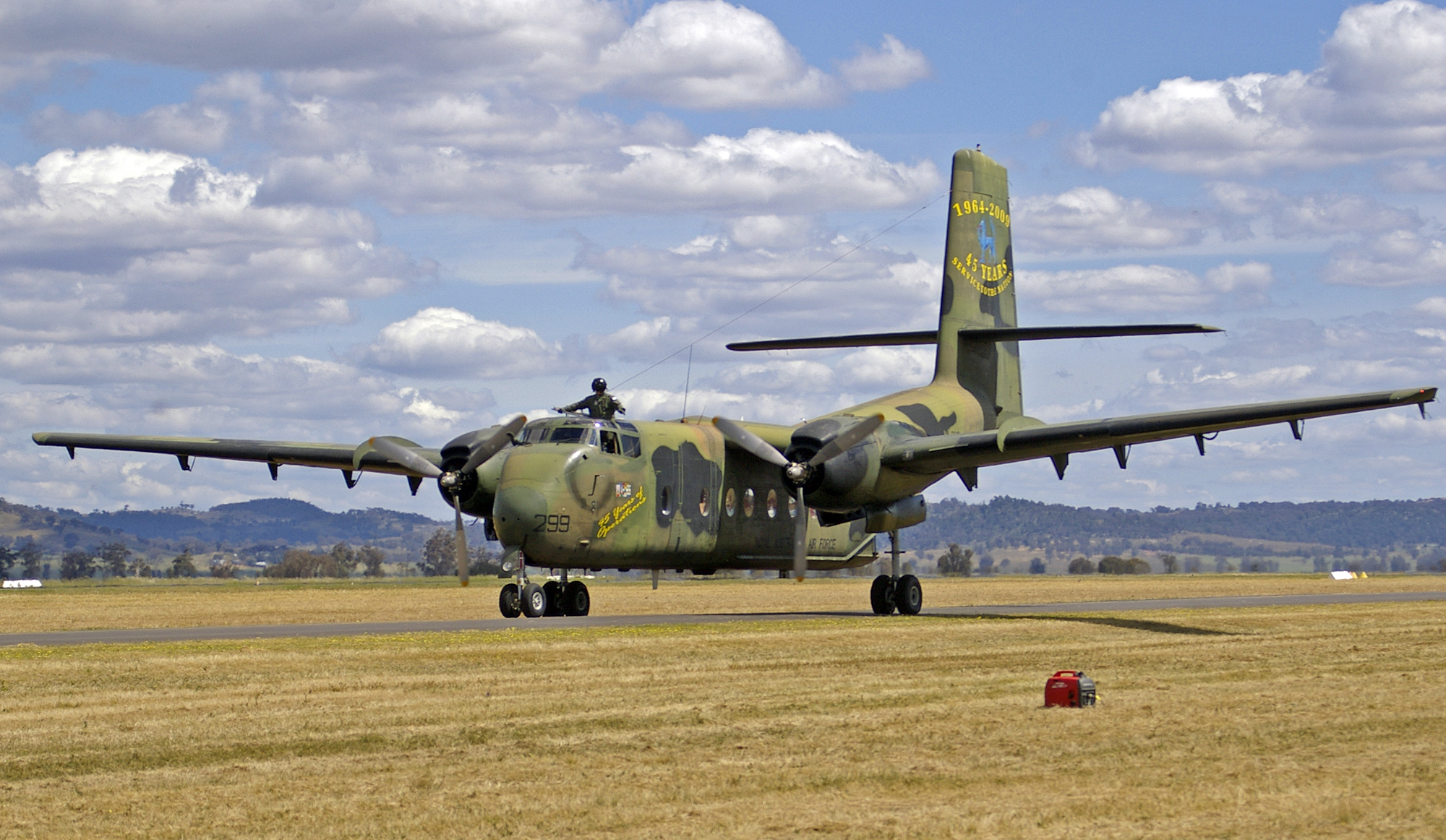
DHC-4 Caribou
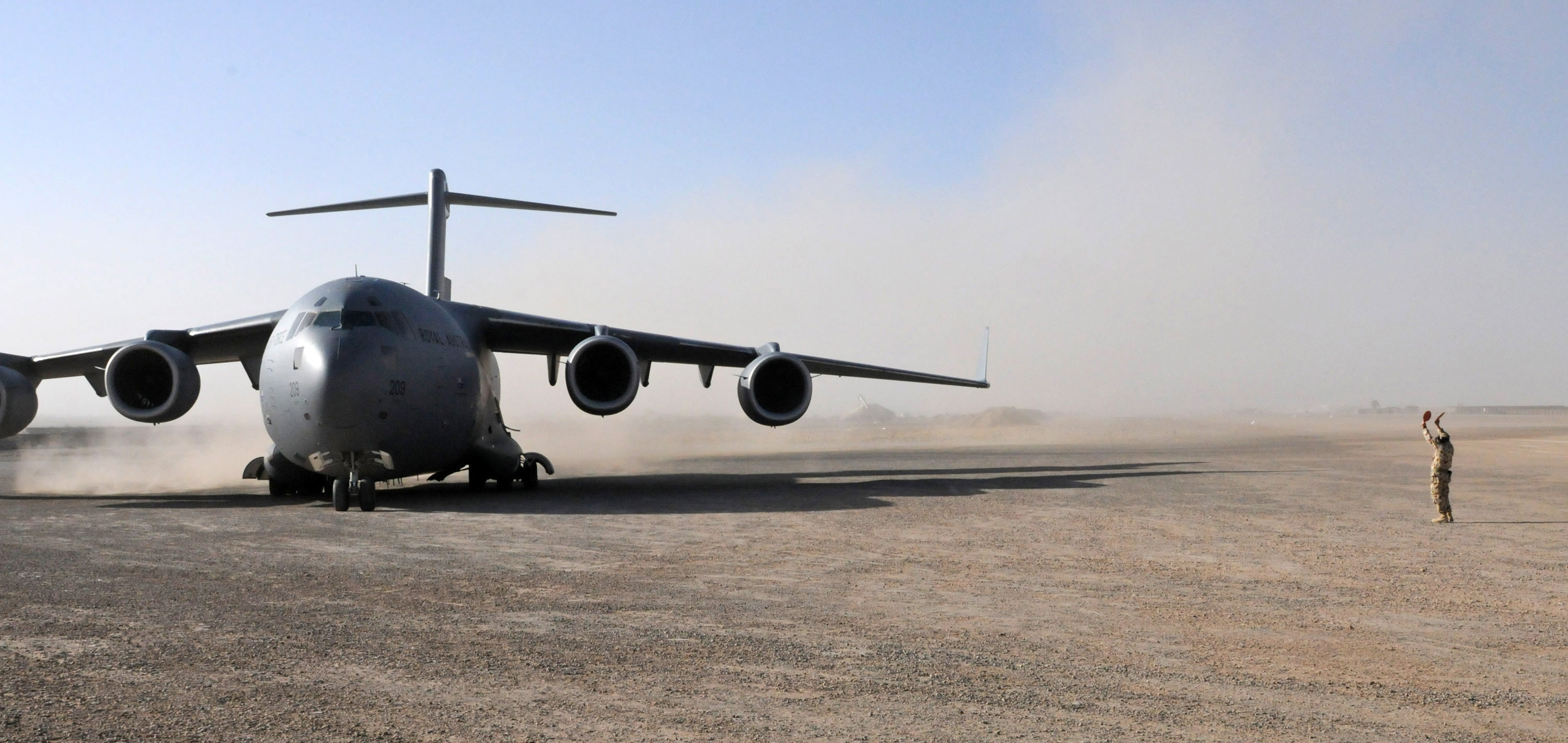
C-17 Globemaster III
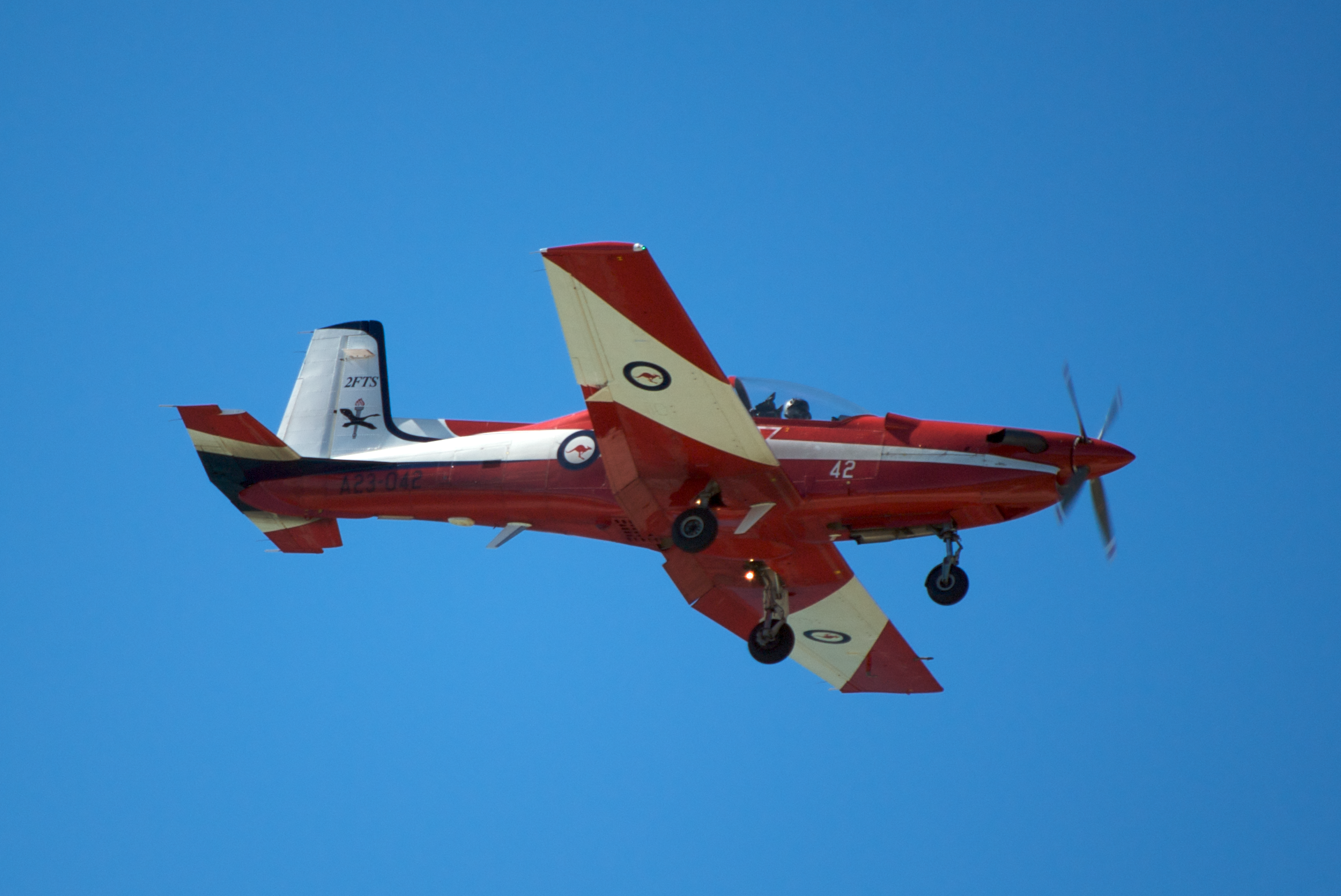
Pilatus PC-9
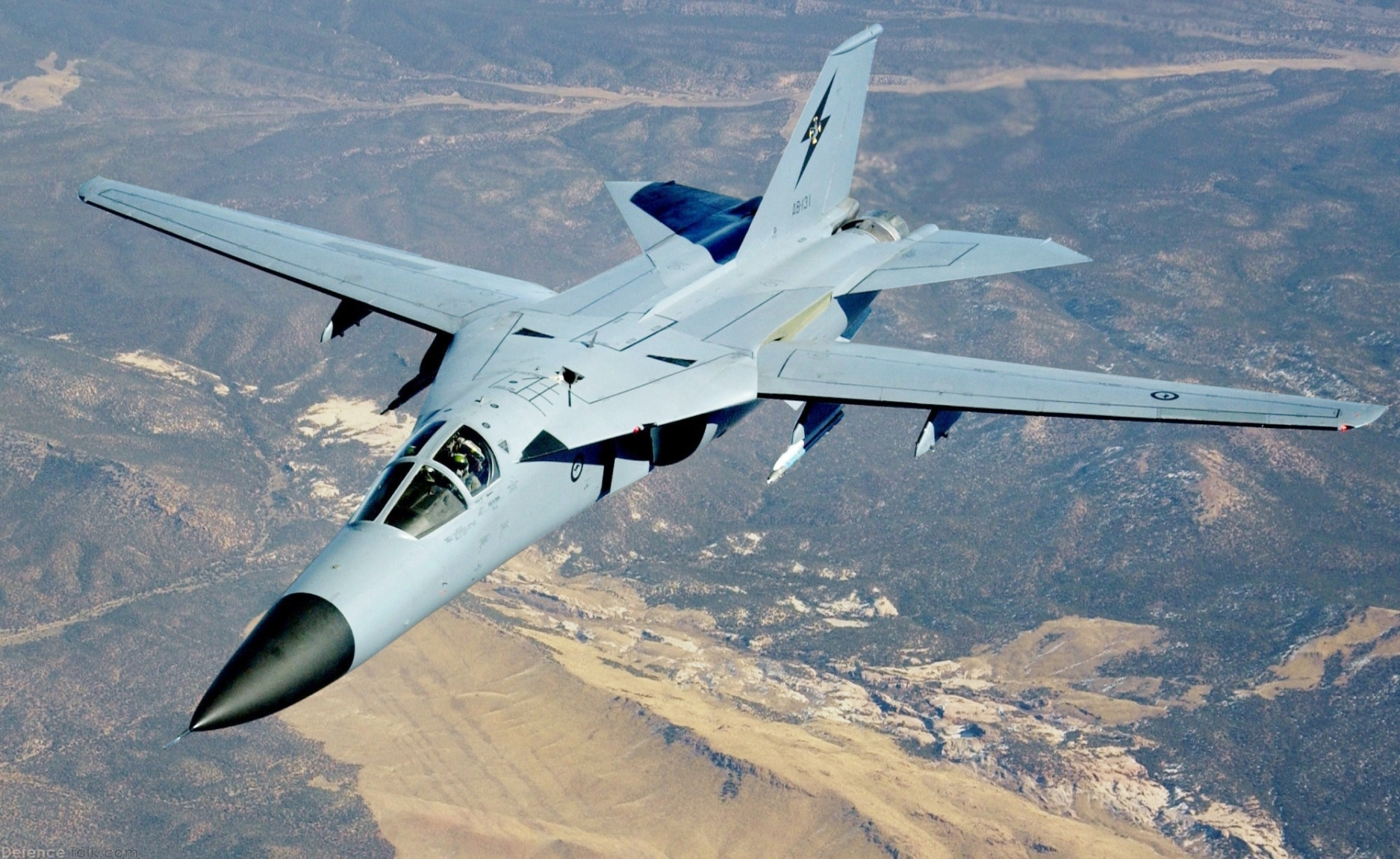
F-111C в 2006
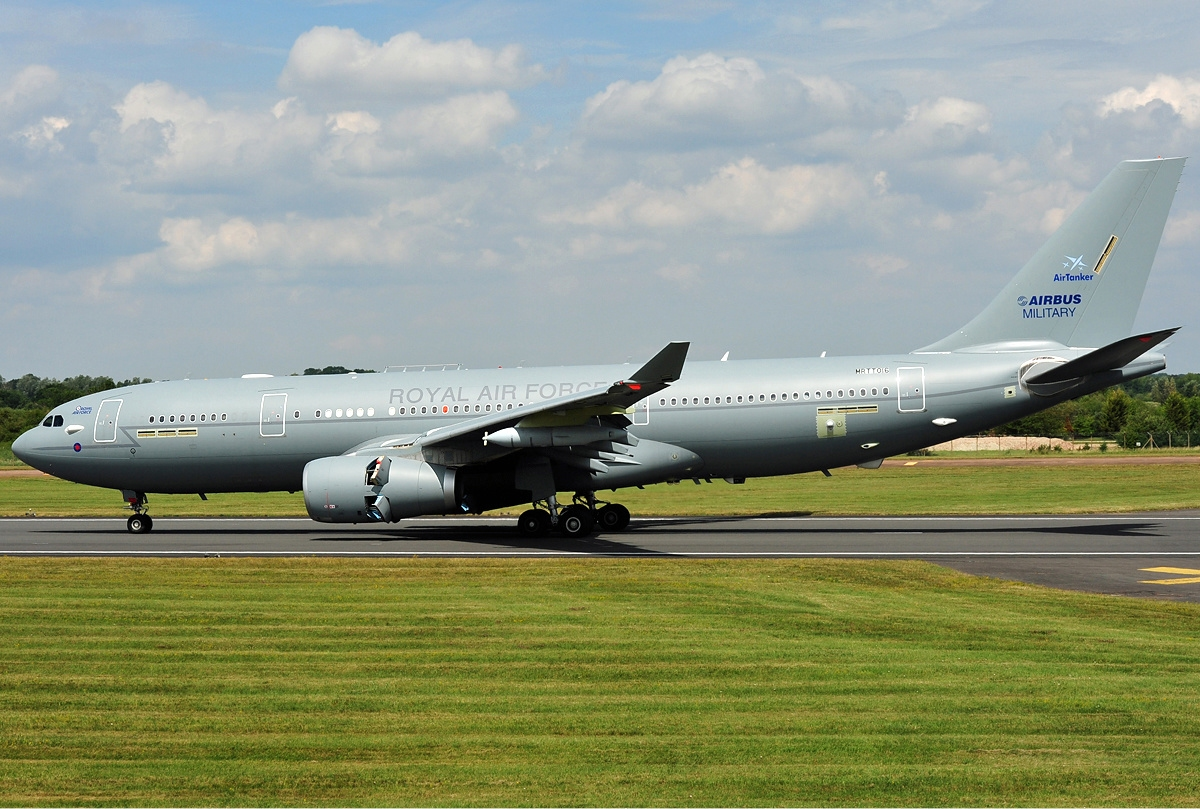
A330MRTT
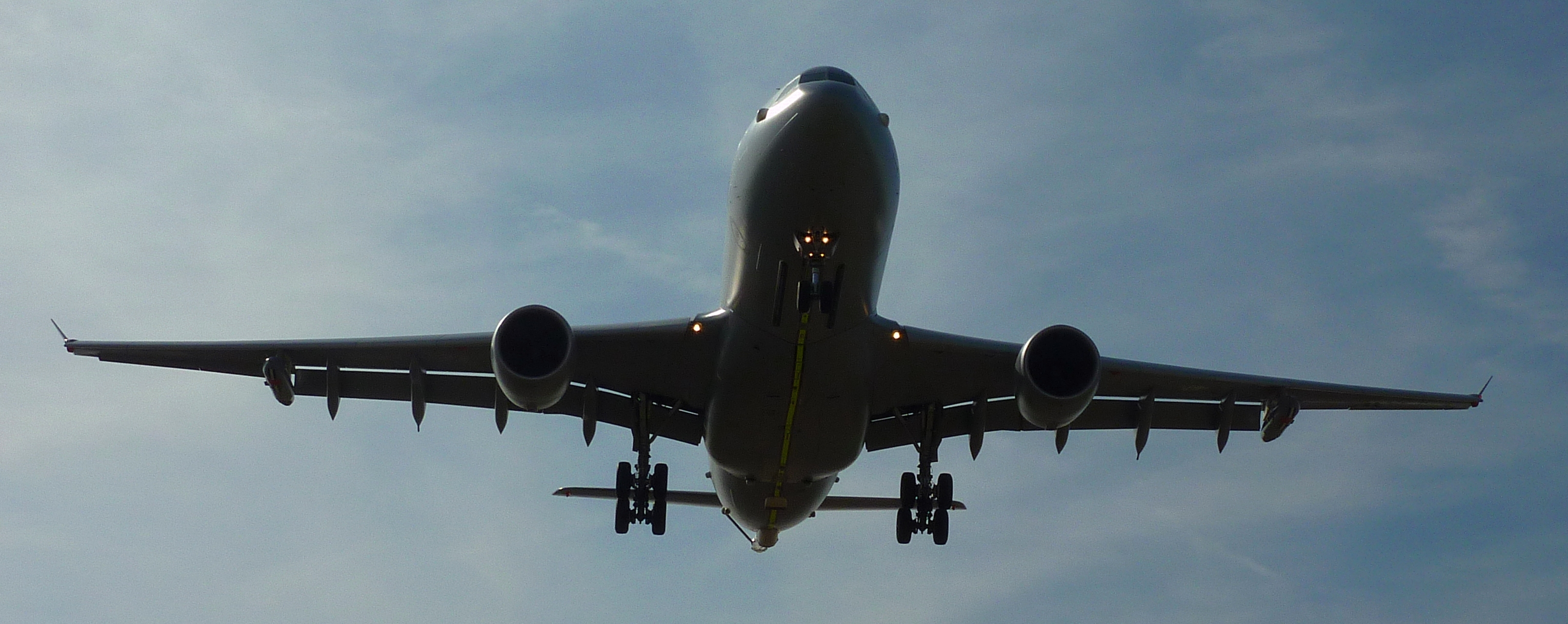
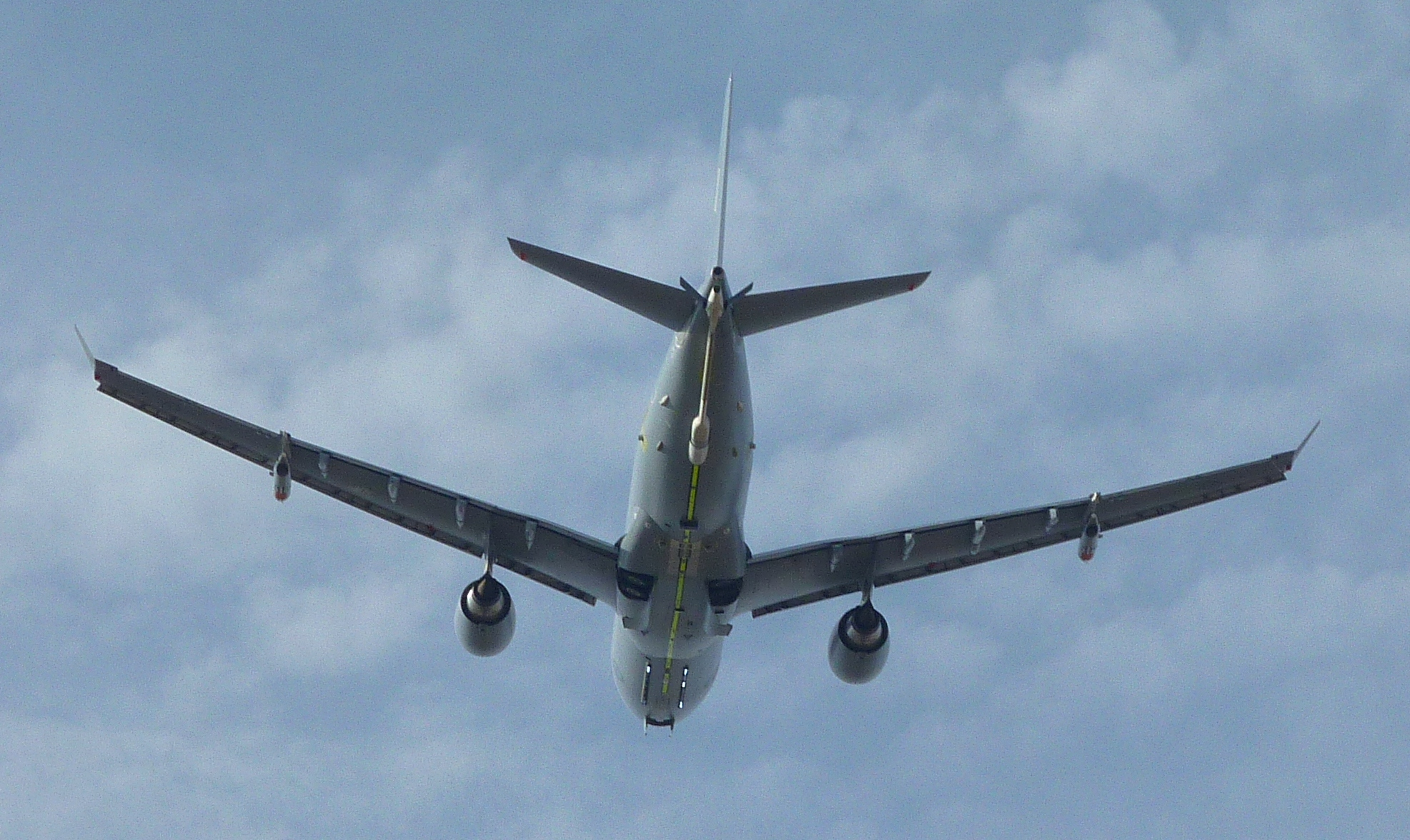
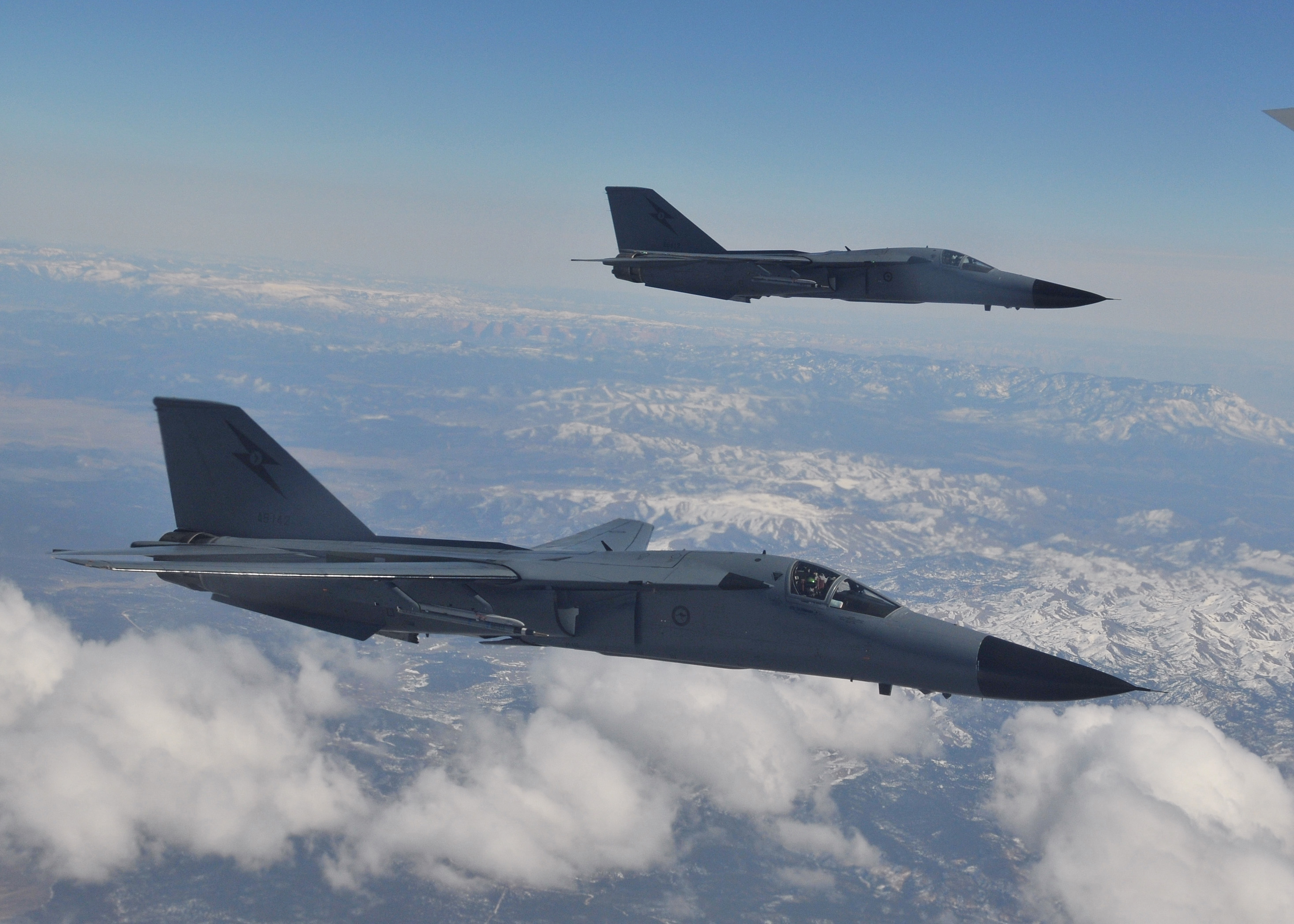
2 F-111C в 2009
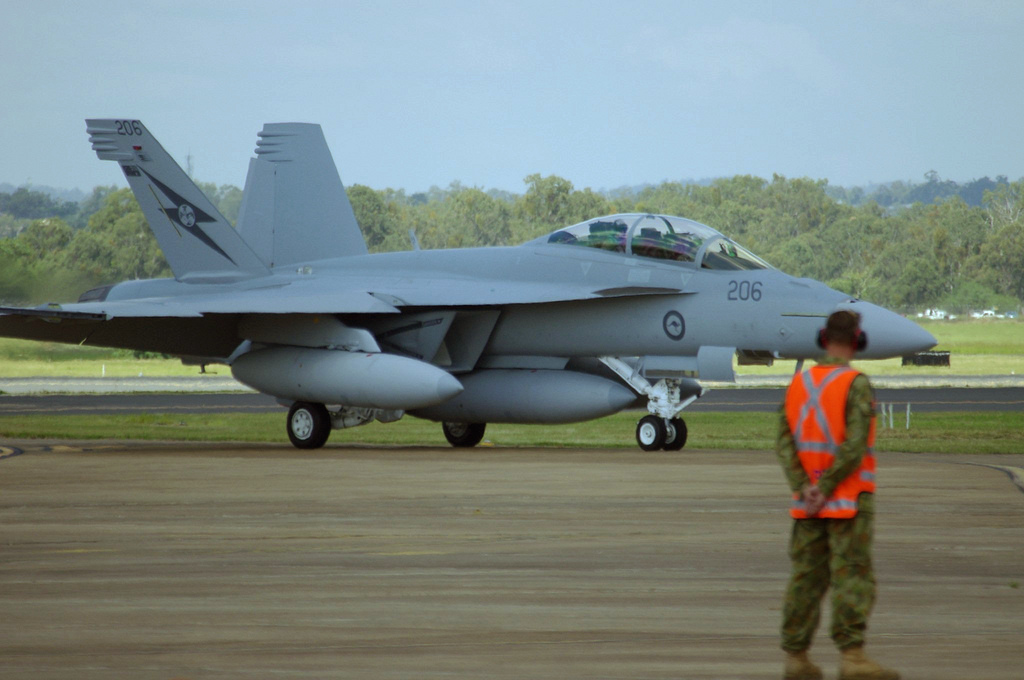
F/A-18F Super Hornet
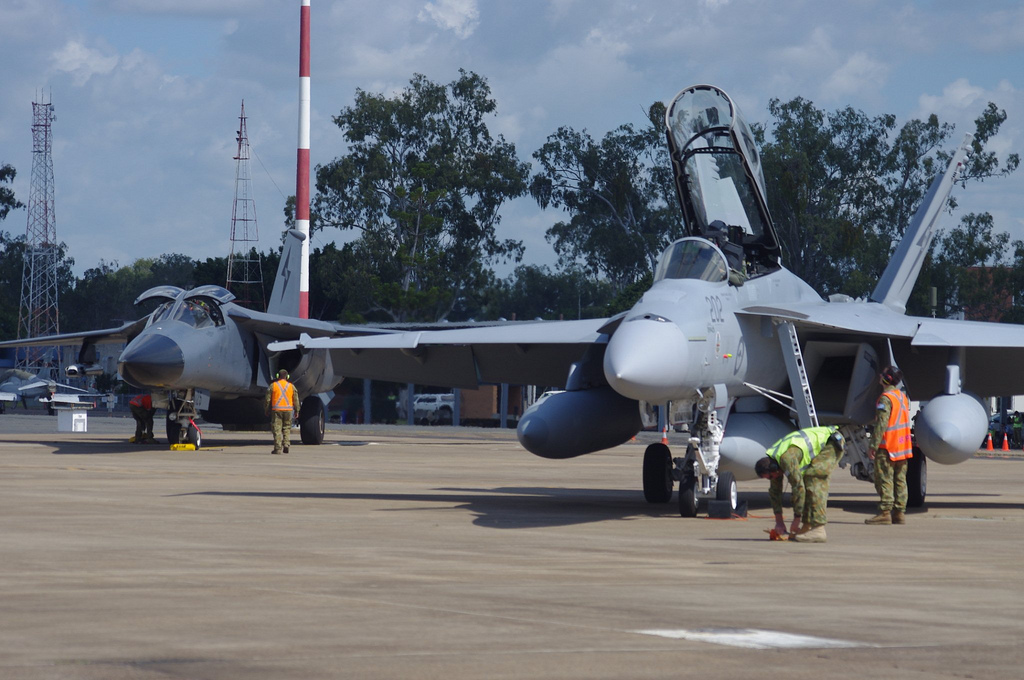
Спереди - F/A-18F Super Hornet, сзади - F-111C в марте 2010
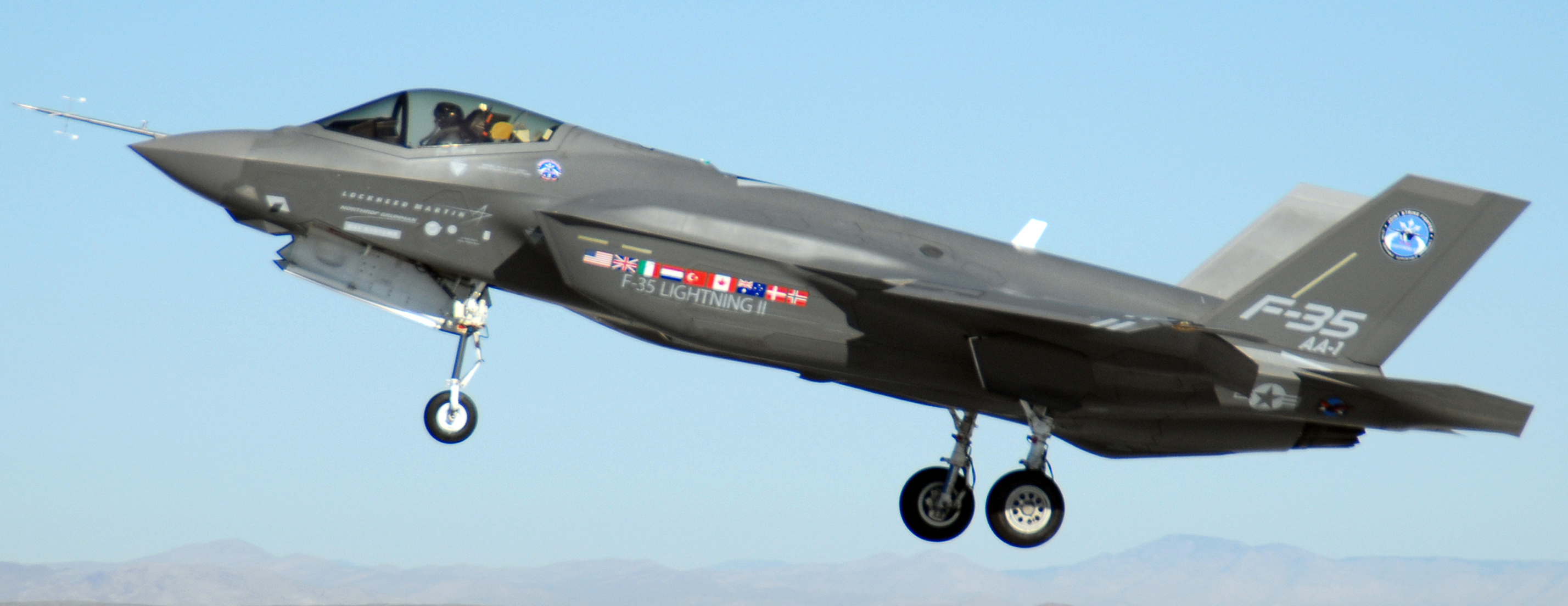
F-35A Lightning II. Самолётами F-35A планируется заменить все F/A-18 Hornet и F/A-18F Super Hornet
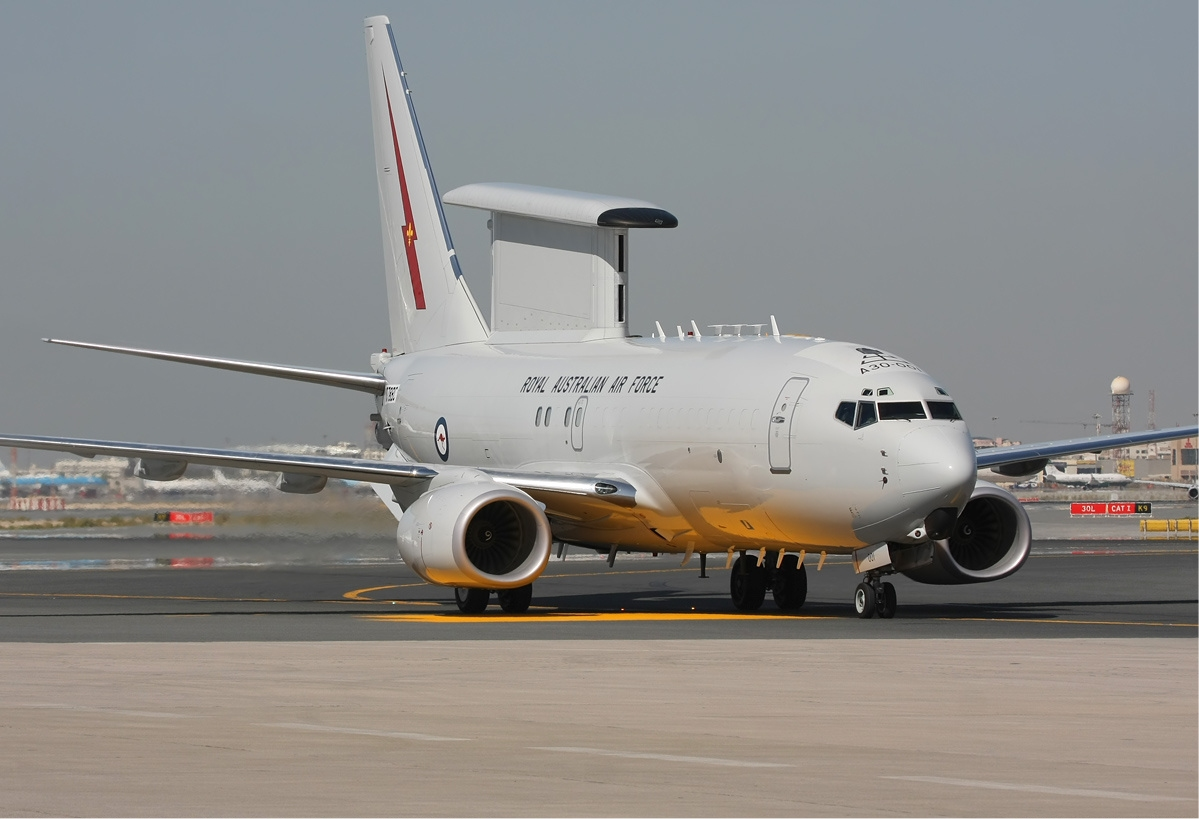
Boeing 737 AEW&C
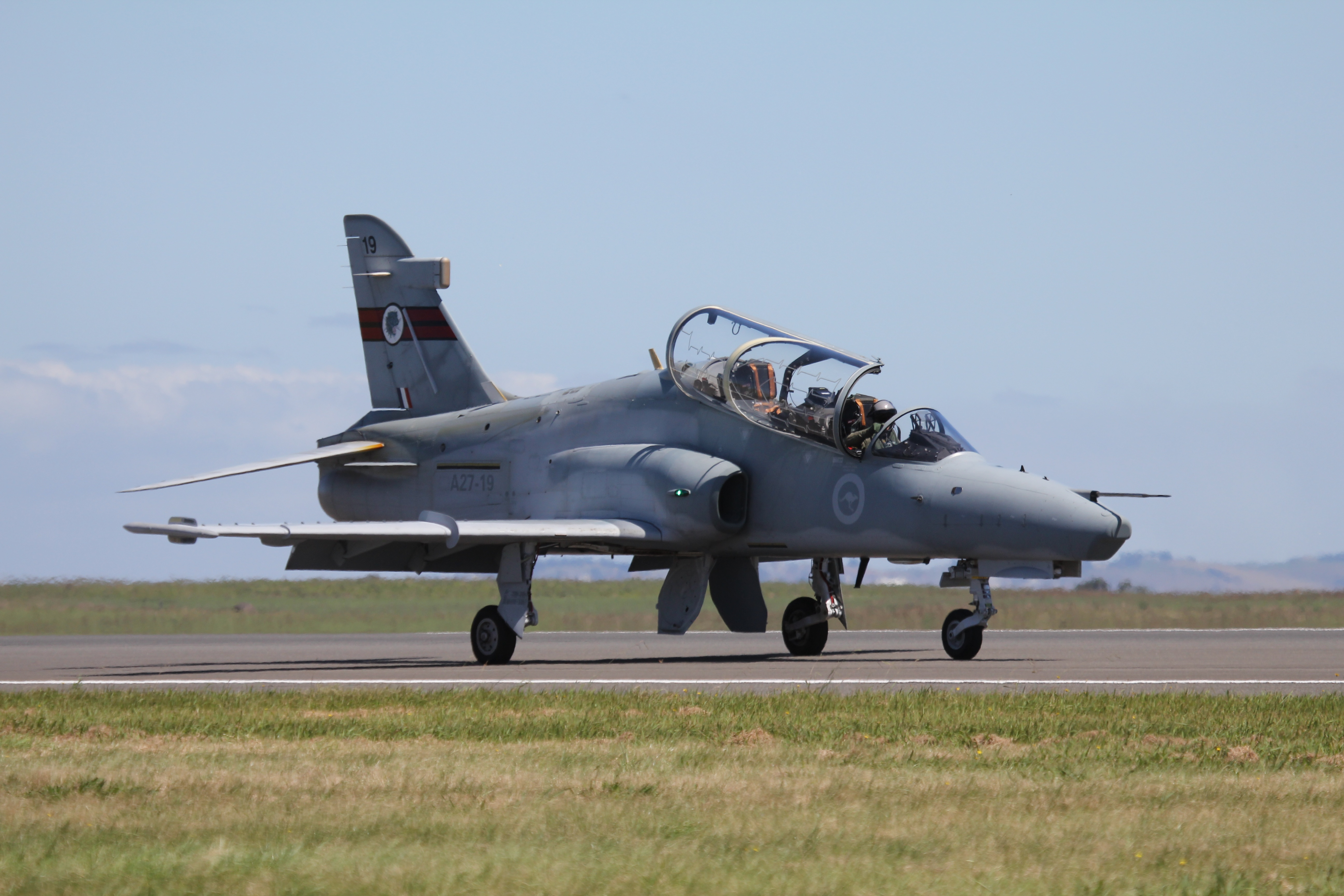
RAAF Hawk
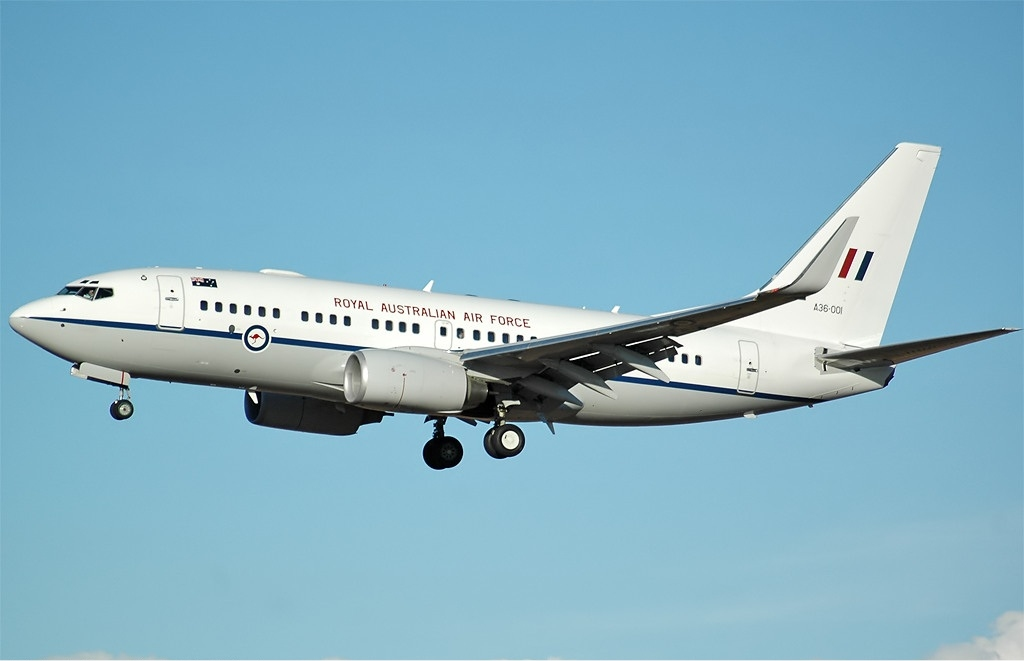
Boeing 737 BBJ в 2004
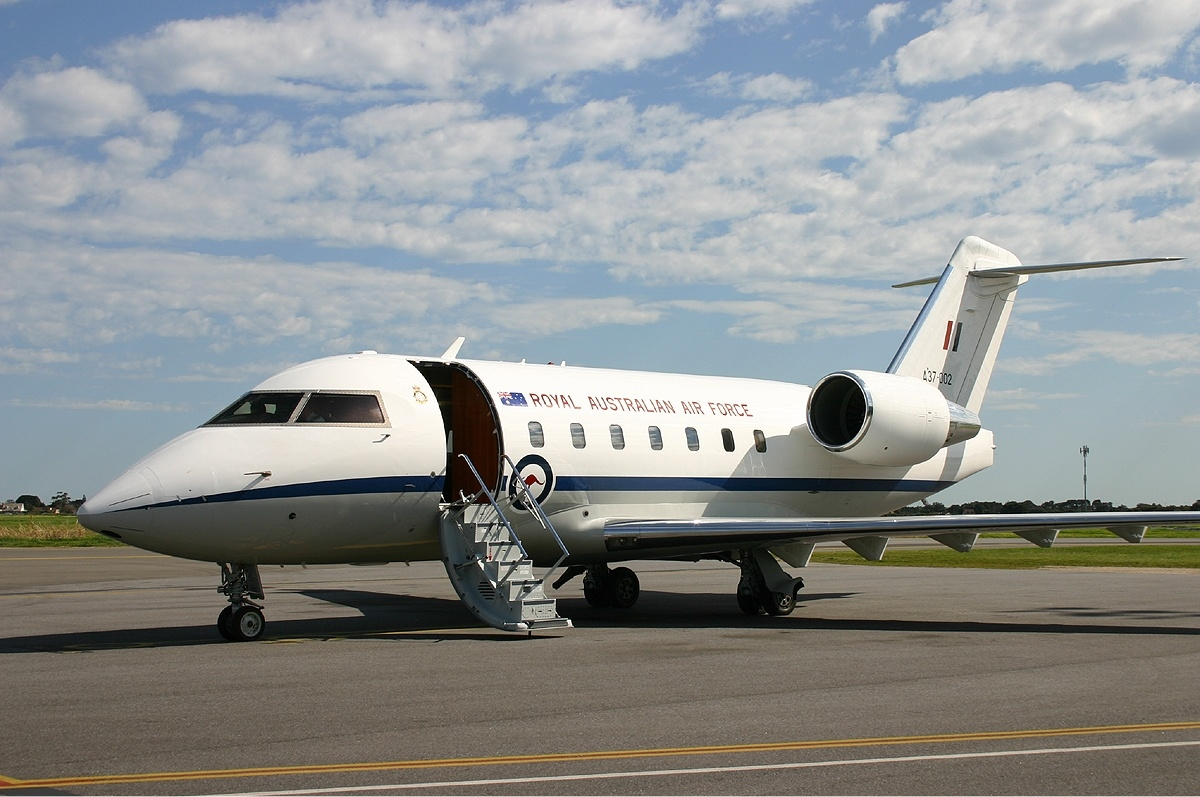
Bombardier Challenger 604 в 2004
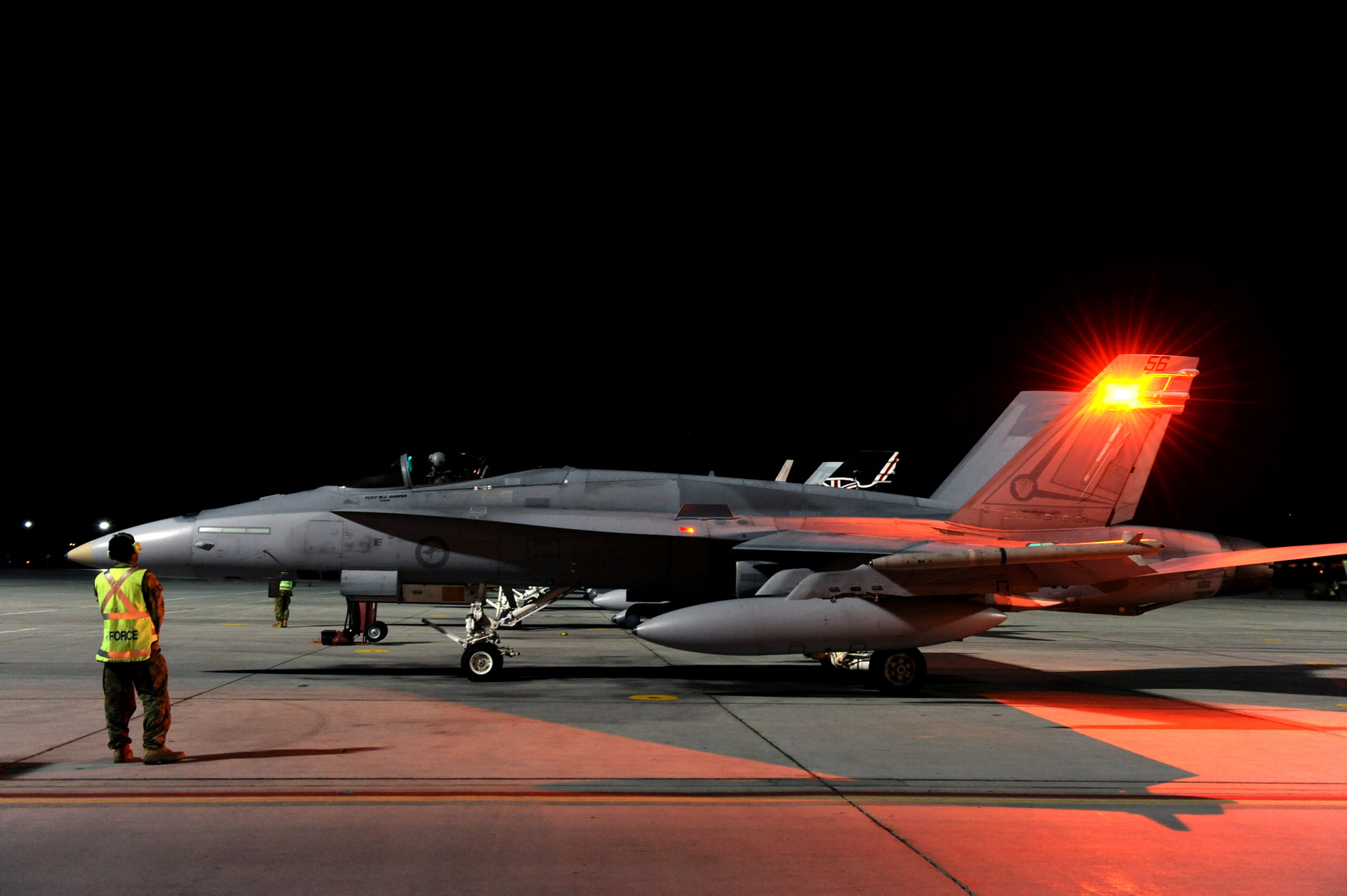
F/A-18 в 2010
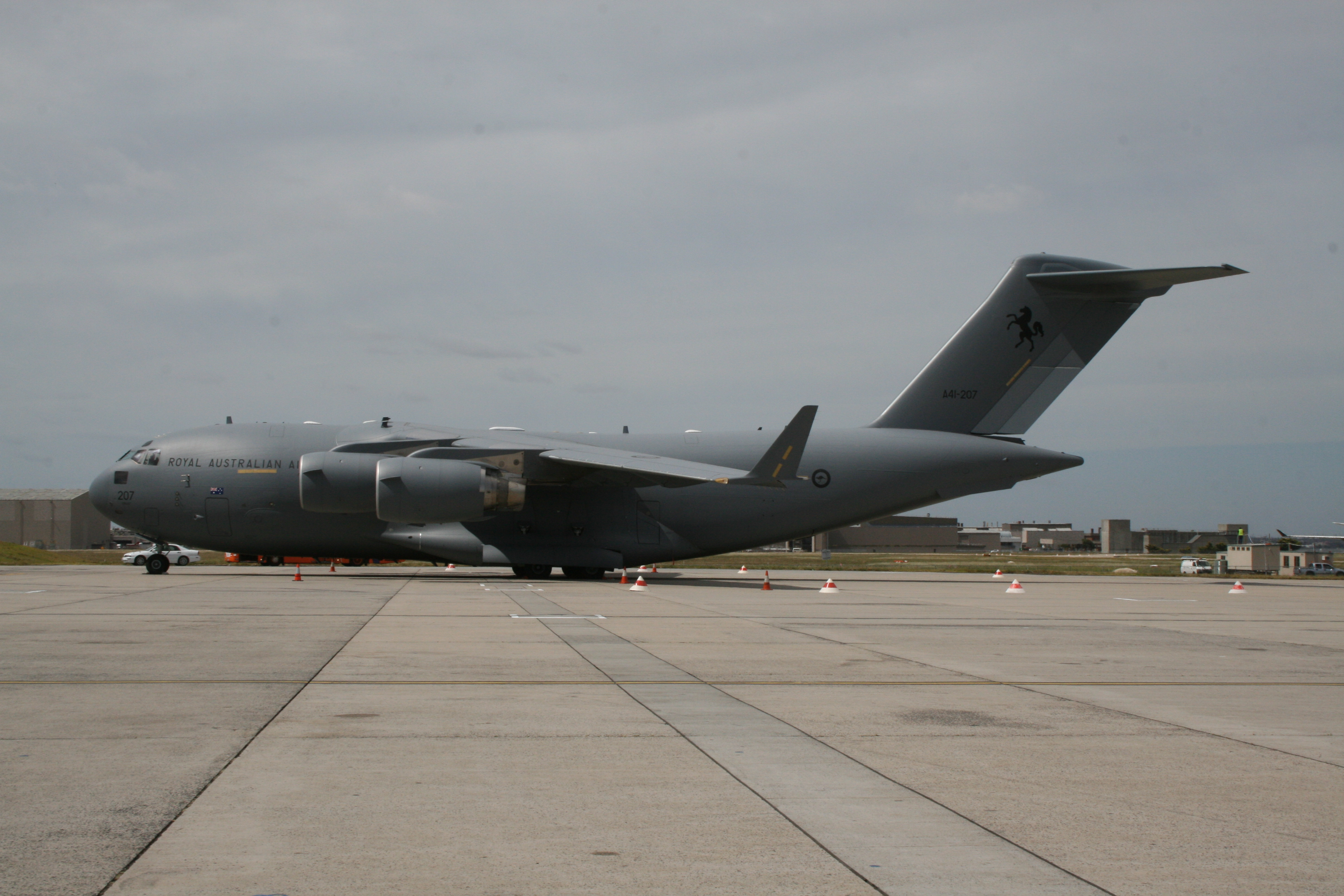
C-17 Globemaster III в 2007
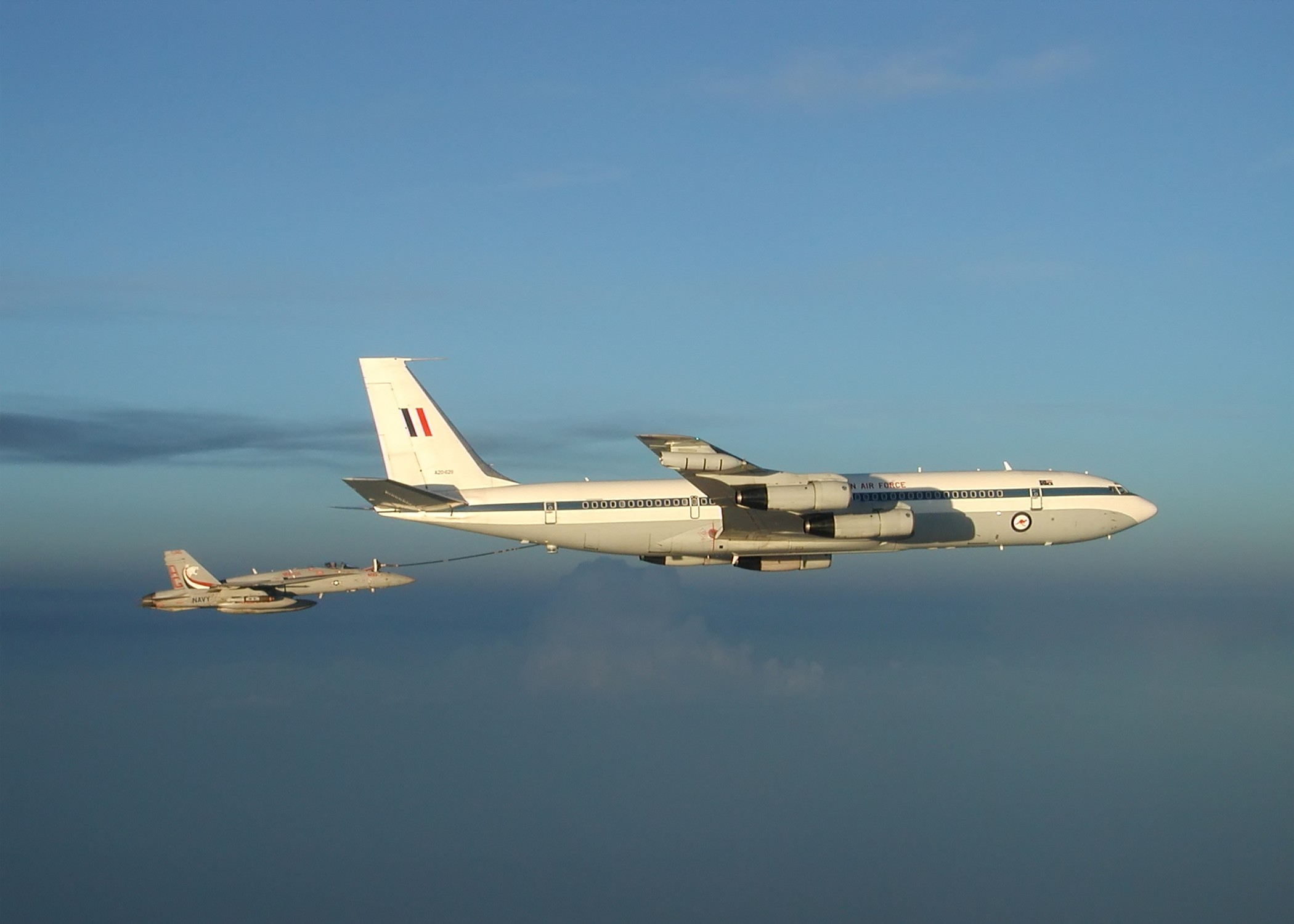
Boeing 707 заправляет F/A-18 в 2002
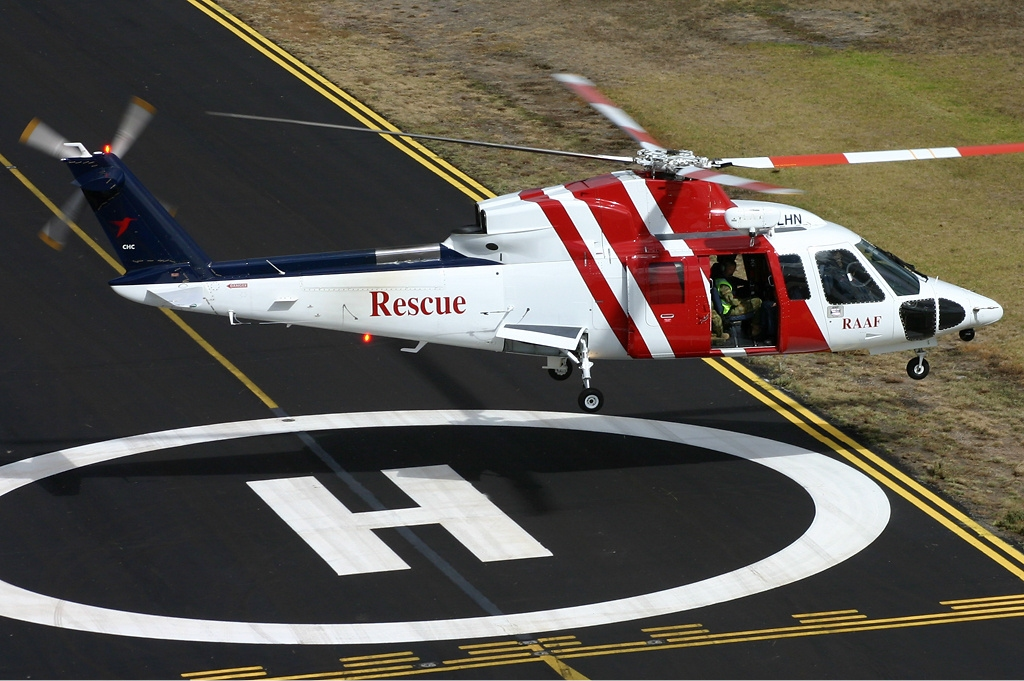
RAAF S-76
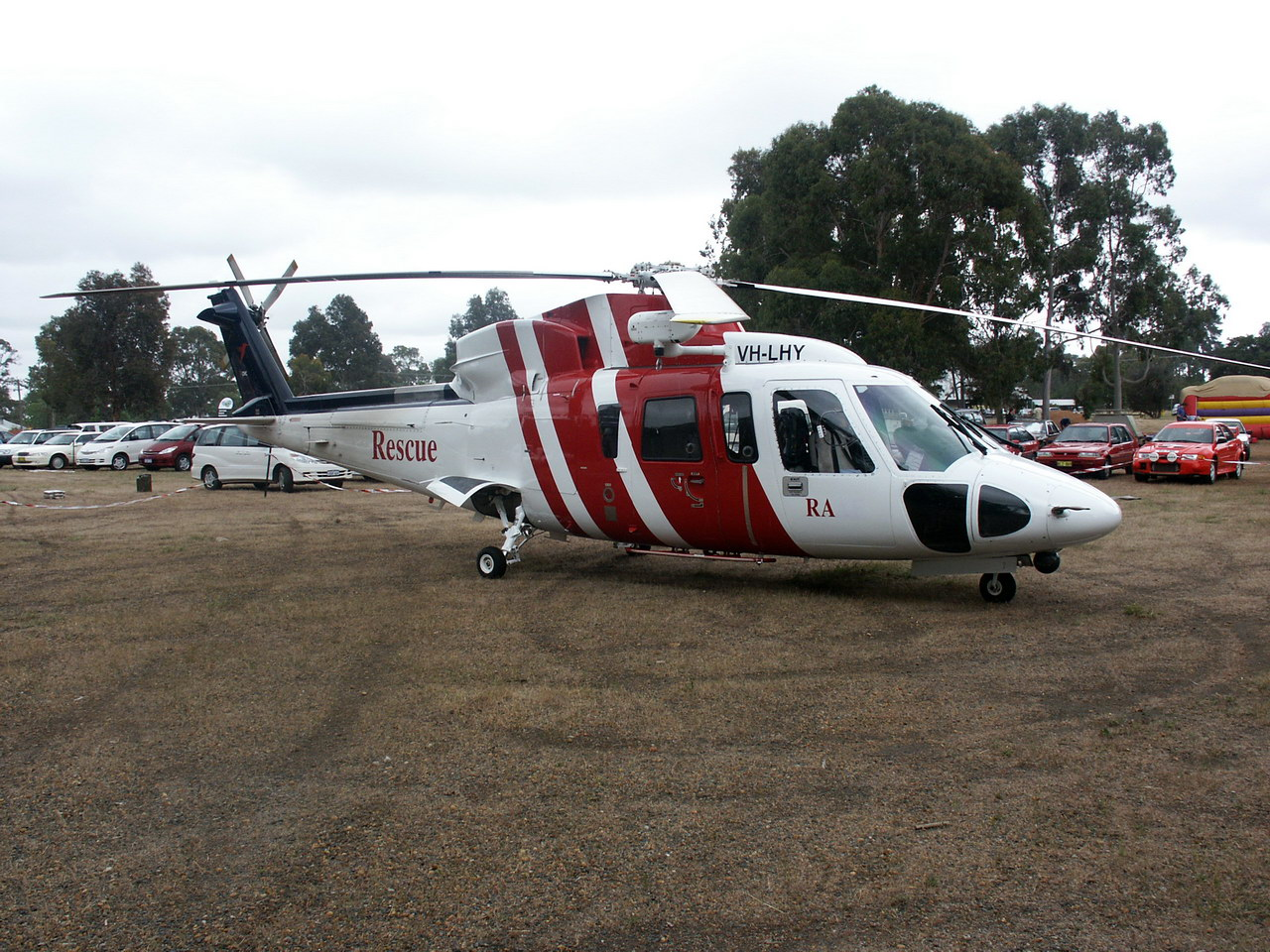
RAAF S-76A SAR
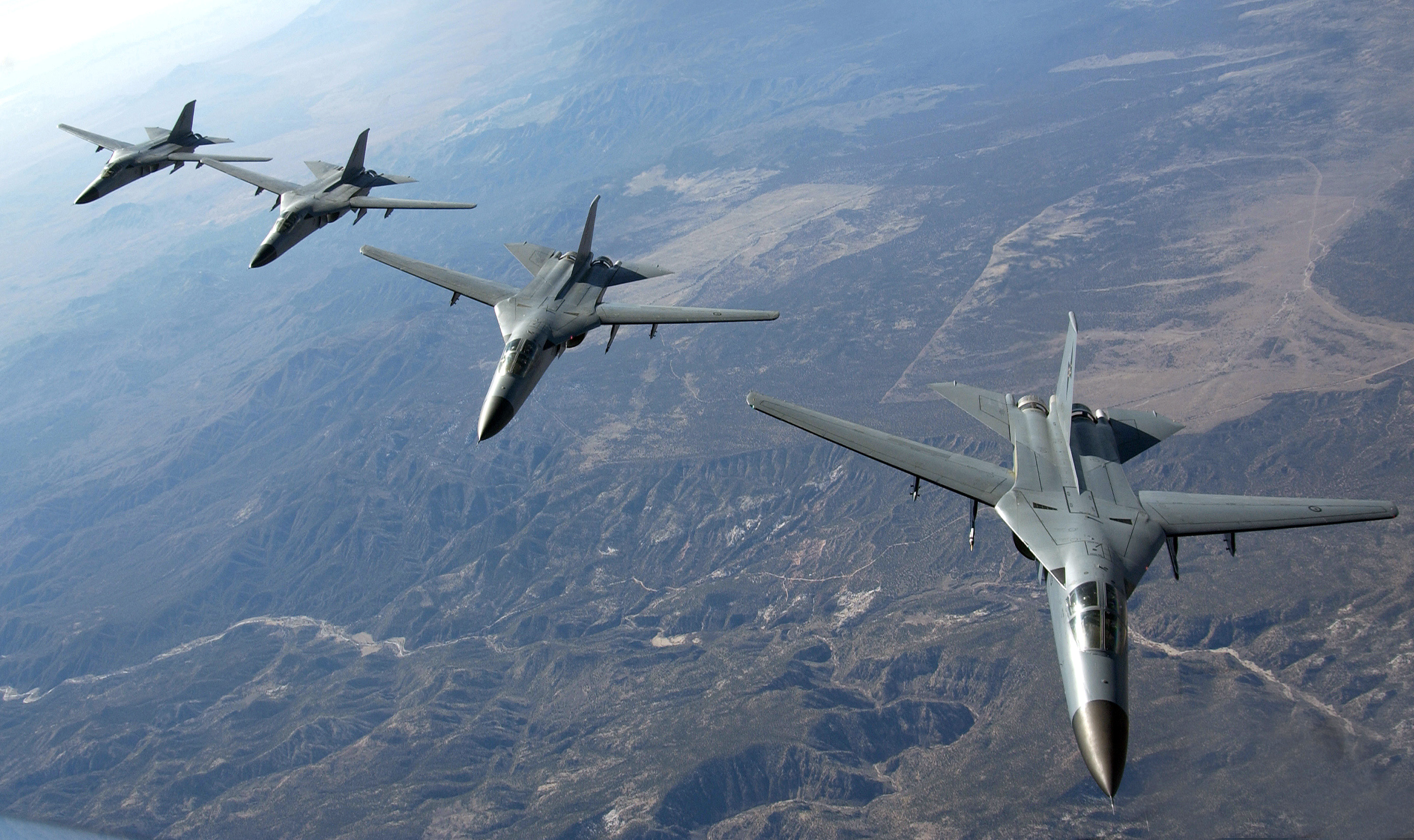
F-111 в 2006
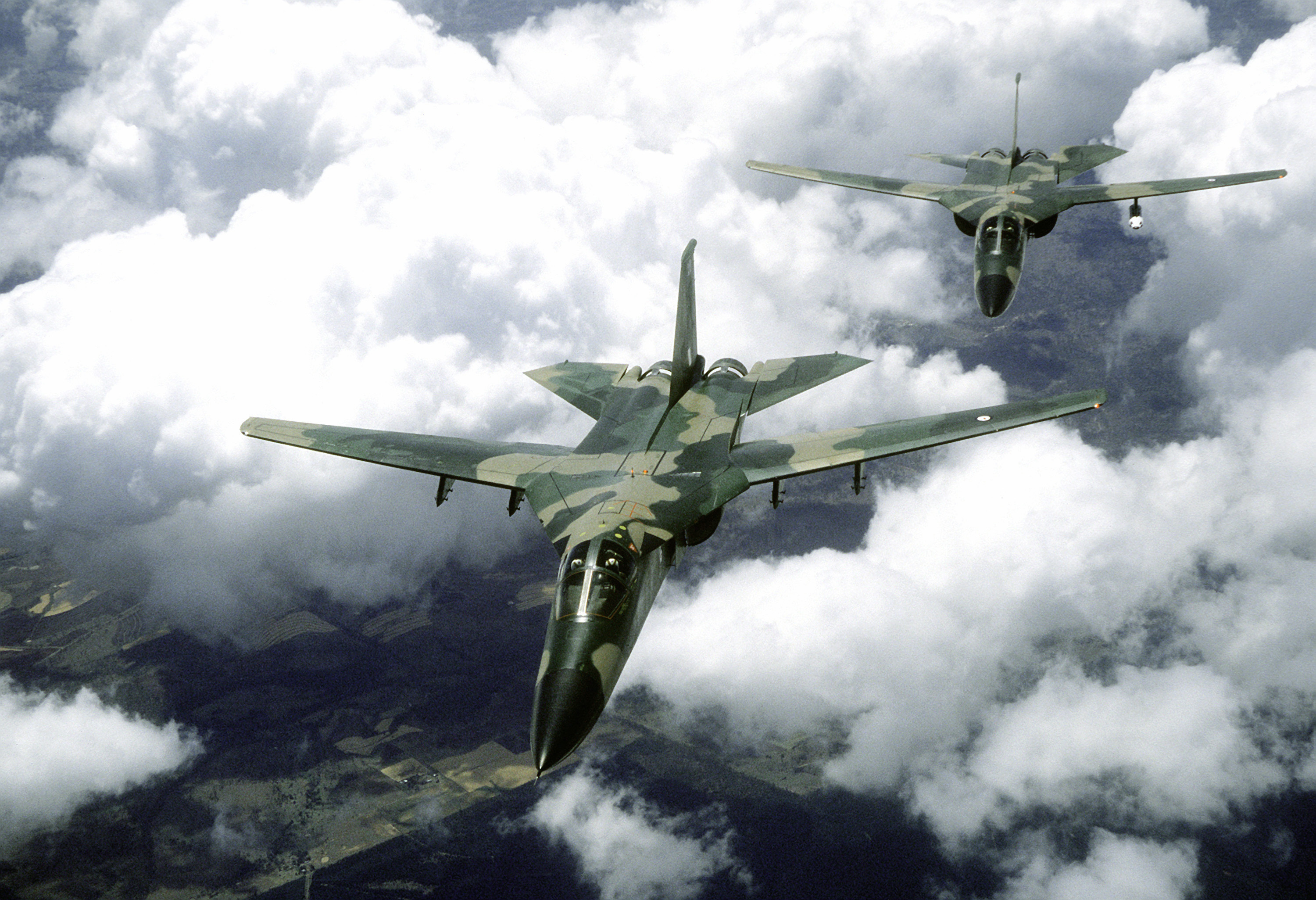
RAAF F-111C
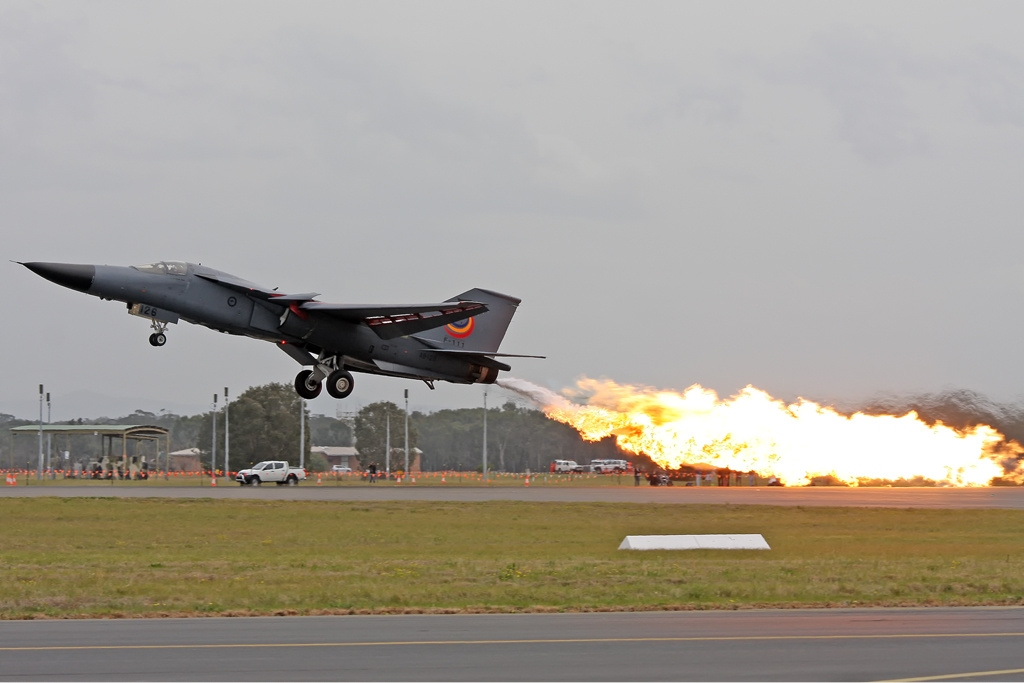
F-111C
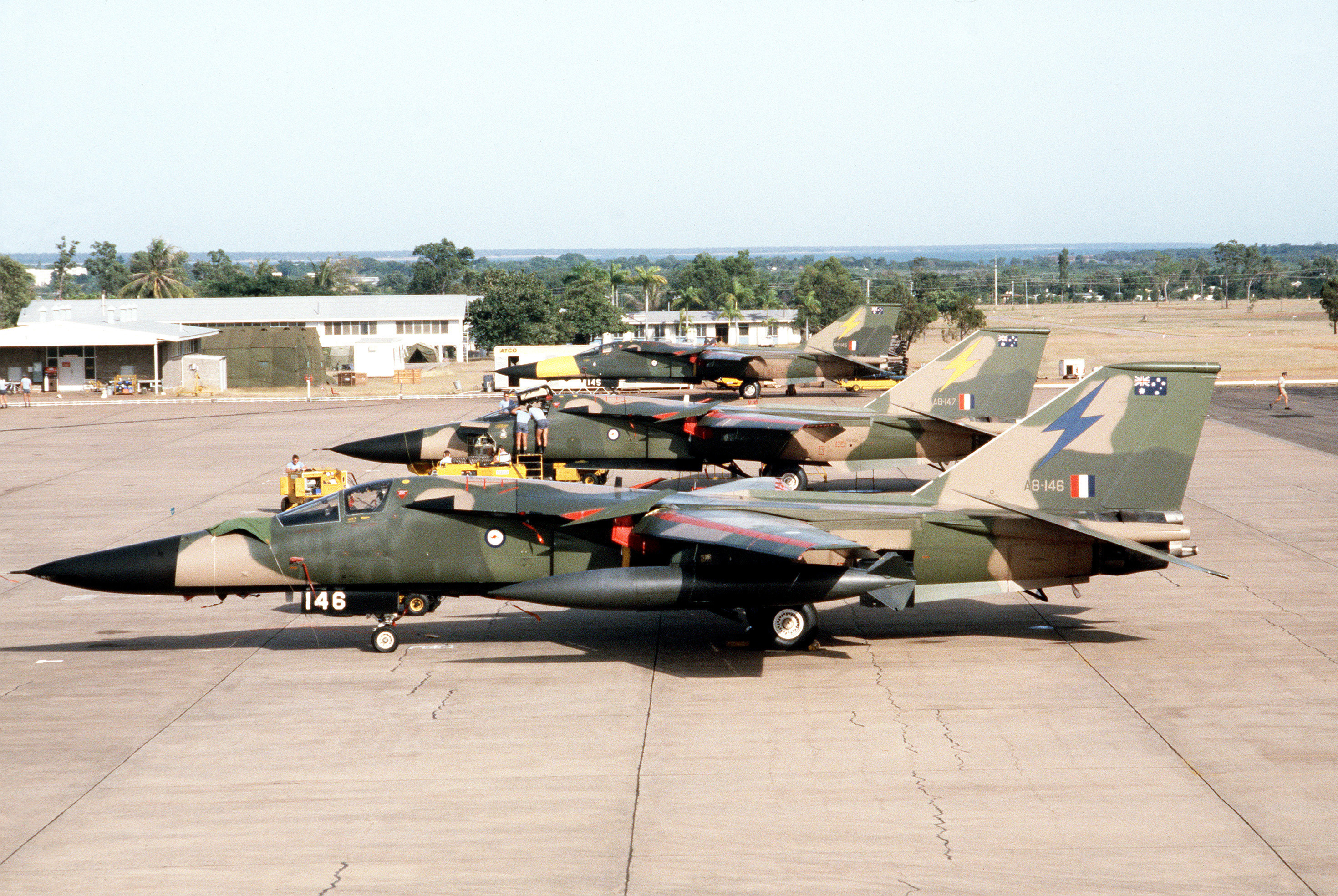
RAAF F-111C
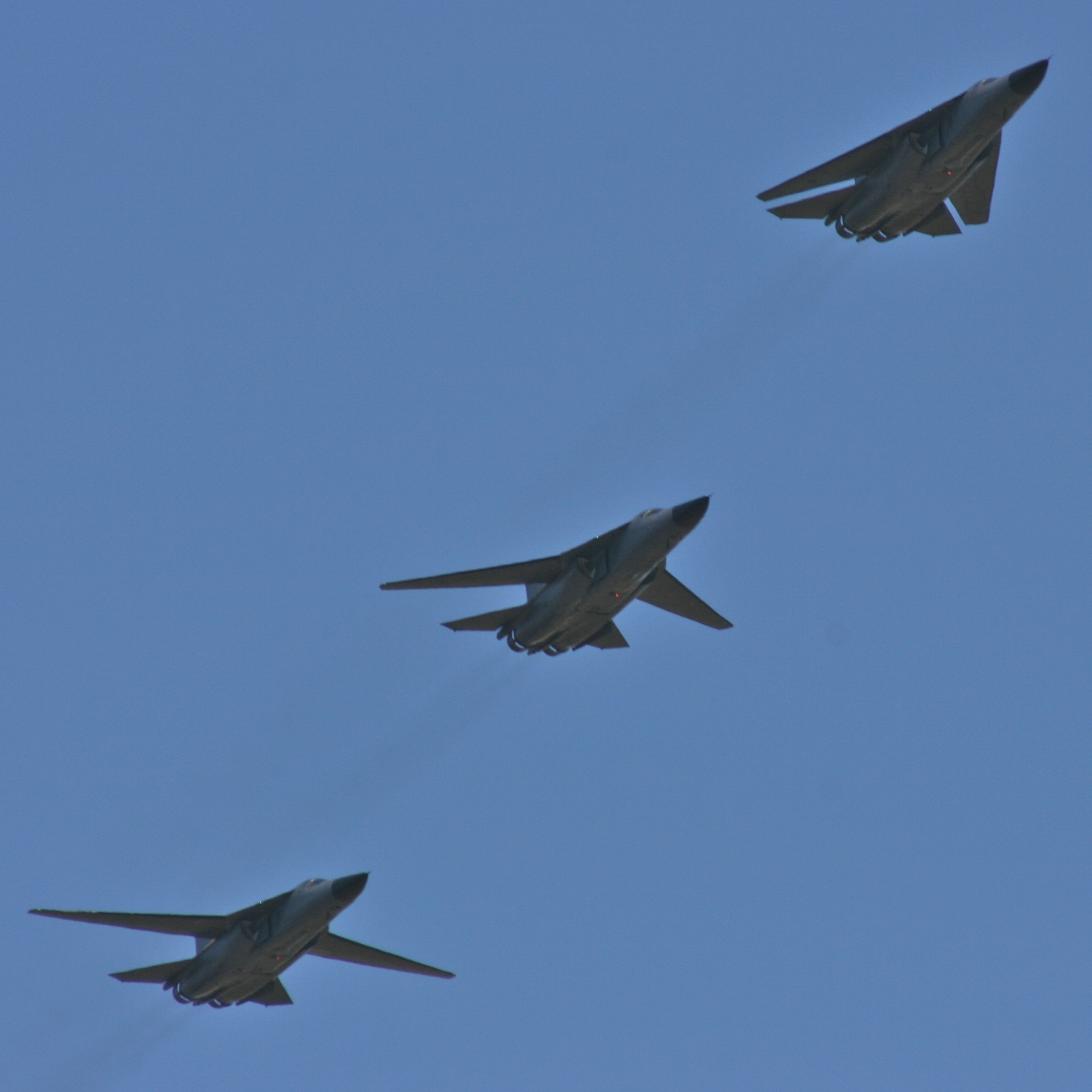
3 F-111C с разными позициями крыла
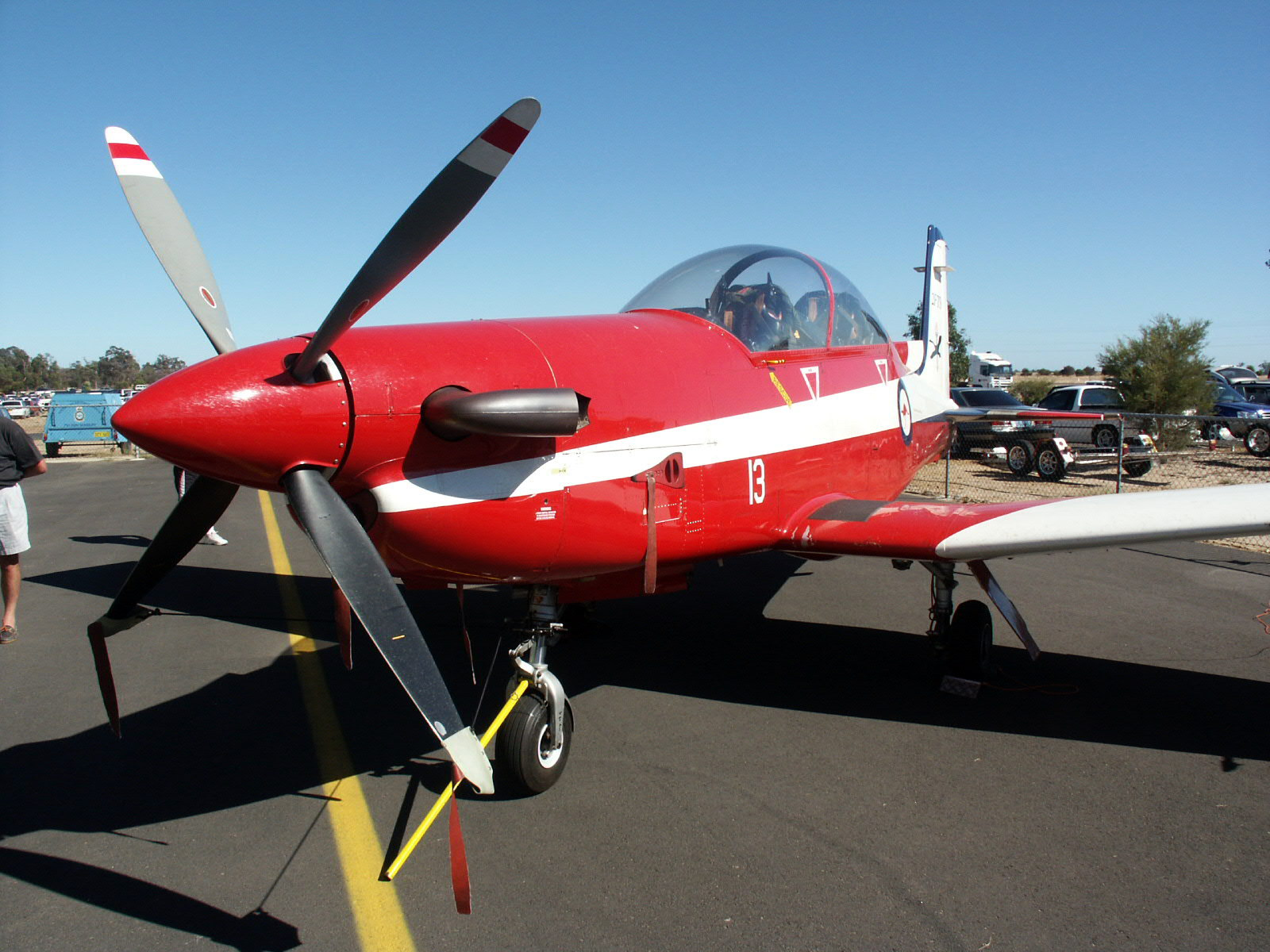
RAAF PC-9
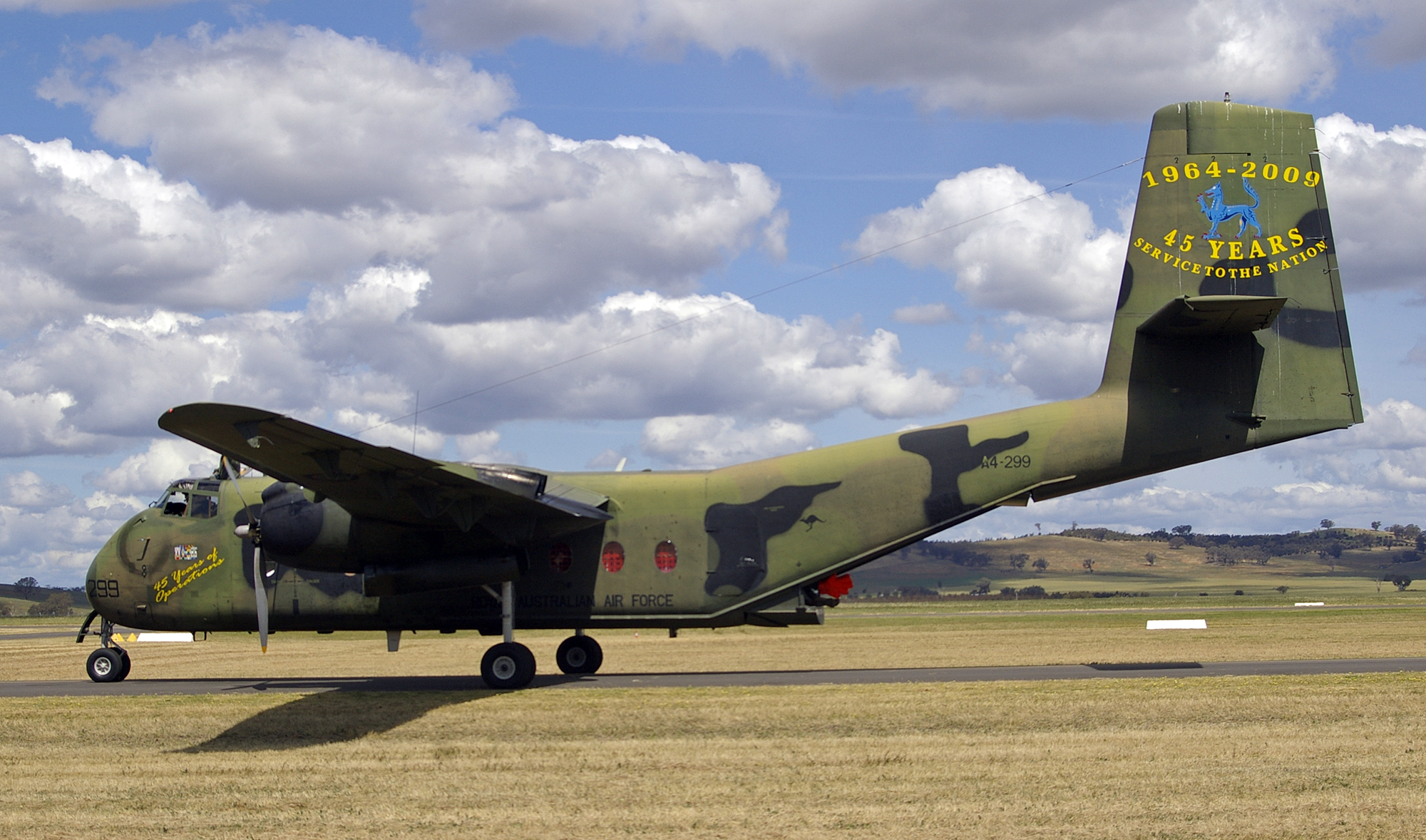
DHC-4 Caribou
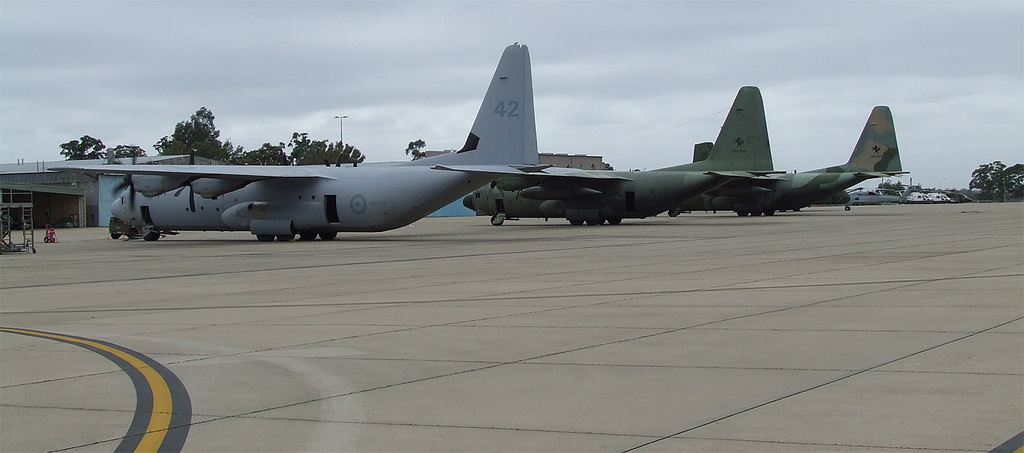
RAAF C-130
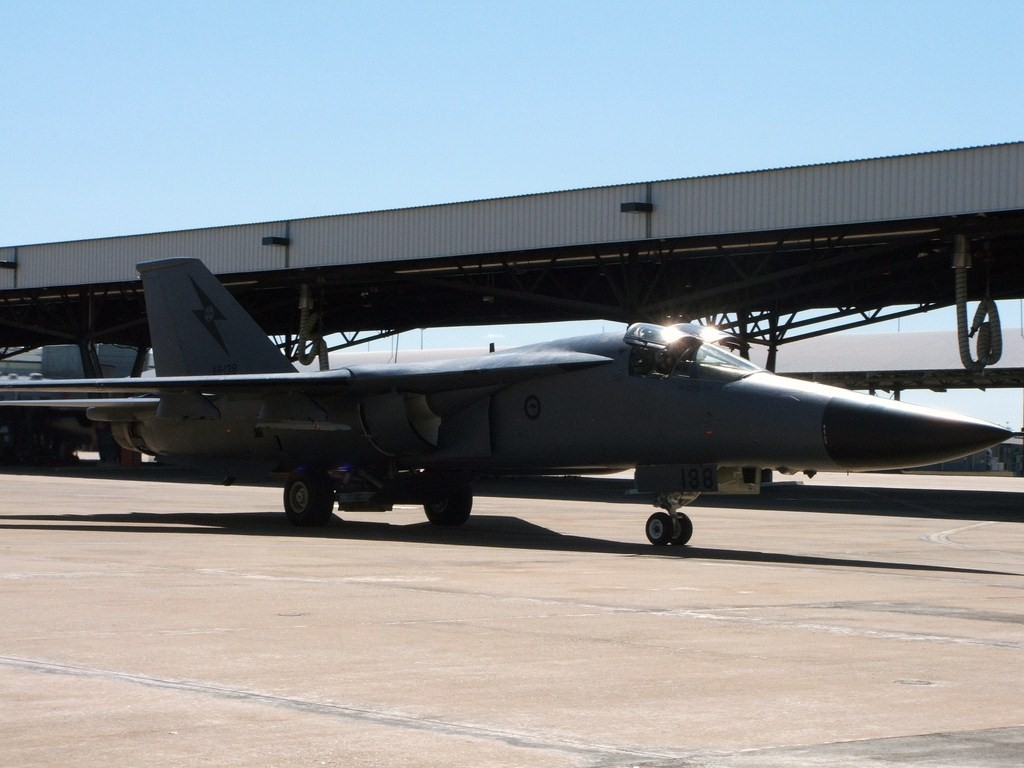
F-111C
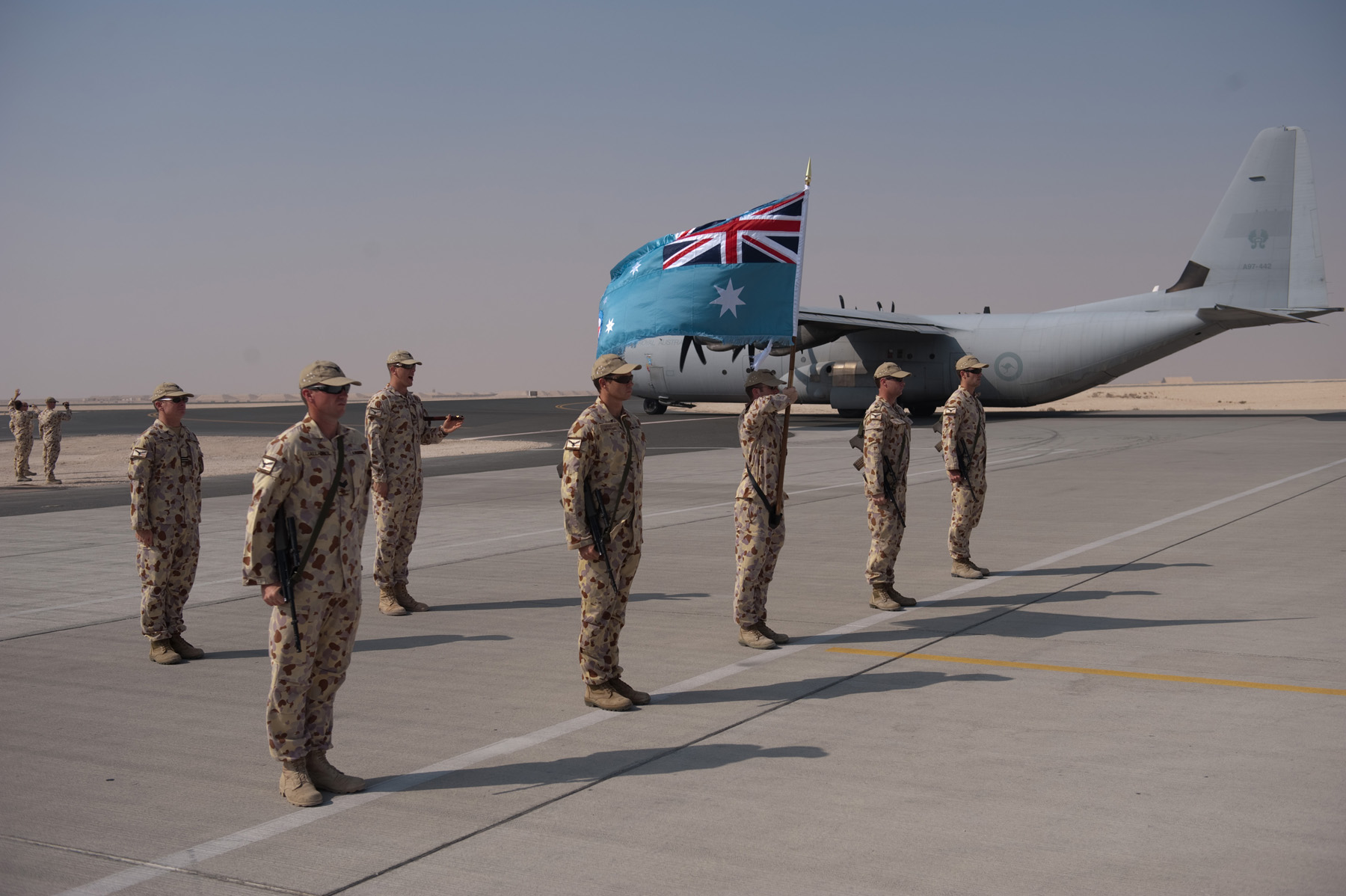
C-130J Hercules 37 Squadron
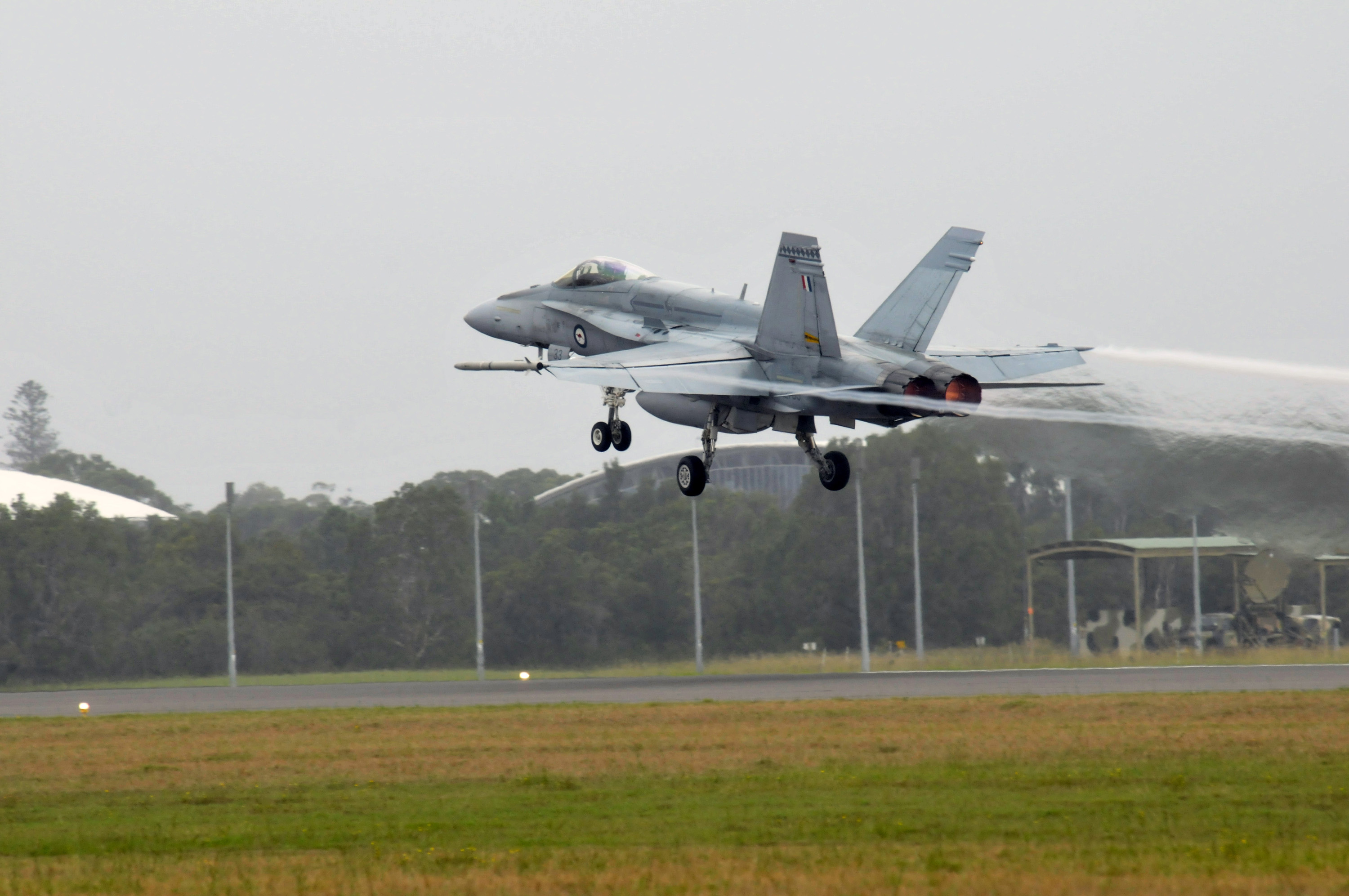
RAAF F/A-18
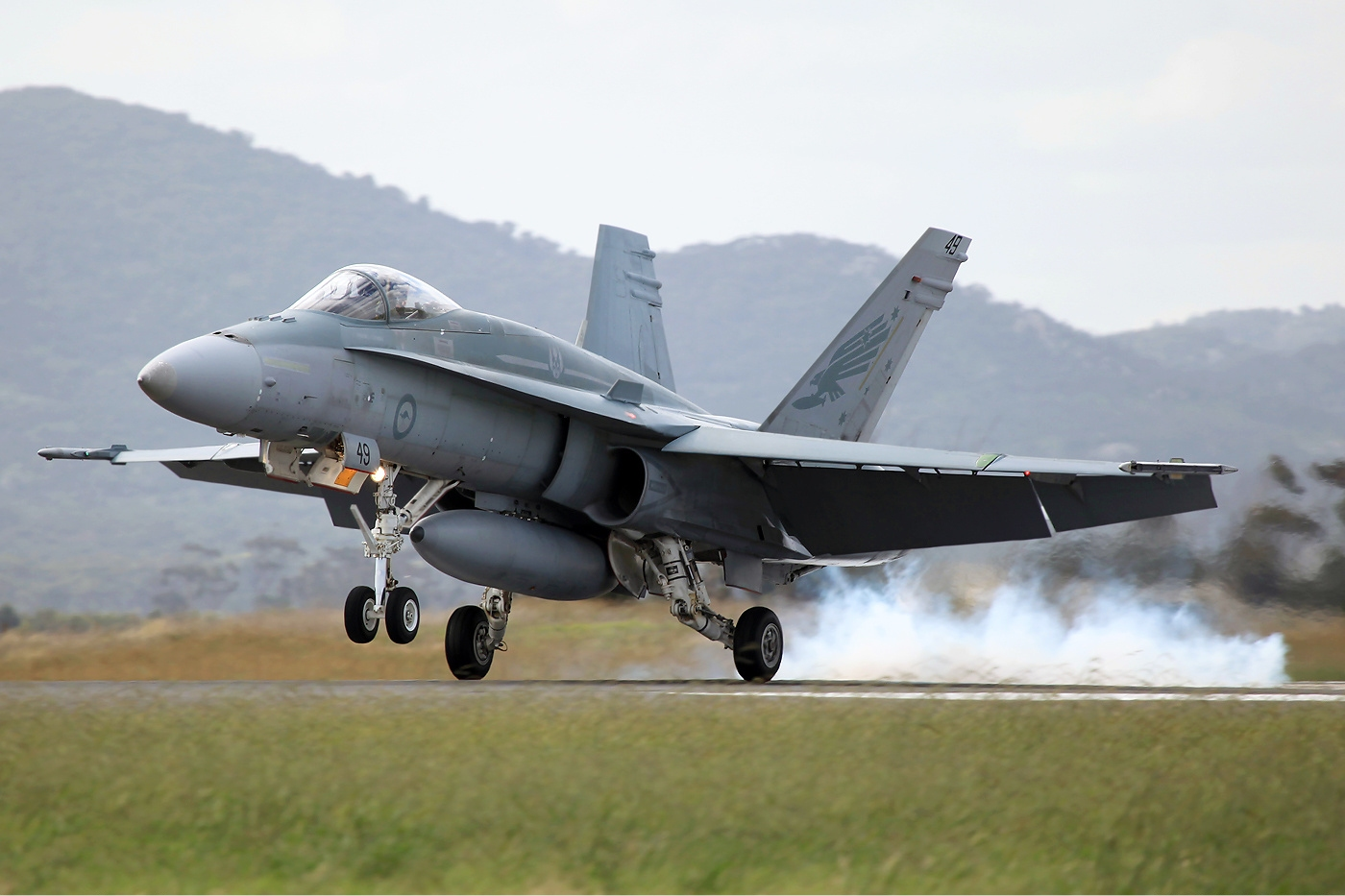
RAAF F/A-18A
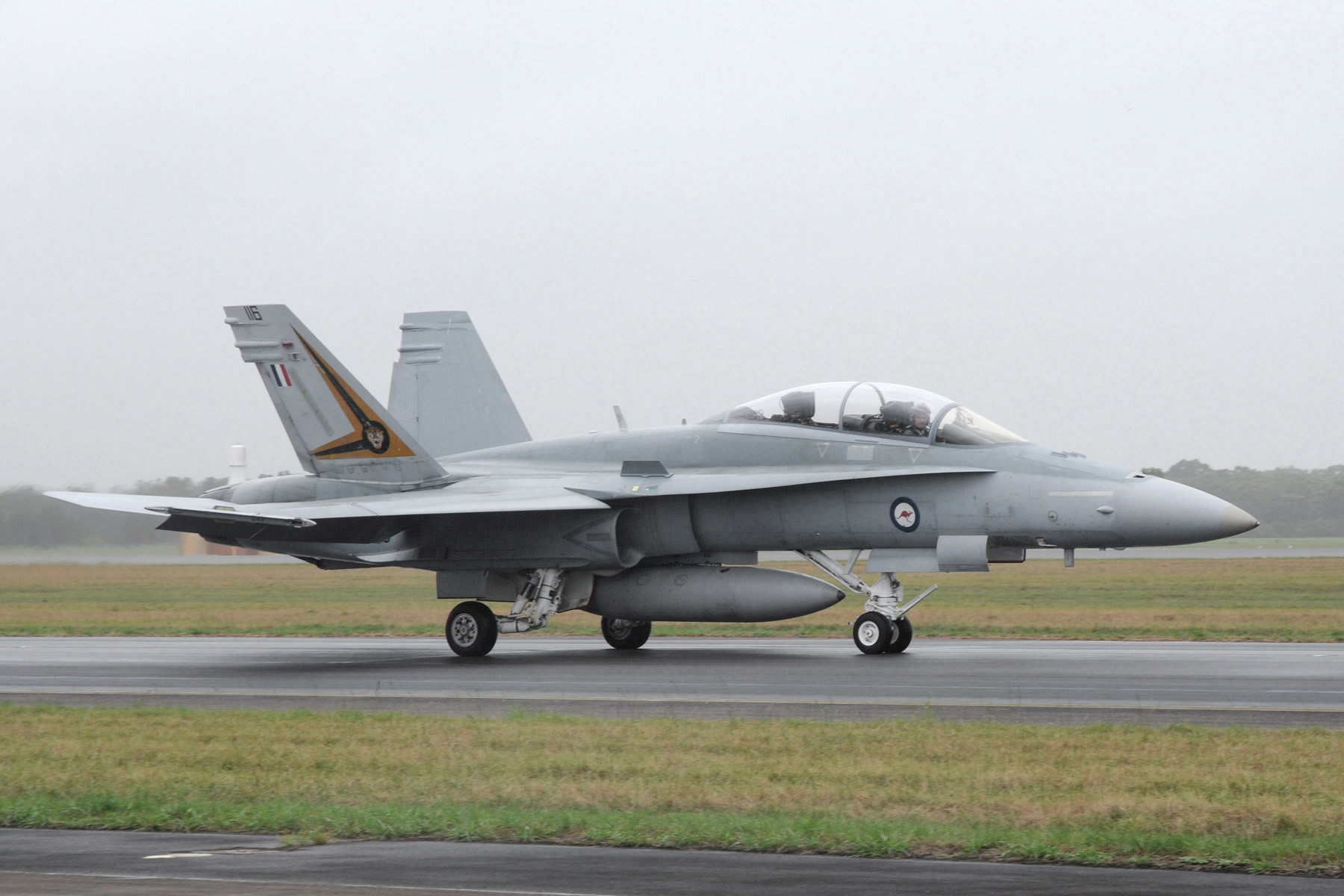
RAAF F/A-18B
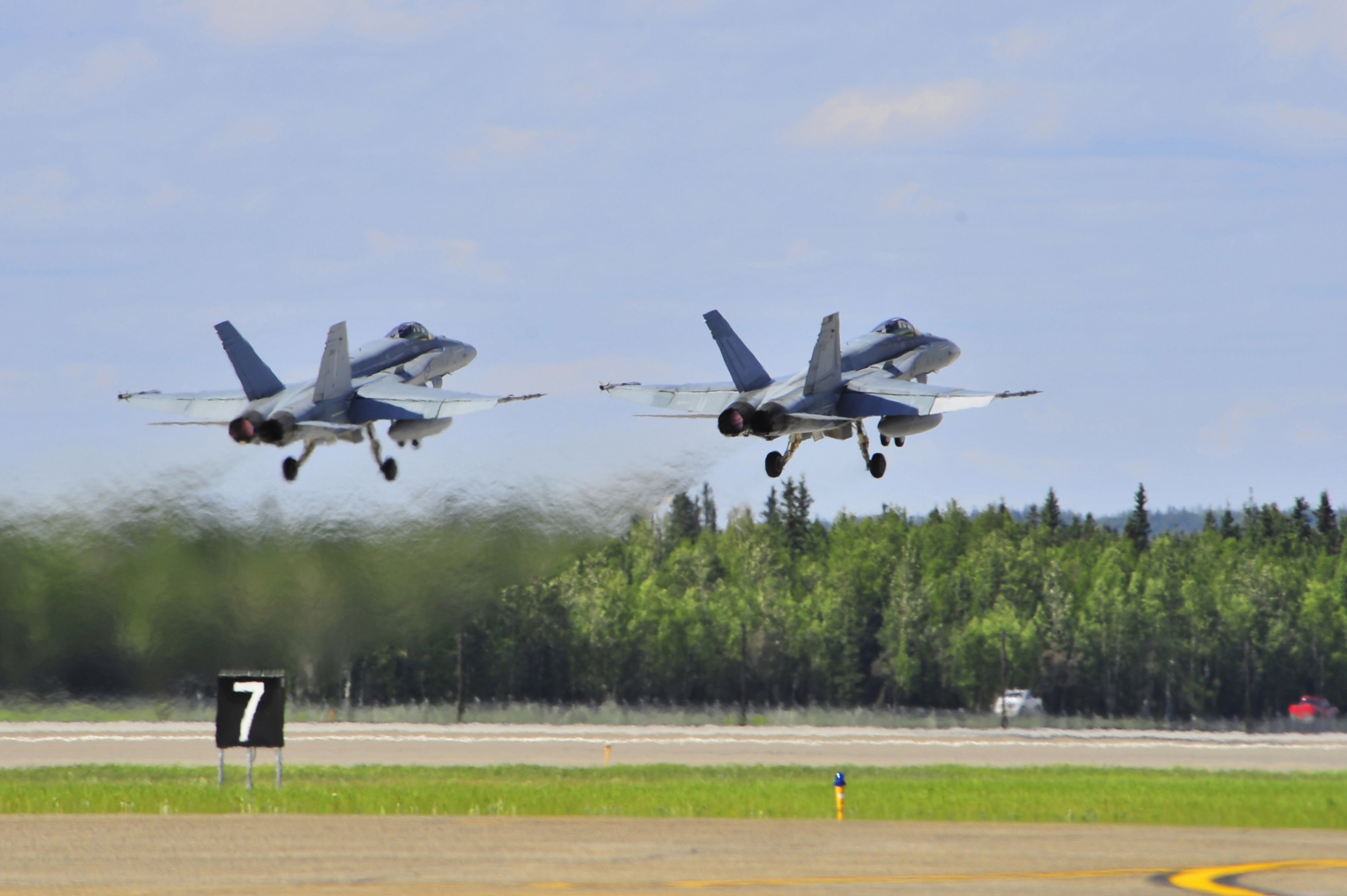
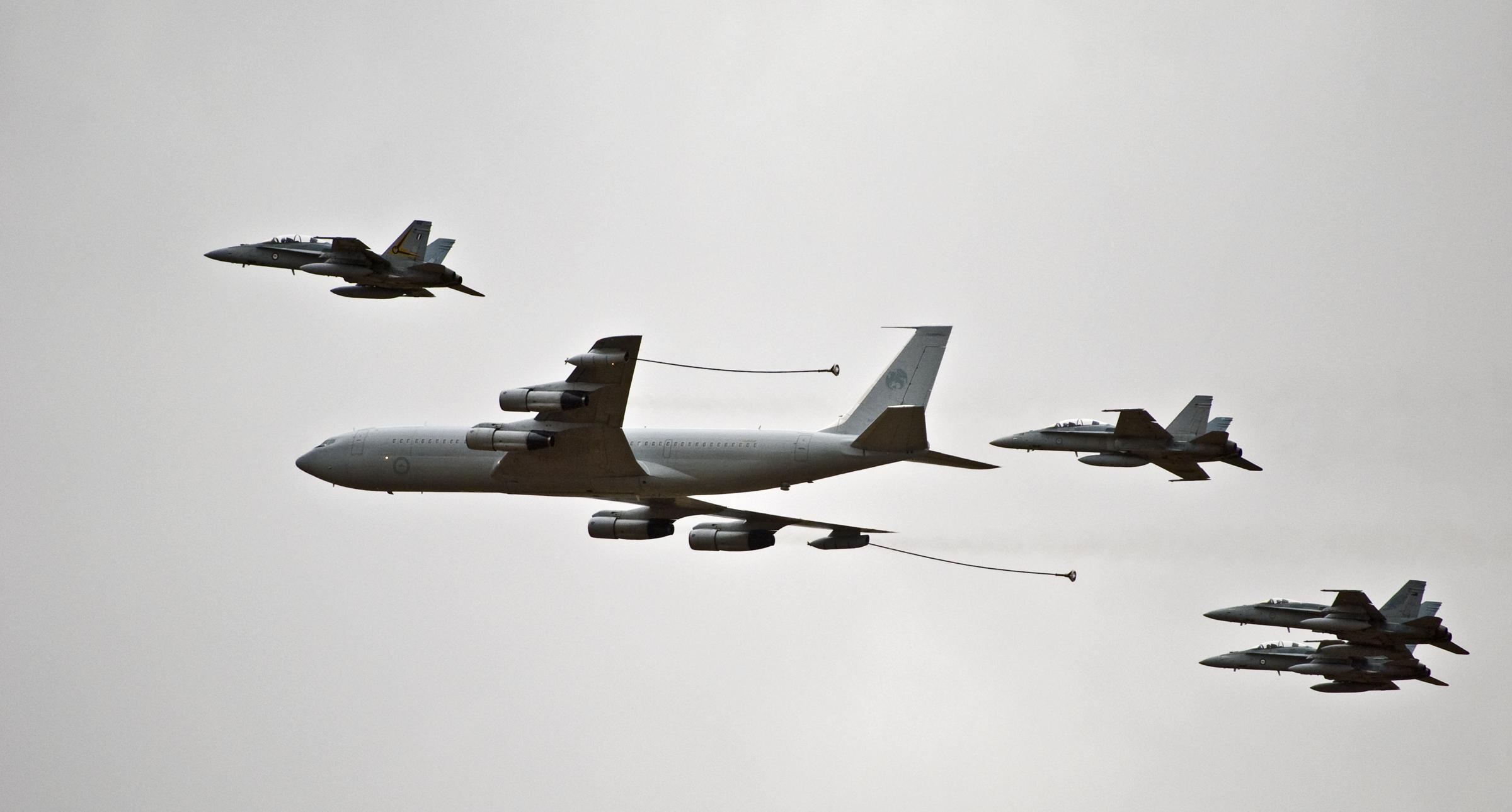
RAAF Boeing 707 и F/A-18
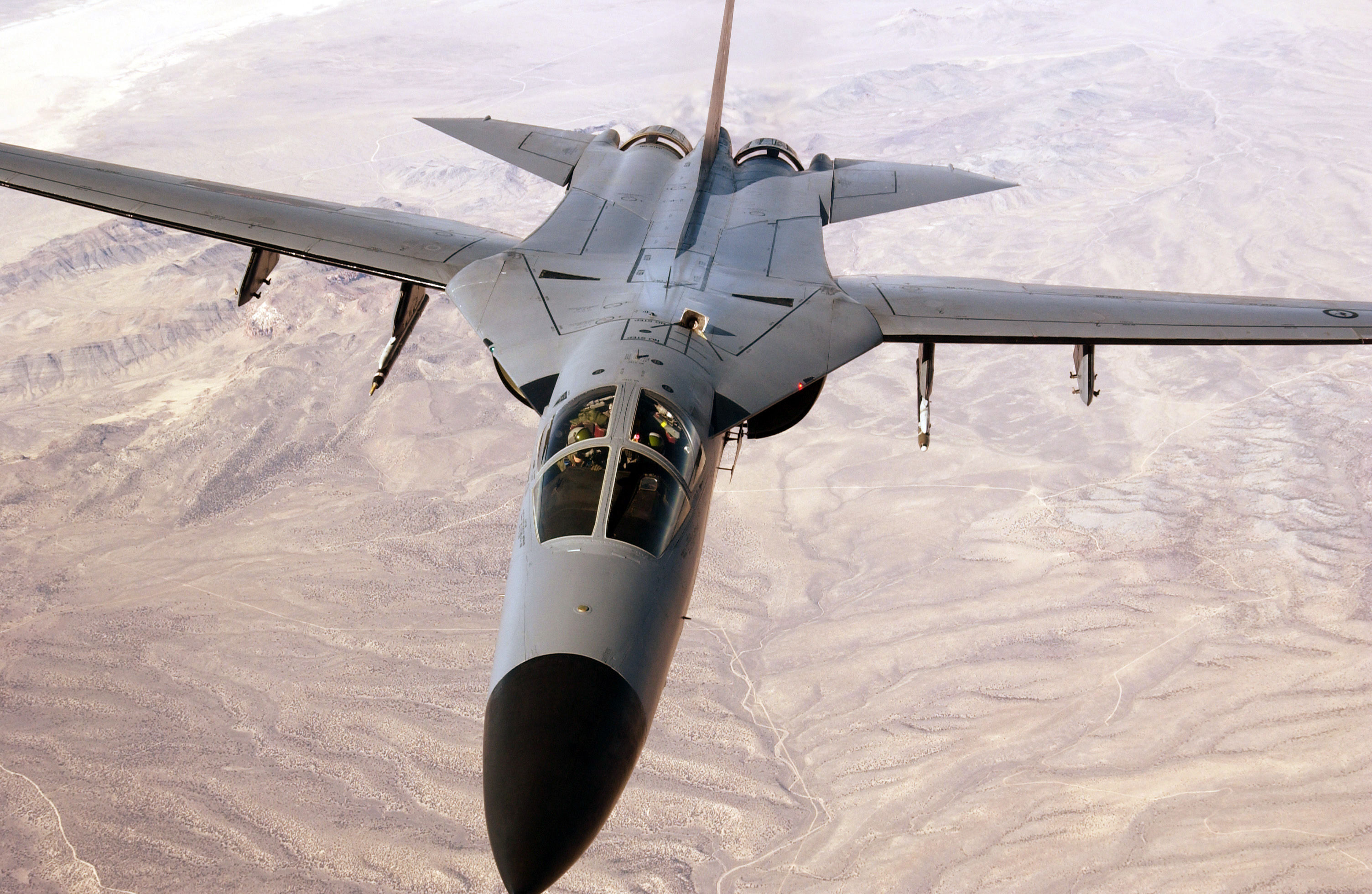
RAAF F-111C в 2006
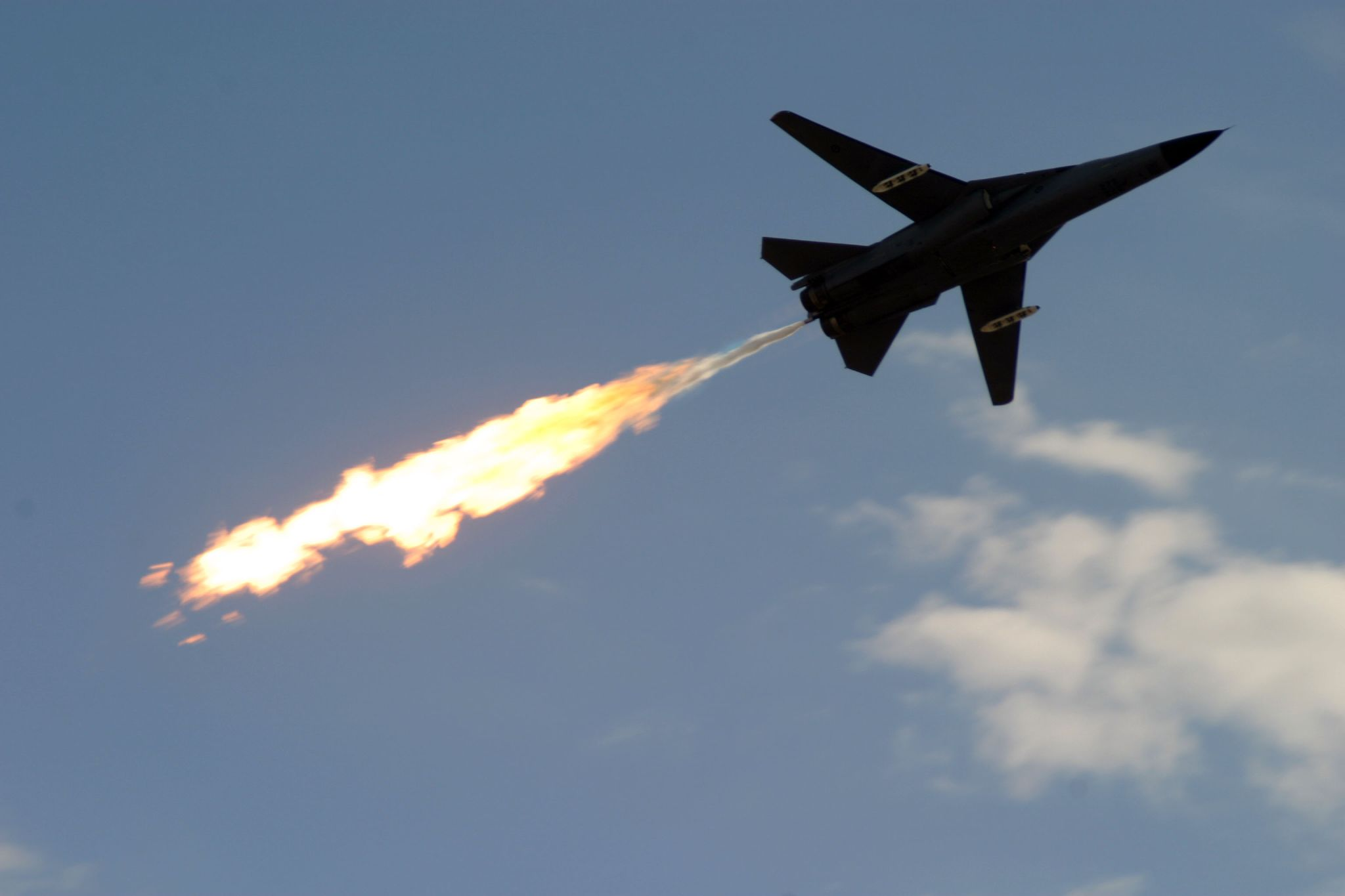
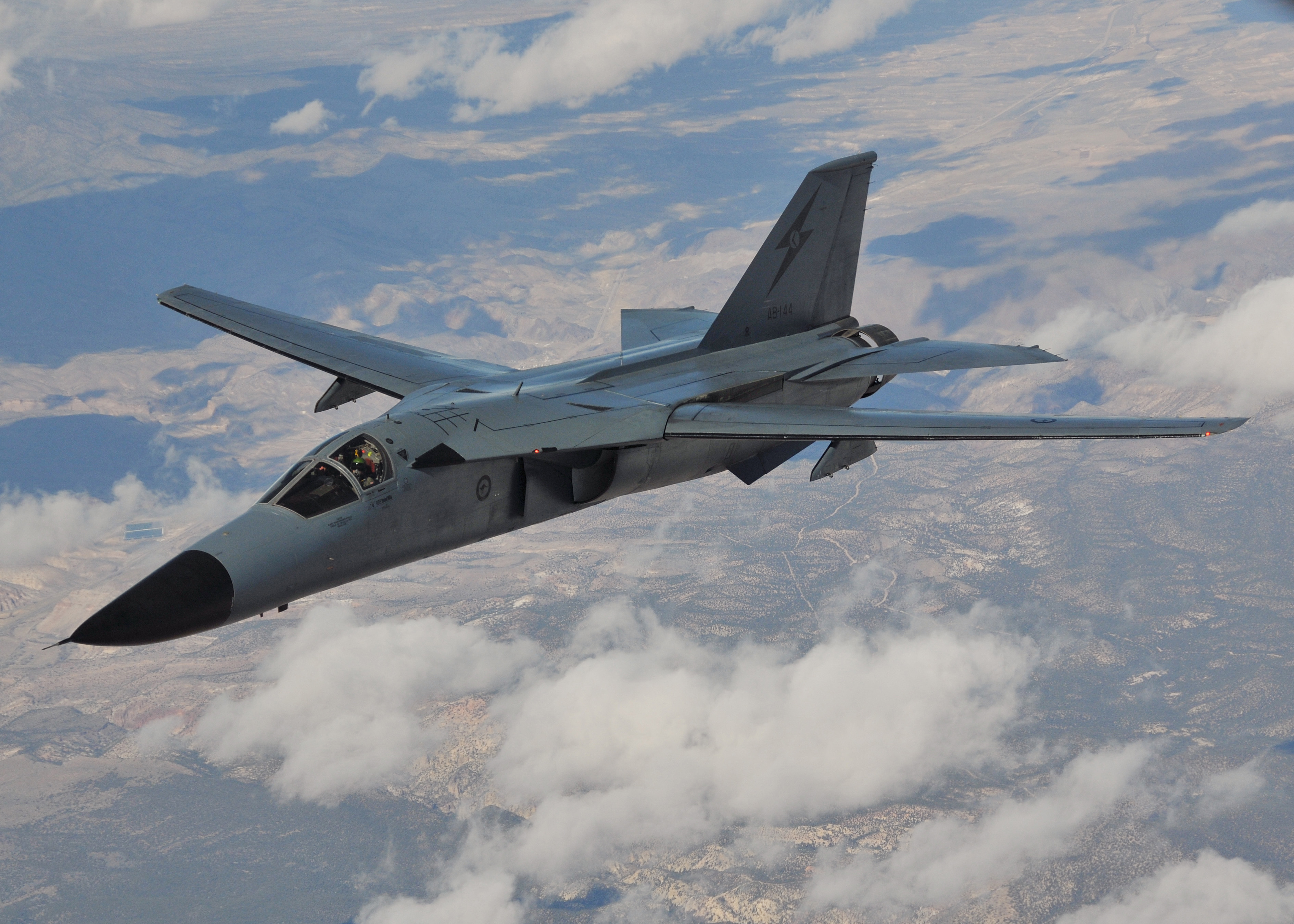
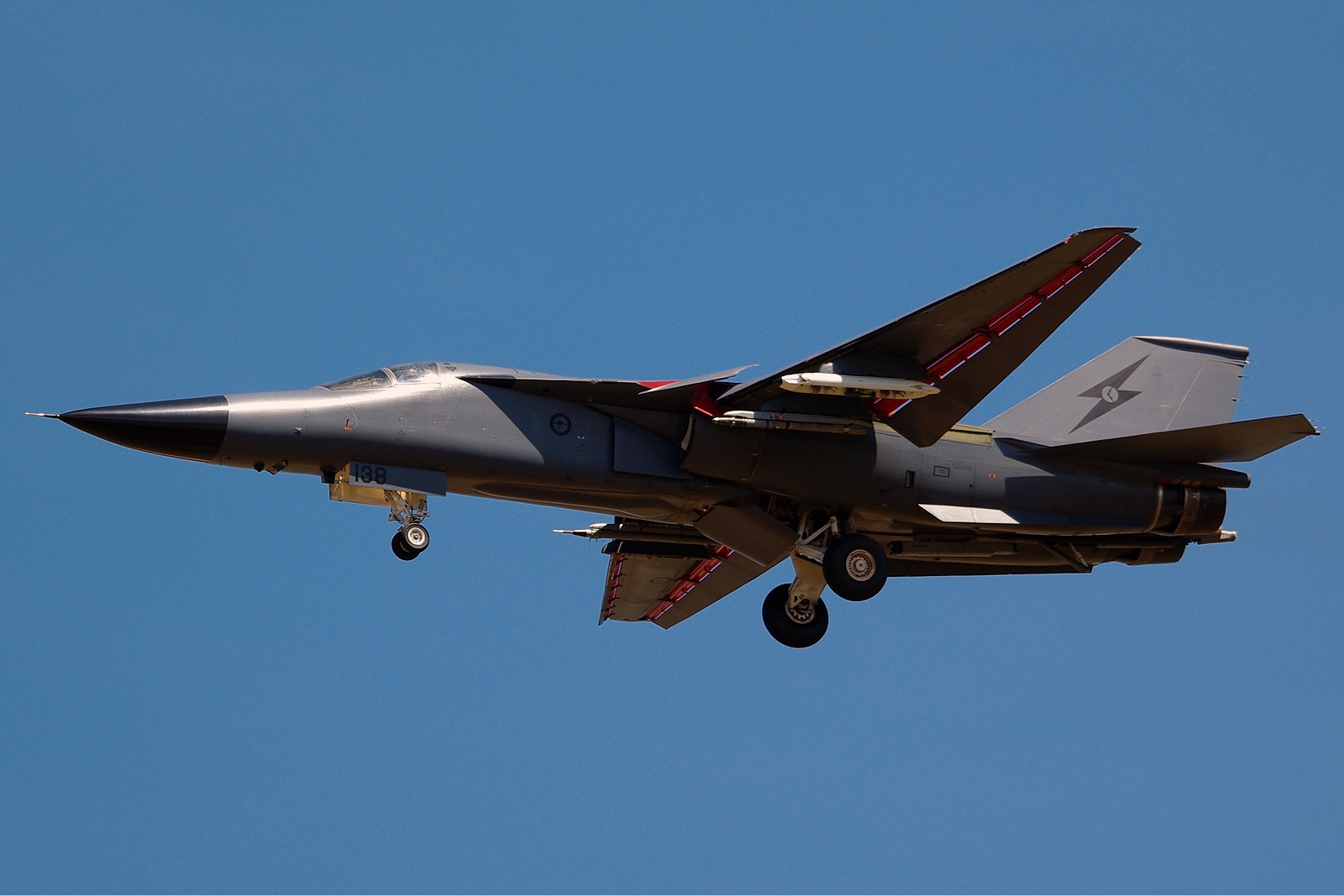
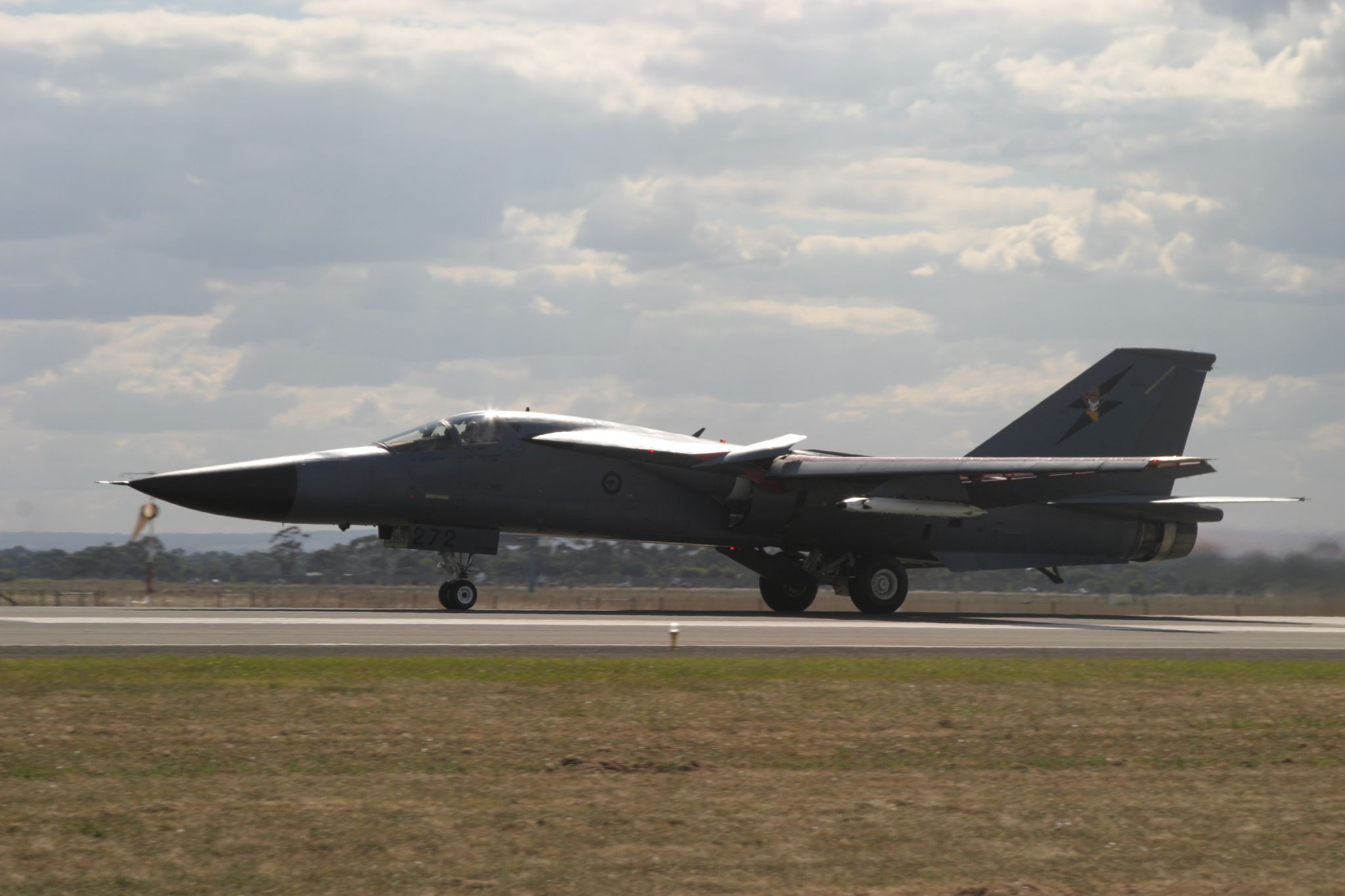
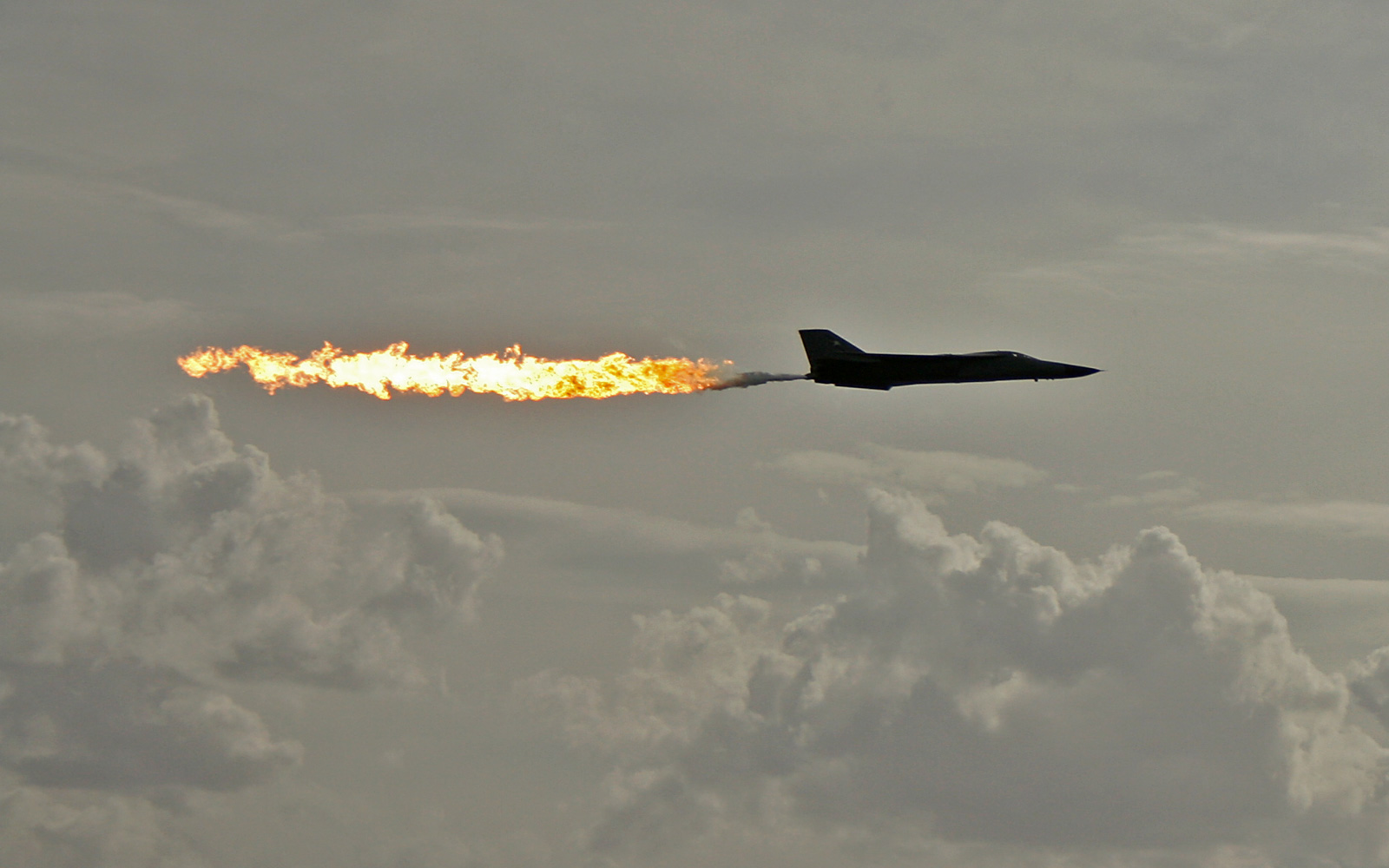
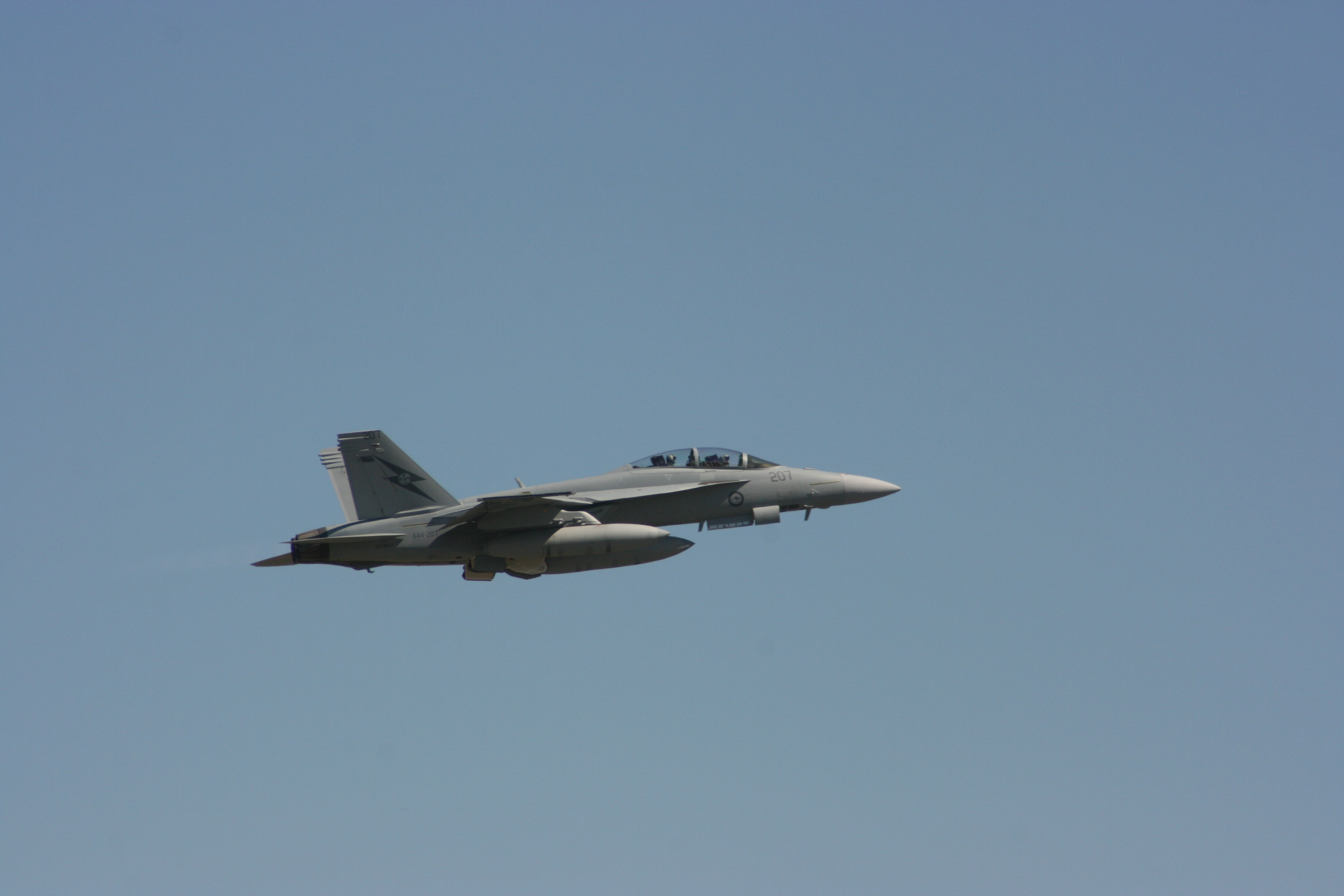
RAAF F/A-18F
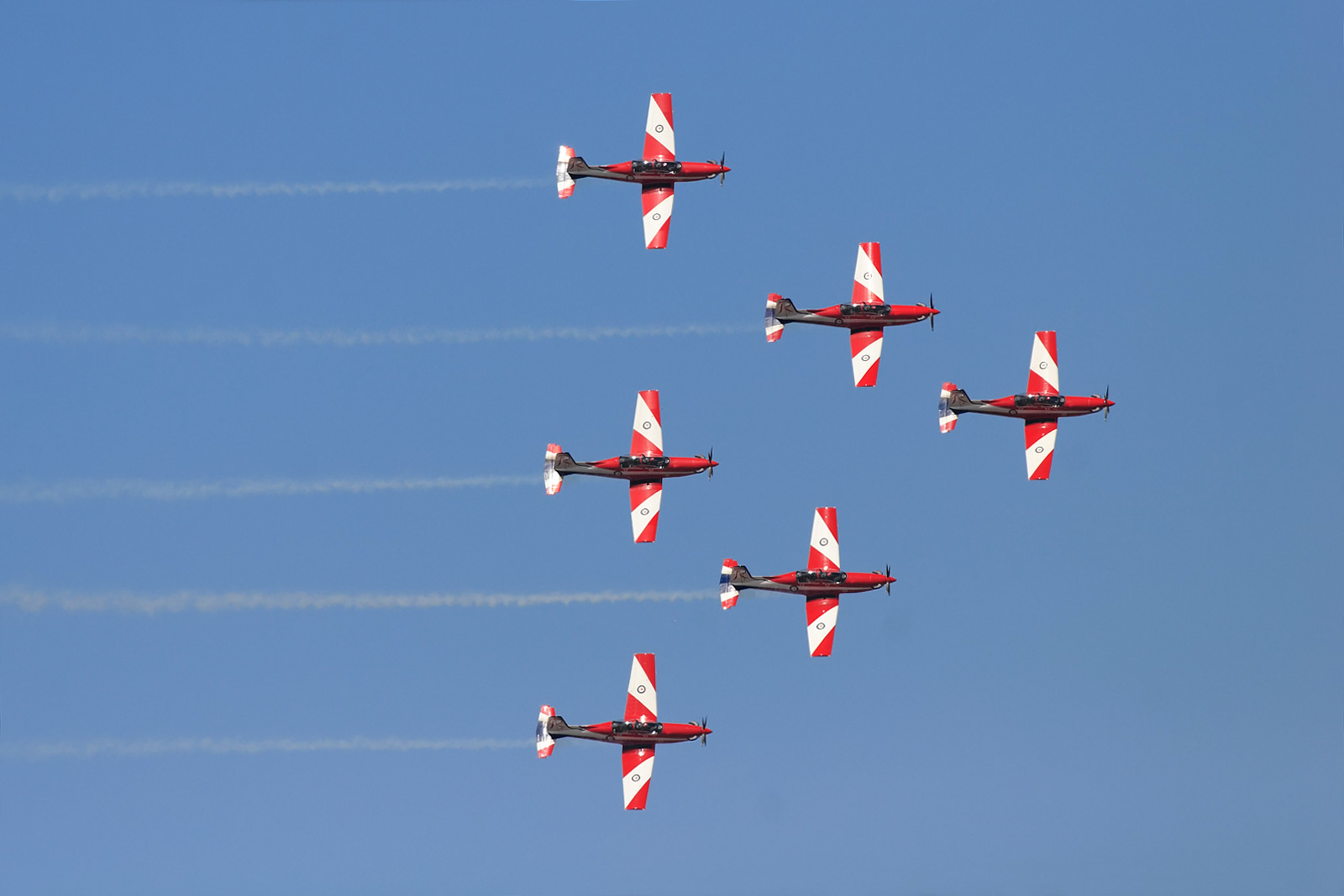
Pilatus PC-9
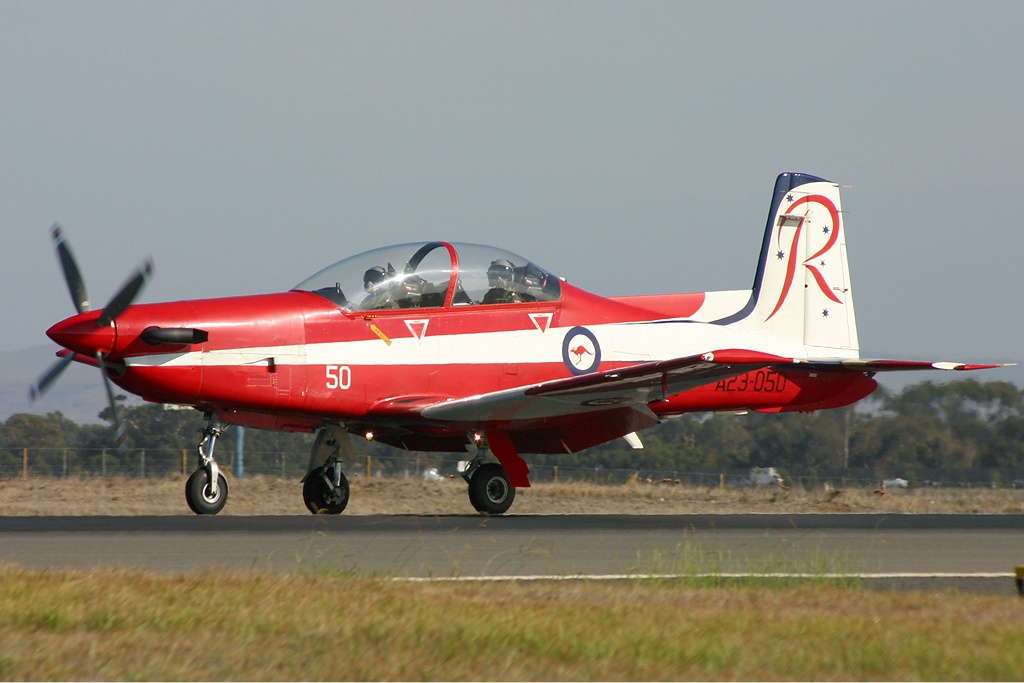
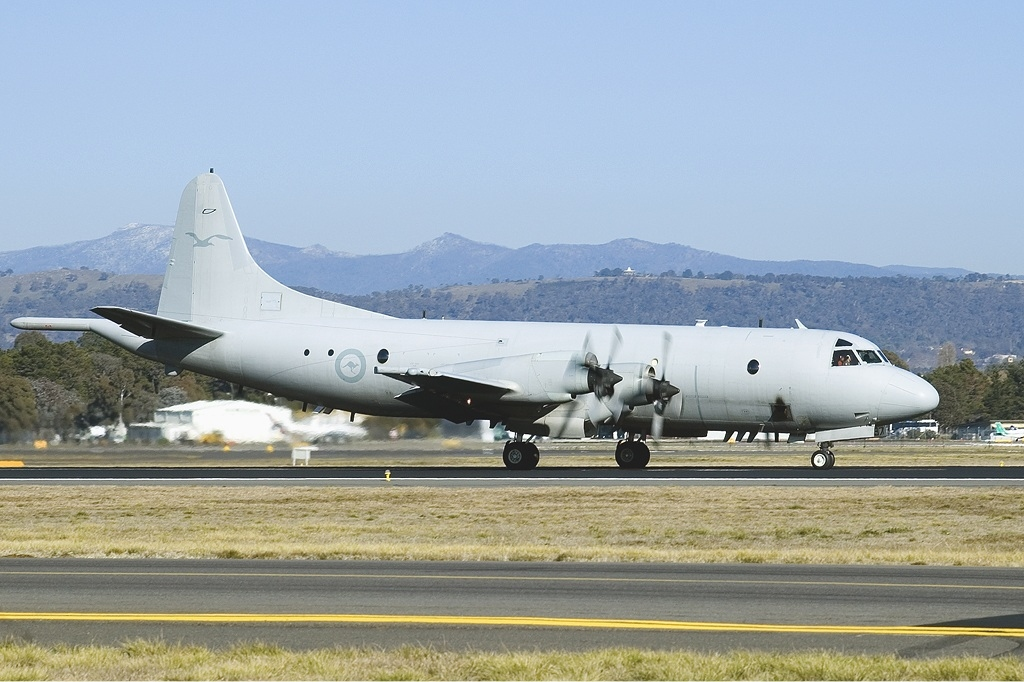
RAAF P-3C Orion
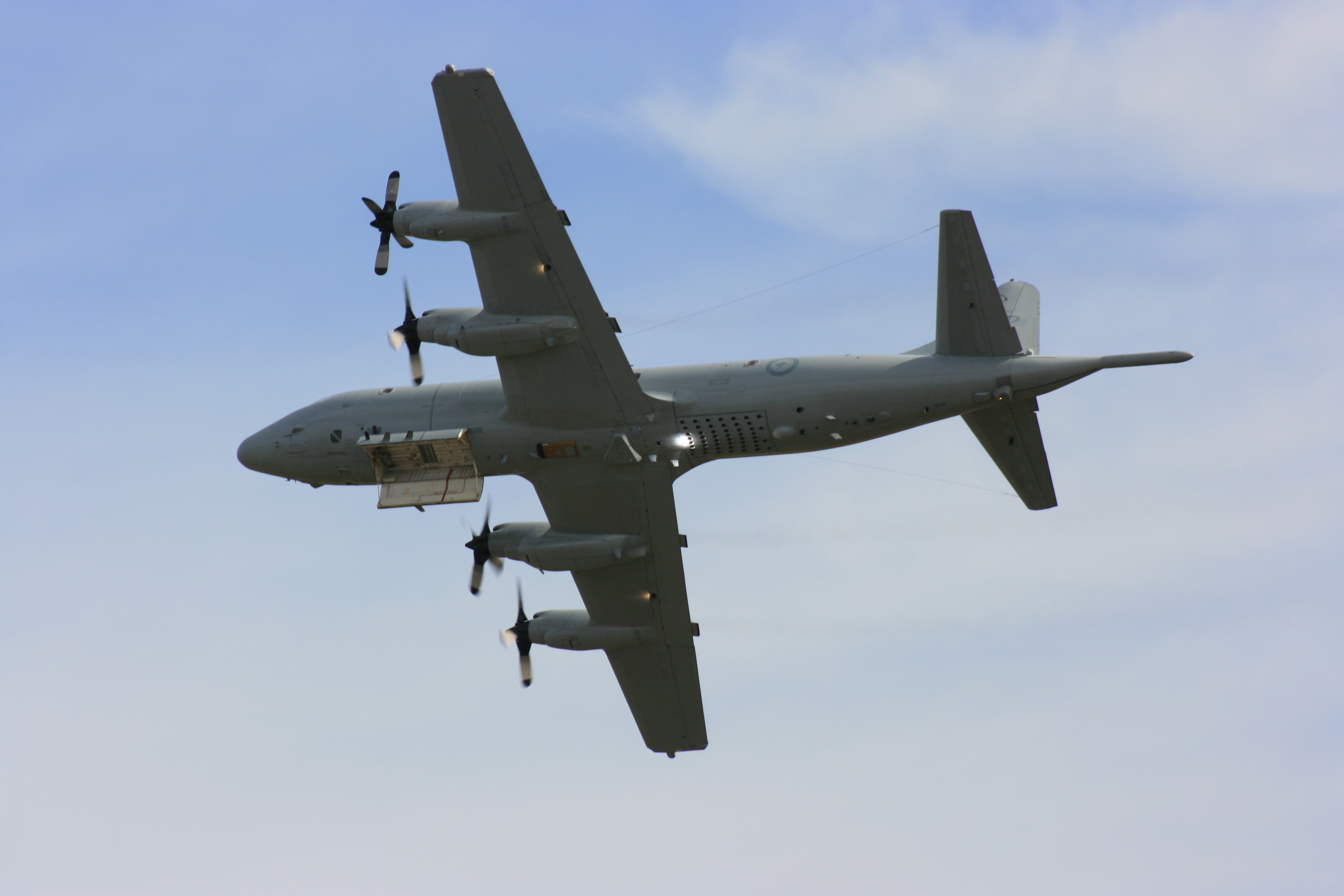
RAAF AP-3C Orion
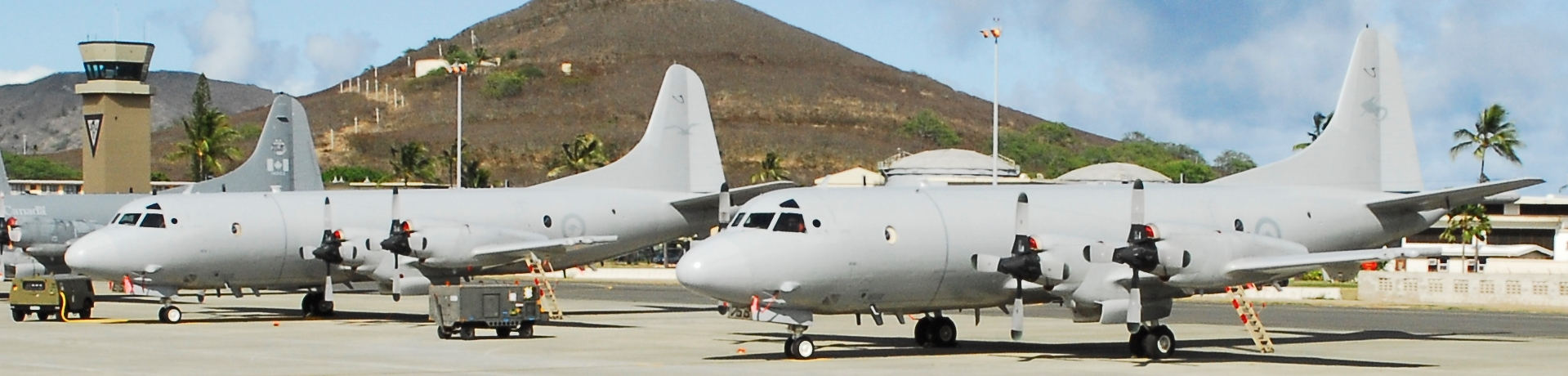
RAAF AP-3C
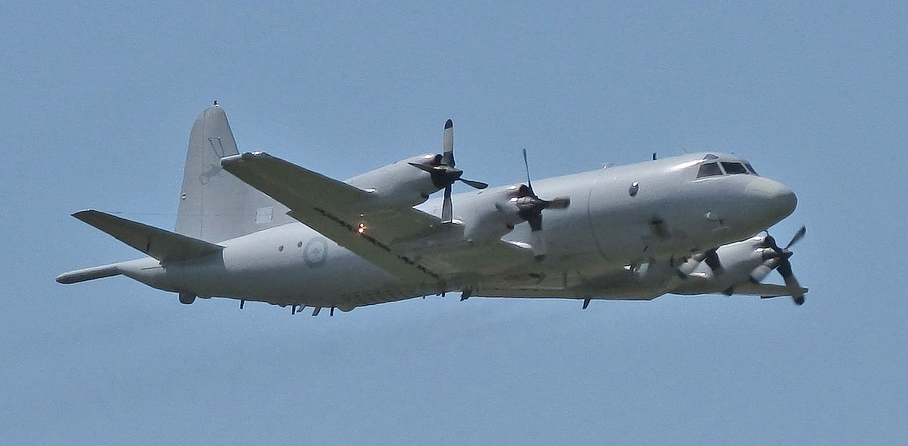
RAAF AP-3C
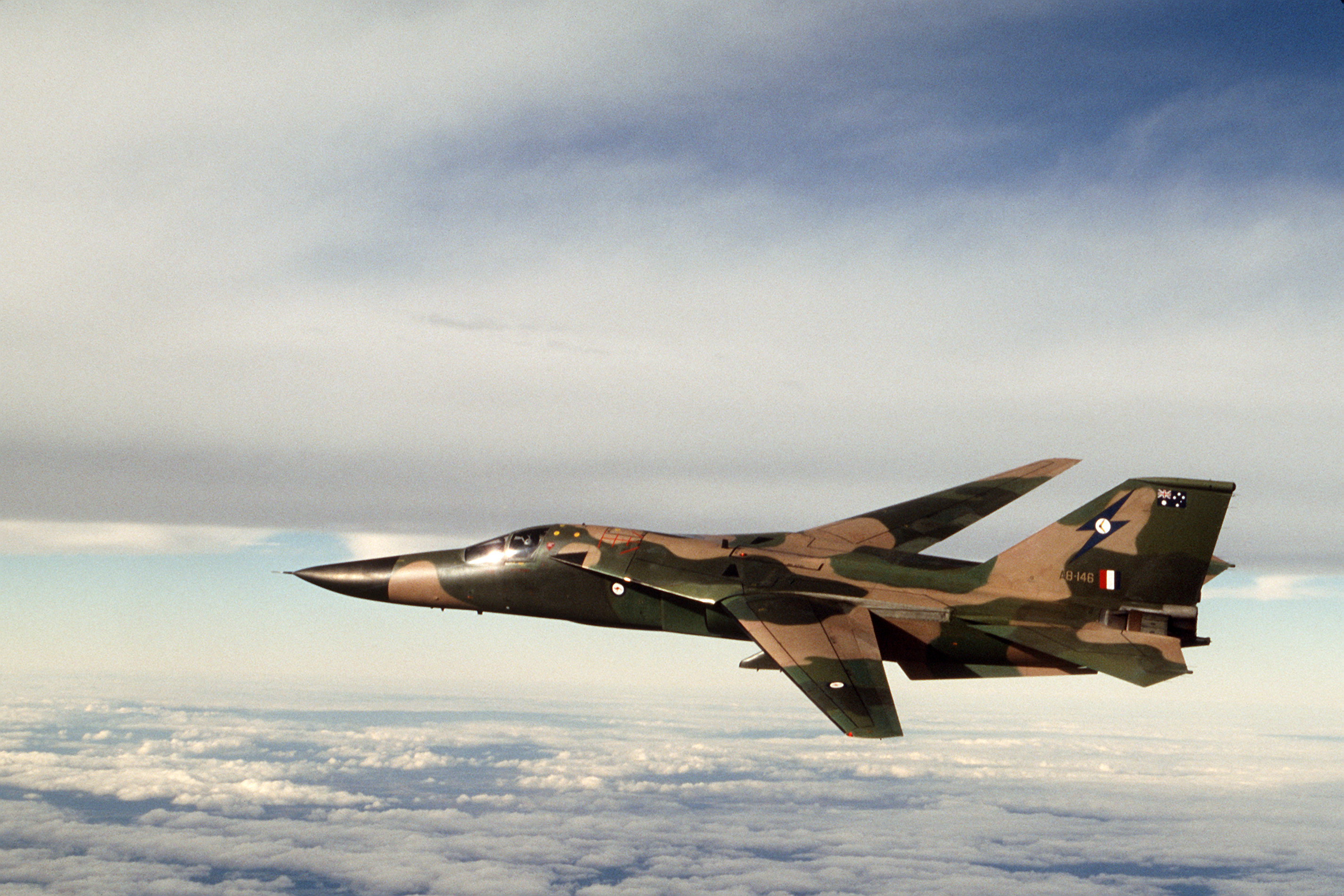
RAAF F-111C
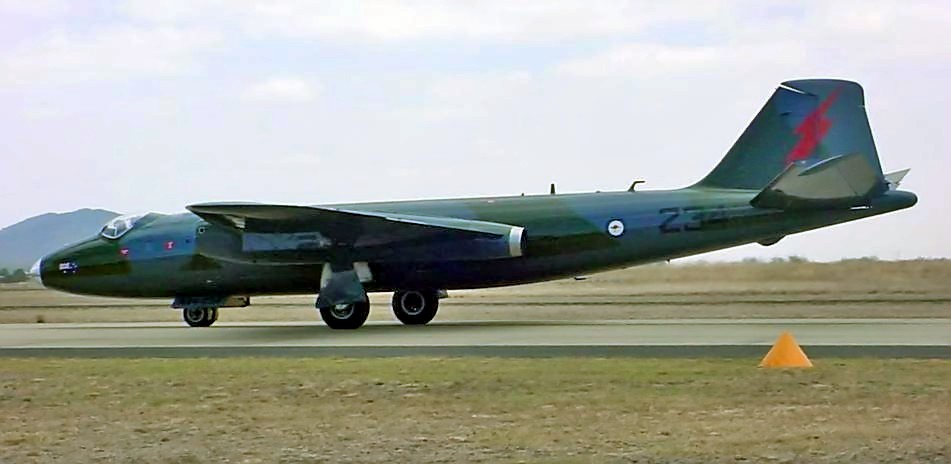
English Electric Canberra Mk.20
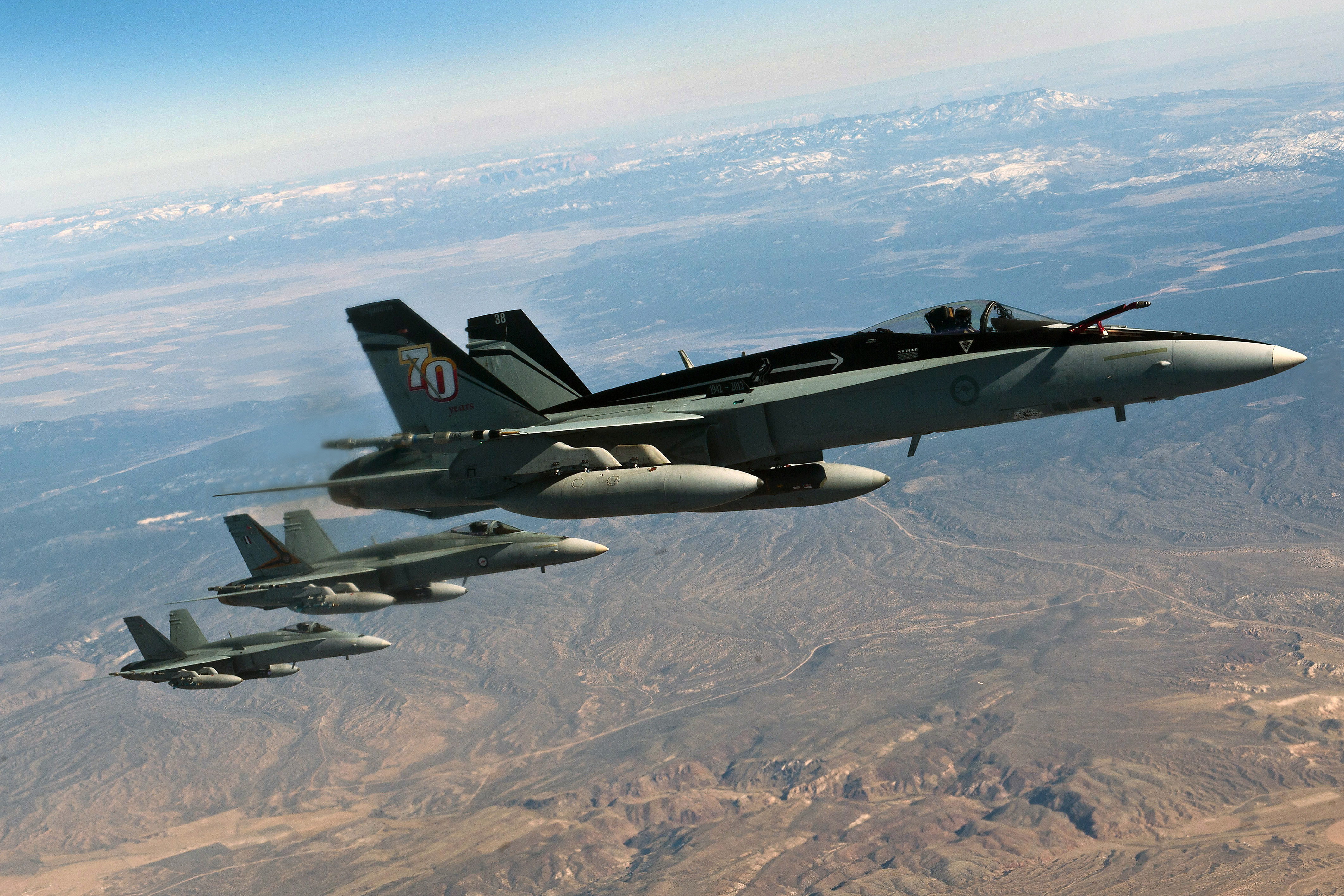
3 RAAF F/A-18A Hornet в 2012
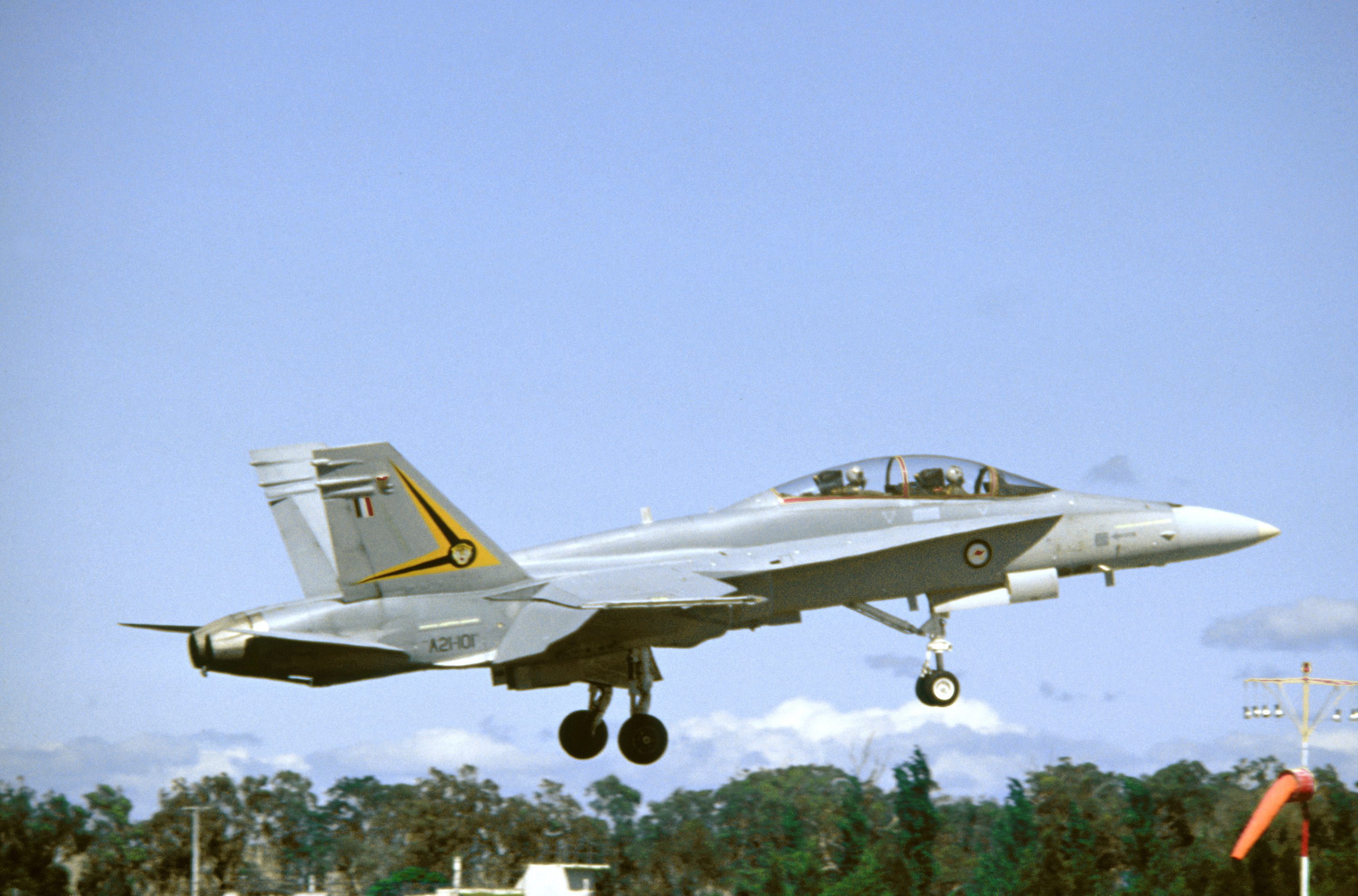
Один из первых RAAF F/A-18B Hornet в 1985
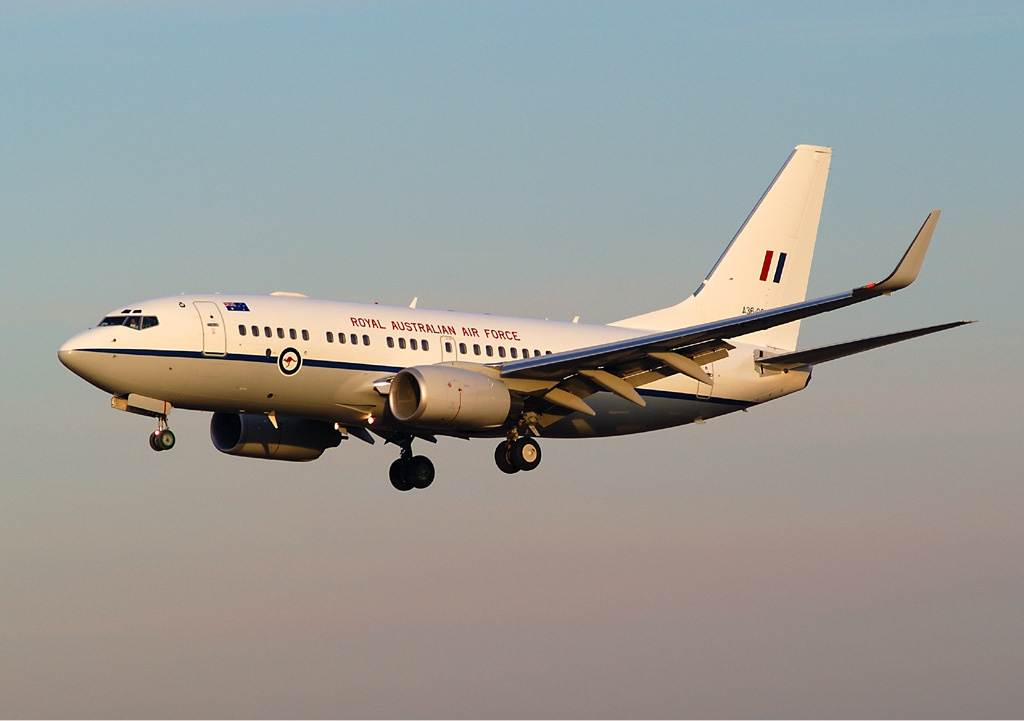
RAAF Boeing 737-700BBJ в 2003
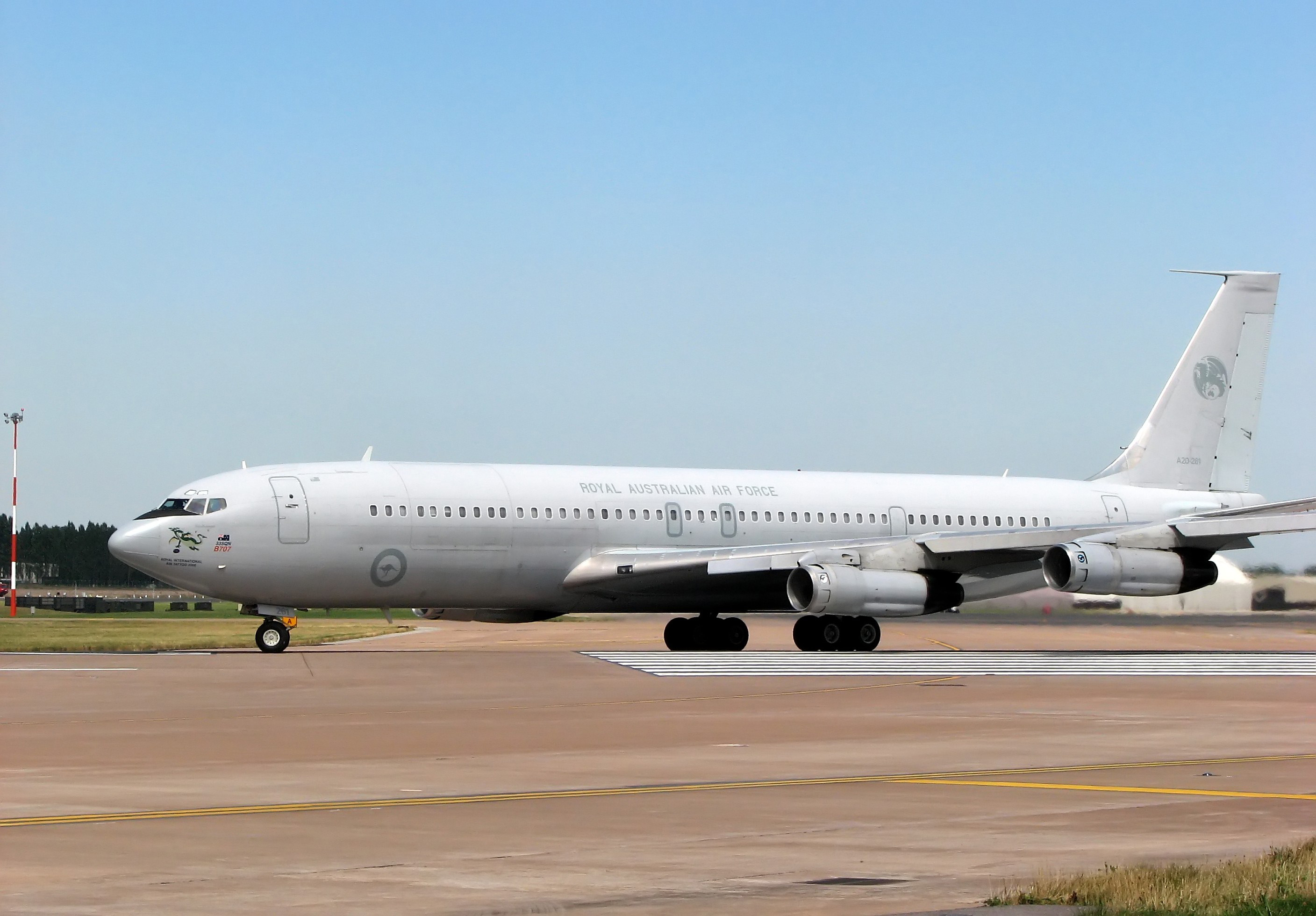
RAAF Boeing 707 в 2006
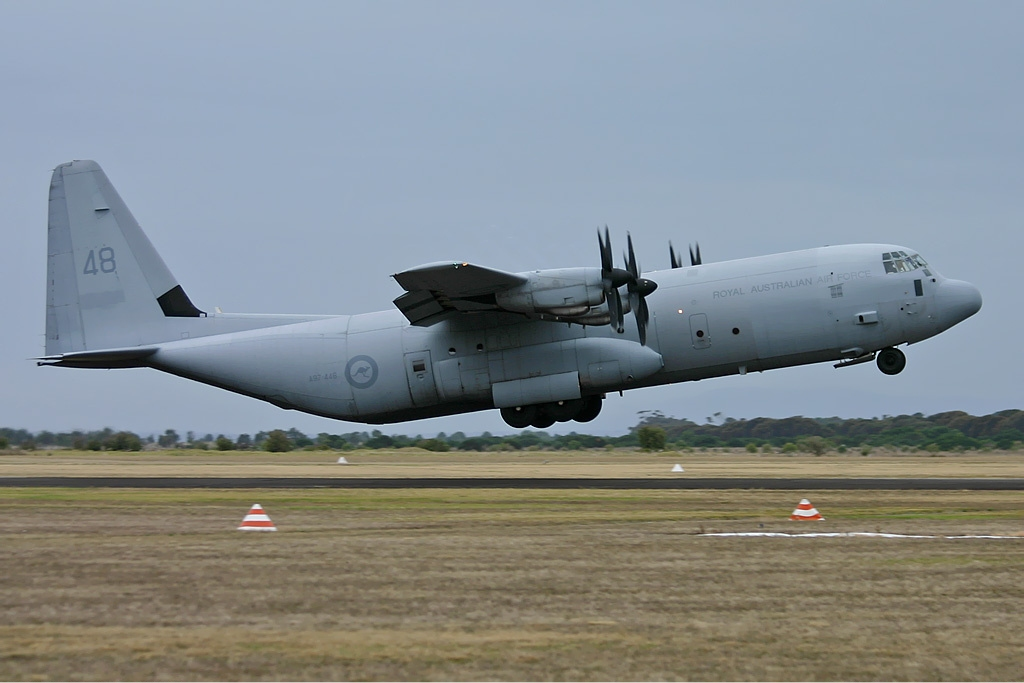
RAAF C-130J-30 Super Hercules
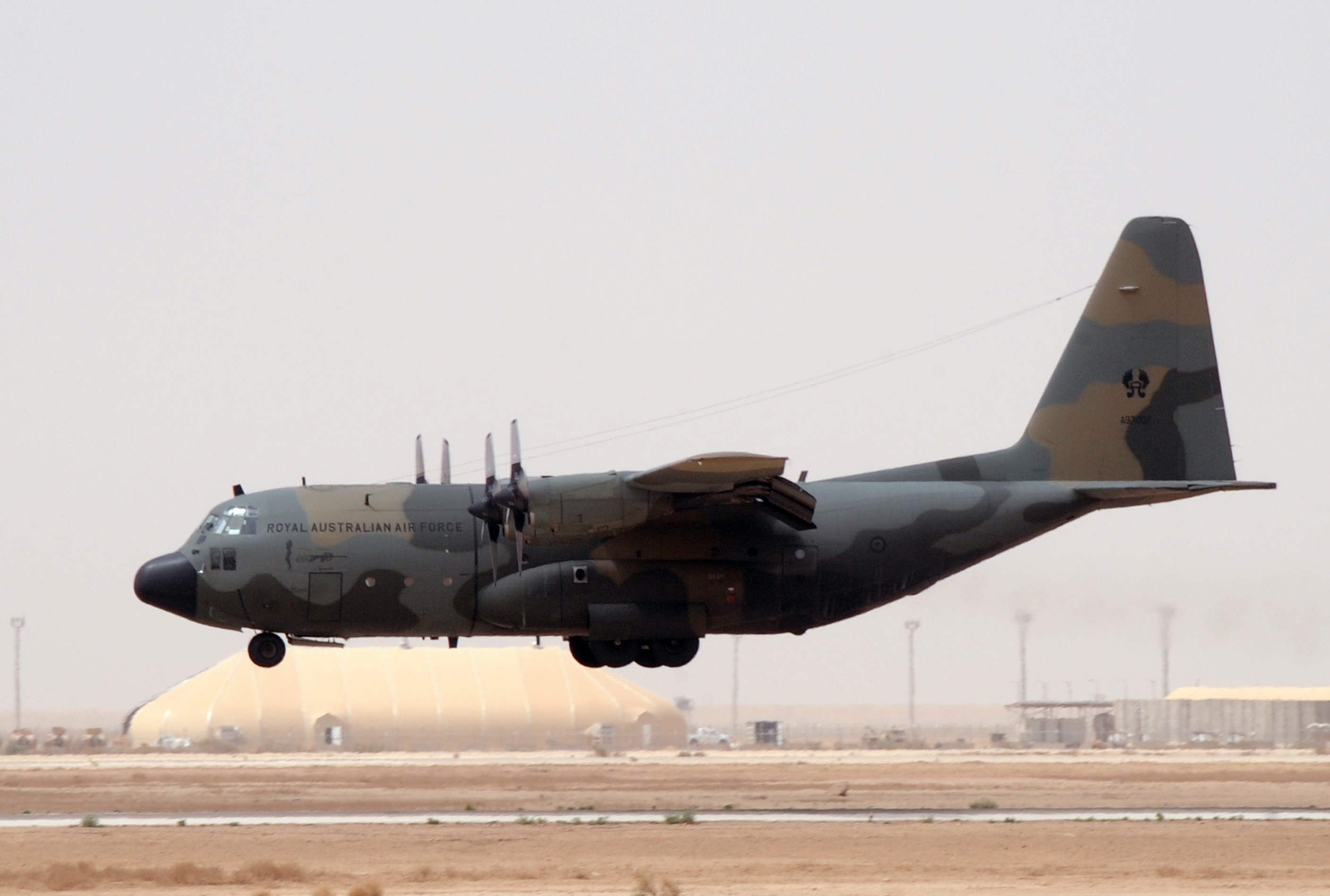
RAAF C-130 Hercules in Iraq 2008
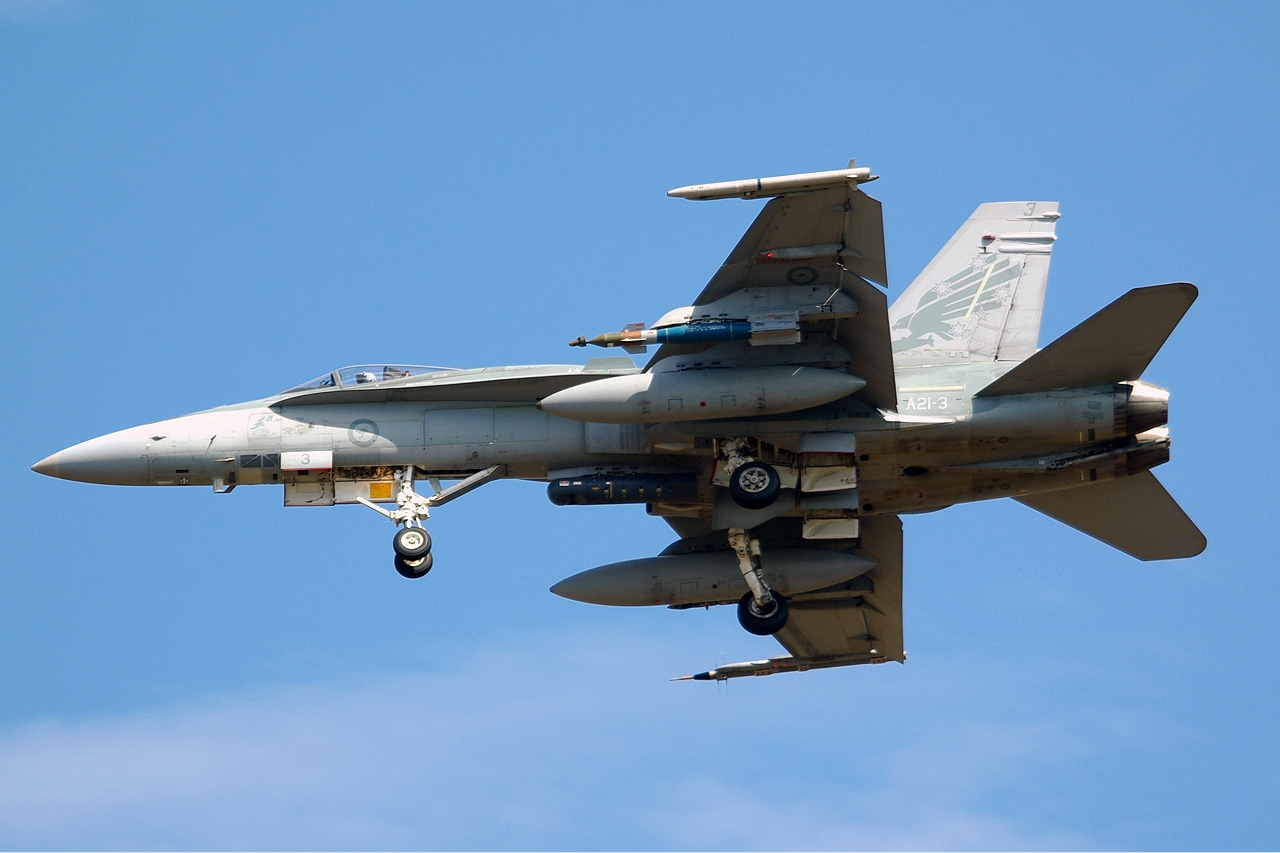
RAAF F/A-18 Hornet
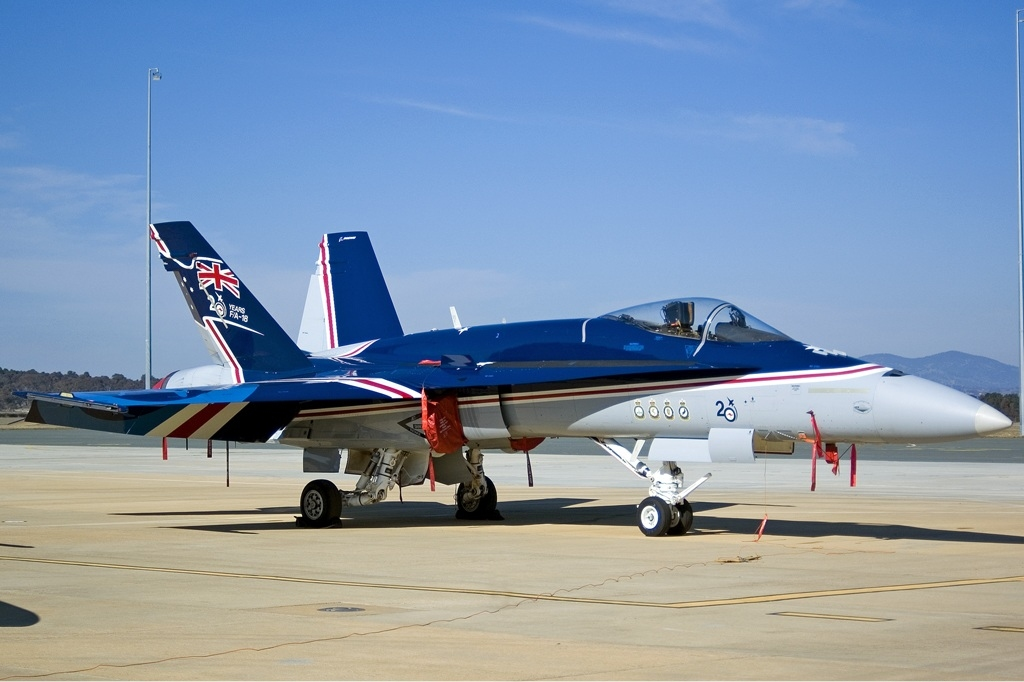
F/A-18 Hornet, раскрашенный под годовщину введения "Хорнетов" в ВВС Австралии
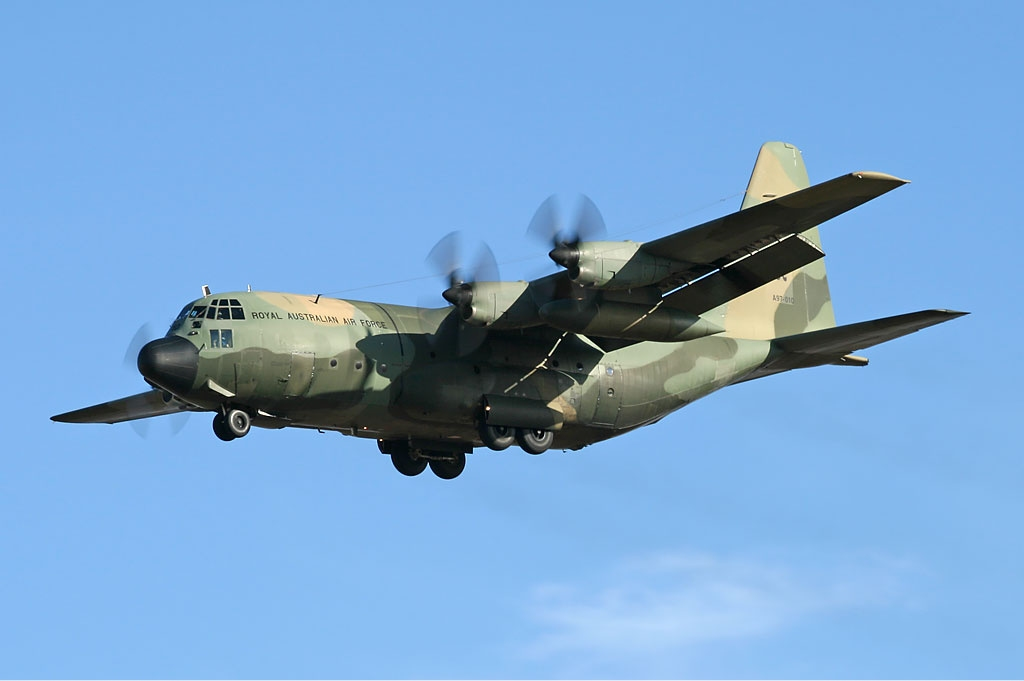
RAAF C-130H Hercules